# Targhe d'immatricolazione dell'Italia

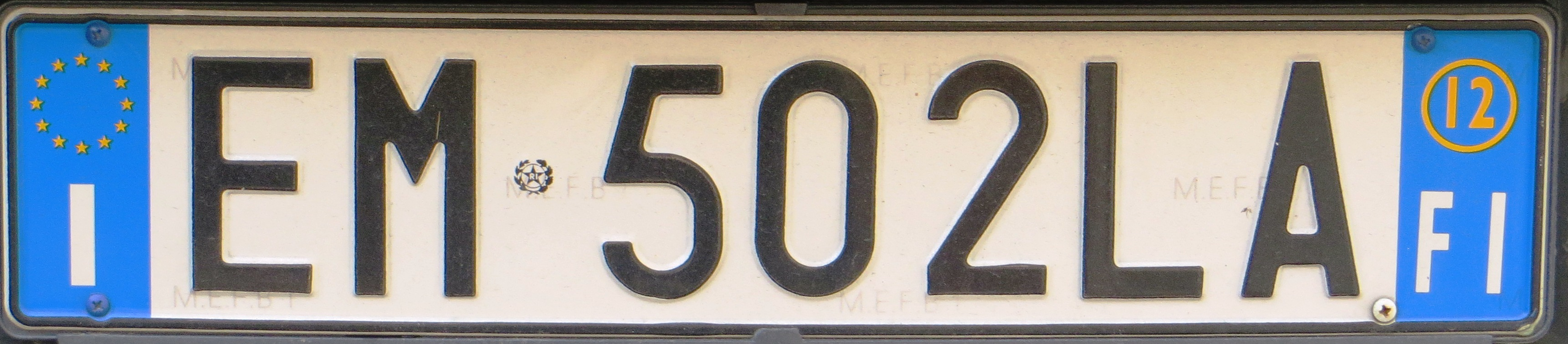
Targa posteriore della città metropolitana di Firenze (formato in vigore dal 1999)

Le targhe d'immatricolazione dell'Italia hanno una storia risalente alla fine del XIX secolo. Vengono prodotte nella cartiera dell'Istituto Poligrafico e Zecca dello Stato, il cui stabilimento ha sede a Foggia. Il sistema di distribuzione non è centralizzato, in quanto i singoli lotti vengono inviati alle agenzie di zona in numero prestabilito.

## Tabelle targhe attuali
Dal gennaio 1994 le targhe italiane sono emesse nel formato AB 123 AB, utilizzando le cifre da 0 a 9 e 22 delle 26 lettere dell'alfabeto latino, ad eccezione delle lettere "I", "O", "U" e "Q" per evitare confusione con le cifre "1" e "0". 
Le targhe comprese tra EE 000 AA e EE 999 ZZ non sono state emesse per evitare confusione con le targhe Escursionisti Esteri.

### Targhe rettangolari
| Targa     | Data di emissione | Note                                         |
| --------- | ----------------- | -------------------------------------------- |
| AA 000 AA | 25 maggio 1994    | 000 Non emessa                               |
| BA 000 AA | 2 dicembre 1998   |                                              |
| BB 000 HH | 25 gennaio 1999   | Prima di tipo europeo con bande blu laterali |
| CA 000 AA | 22 marzo 2002     |                                              |
| DA 000 AA | 2 febbraio 2006   |                                              |
| YA 000 AA | 19 gennaio 2009   | Nuova targa per la polizia locale            |
| EA 000 AA | 4 maggio 2010     |                                              |
| XA 000 AA | 20 febbraio 2013  | Nuova targa per rimorchi                     |
| FA 000 AA | 24 giugno 2015    |                                              |
| GA 000 AA | 22 maggio 2020    |                                              |
| HA 000 AA | 22 maggio 2025    |                                              |
| JA 000 AA | ?                 | Non ancora emessa                            |

### Targhe quadrate
| Targa     | Data di emissione | Note                                                        |
| --------- | ----------------- | ----------------------------------------------------------- |
| ZA 000 AA | maggio 1994       |                                                             |
| ZA 400 LV | gennaio 1999      | Prima targa quadrata di tipo europeo con bande blu laterali |
| ZB 000 AA | marzo 2006        |                                                             |

## Storia

### 1897–1901
Le prime targhe veicolari italiane furono previste con il Regio decreto 16 dicembre 1897, n. 540 che introduceva l'obbligo di dotare i velocipedi di una targa comunale.
Per analogia verso tale disposizione, nel 1898 il Comune di Milano promulgò il Regolamento per la circolazione delle vetture automobili, il cui articolo 17 imponeva la fissa apposizione di una targa, riportante il nome del proprietario e il numero di licenza comunale, sulla fiancata sinistra delle automobili, come venivano chiamate in quel tempo le autovetture.

### 1901–1905

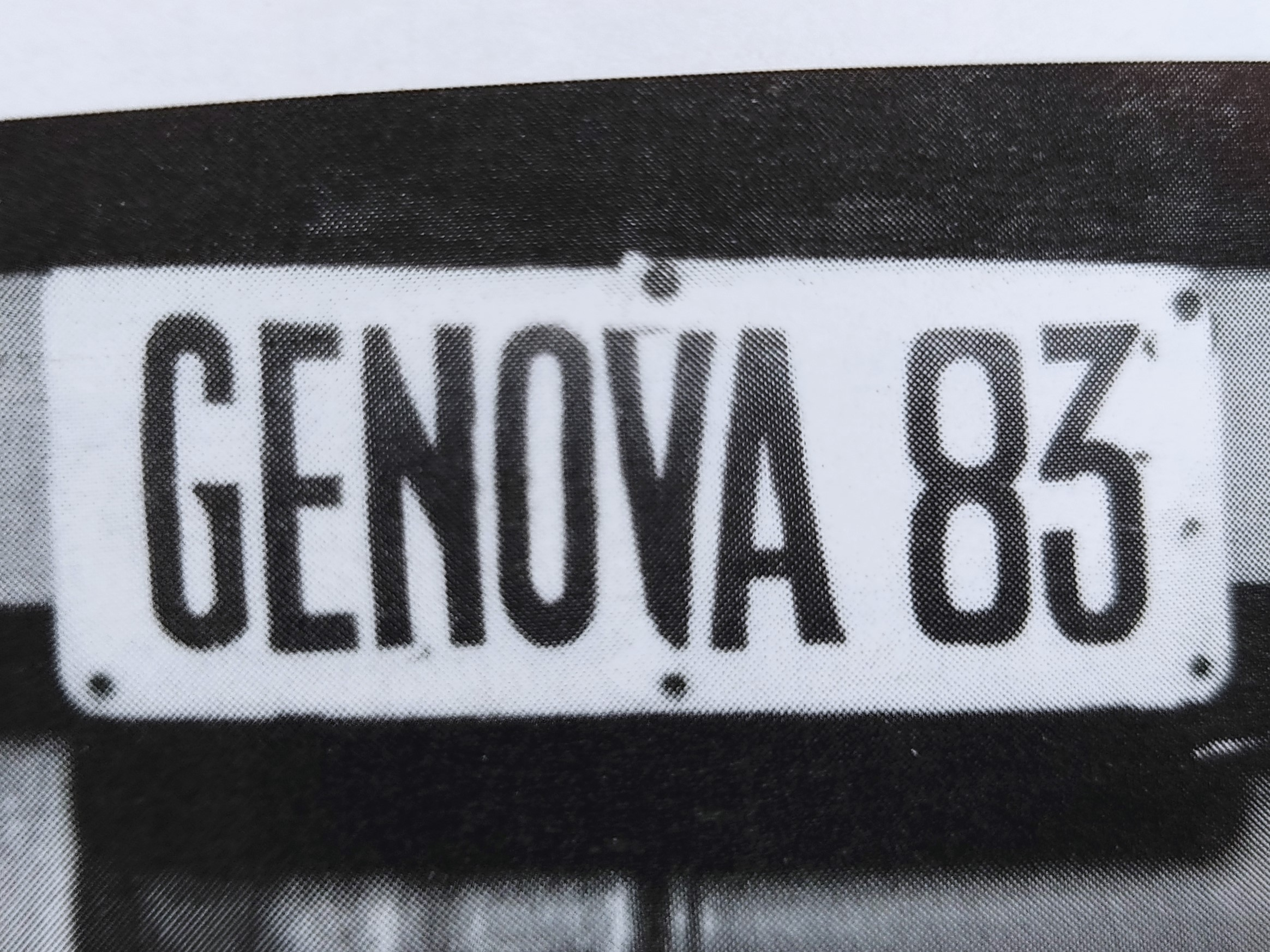
L'esemplare di targa "GENOVA 83" conservato nel Museo dell'automobile di Torino

Con il Regio decreto 28 agosto 1901, n. 416 viene promulgato il primo "Regolamento per la circolazione delle vetture automobili sulle strade ordinarie", il cui articolo 91 dispone l'obbligatorietà di dotare tutte le vetture circolanti di un'apposita targa fissa, su concessione della locale prefettura. La targa, da realizzarsi a cura e spese del proprietario, doveva essere in metallo e riportare, per esteso e in caratteri ben visibili, il nome della provincia e il numero di licenza rilasciata dalla prefettura. 
Di questo periodo esistono tuttora sei esemplari: un "GENOVA 83" e un "TORINO 427", entrambi al Museo dell'automobile di Torino (di cui il primo venne applicato su una FIAT 3 ½ HP, il secondo su nessun veicolo), un "PADOVA 2", conservato al Museo della Scienza e della Tecnica di Milano e fissato sul triciclo Bernardi attualmente esposto presso il Museo di macchine Enrico Bernardi dell'Università degli Studi di Padova, un "ANCONA 8", un "BELLUNO 1" acquistato nel 1919 dal soldato Carlo Venturin e un "BRESCIA 27", montato su una Georges Richard two-seater di proprietà di un collezionista del bresciano, il quale la impiega ancor oggi in vari eventi d'auto d'epoca in tutto il mondo. Questa vettura e la Bernardi sono le uniche due ad aver mantenuto la loro targa originaria.
Le automobili circolanti in Italia erano 111 nel 1899, 326 nel 1900 e 937 nel 1901; le targhe venivano costruite dai proprietari dei veicoli tranne nel caso fossero iscritti al Touring Club Italiano, che forniva targhe con lo stemma dell'associazione a tutti i soci che lo richiedevano.
| PADOVA 2 |

| TORINO 427 |

### 1905–1927

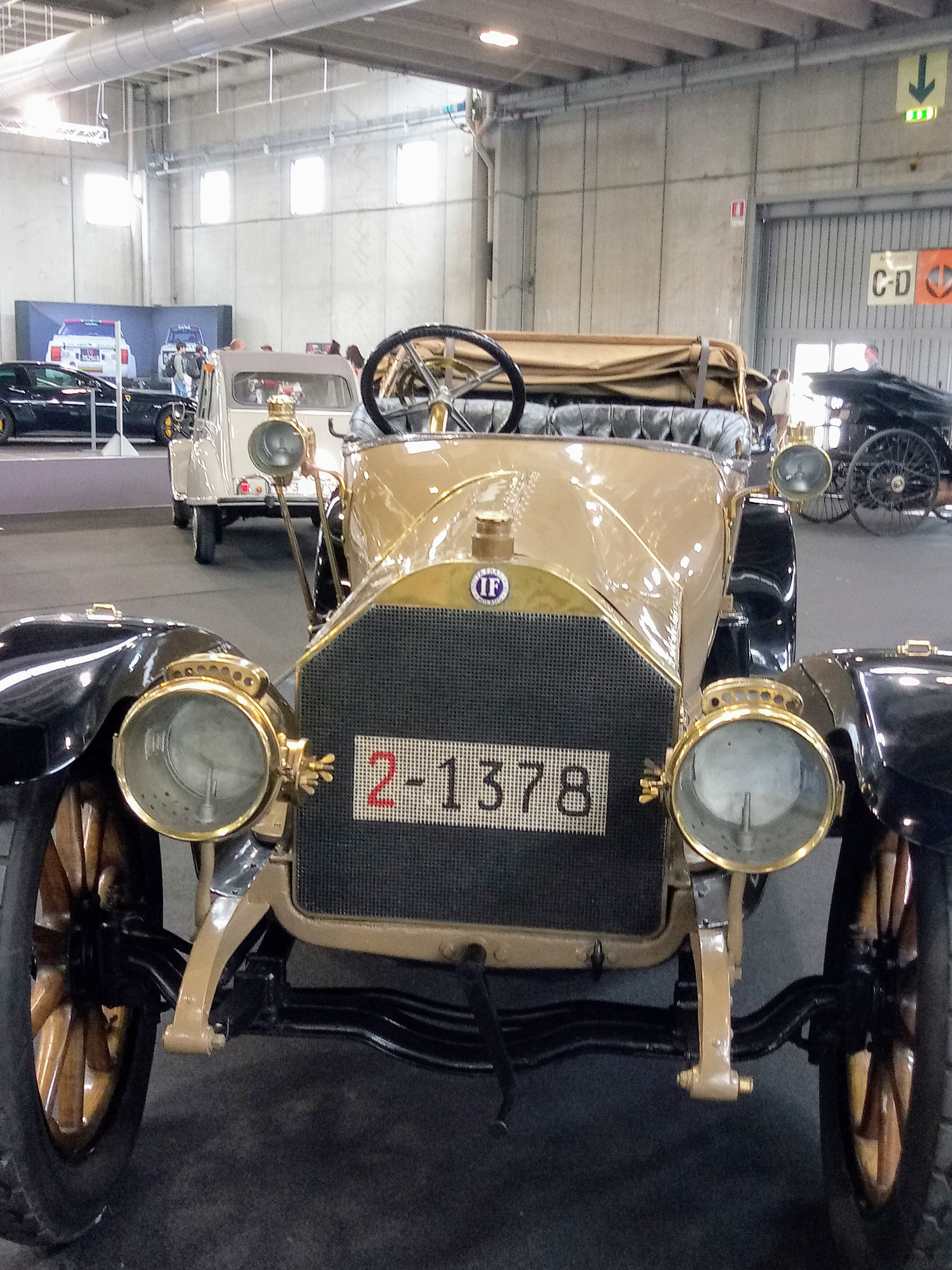
Targa anteriore, con il numero indicante la provincia d'immatricolazione (2 = Ancona), apposta sul radiatore di un'Isotta Fraschini TM (1912-14)

All'epoca ovviamente non si immaginava che le automobili avrebbero avuto un tale successo; per questo, nel 1905, si eliminò il nome completo della città per far posto a targhe composte da un numero, di solito rosso, che indicava la provincia di provenienza, accanto al quale erano scritti in nero un trattino e il numero d'immatricolazione. Le targhe venivano prodotte in base al numero assegnato dalla prefettura, ma come nel periodo precedente il compito della loro realizzazione spettava al proprietario del veicolo con la possibilità di farle predisporre dal Touring Club Italiano; per questo motivo le targhe dell'epoca erano spesso molto diverse tra di loro.
| Targa automobilistica della provincia di Milano |
| \| 38 - 256 \|                                  |
| 38 - 256                                        |

| 55 - 101 |

| Targa automobilistica della provincia di Napoli |
| \| 40 - 325 \|                                  |
| 40 - 325                                        |

| 40 - 325 |

| Targa automobilistica della provincia di Torino |
| \| 63 - 037 \|                                  |
| 63 - 037                                        |

| 63 - 037 |

### 1927–1948

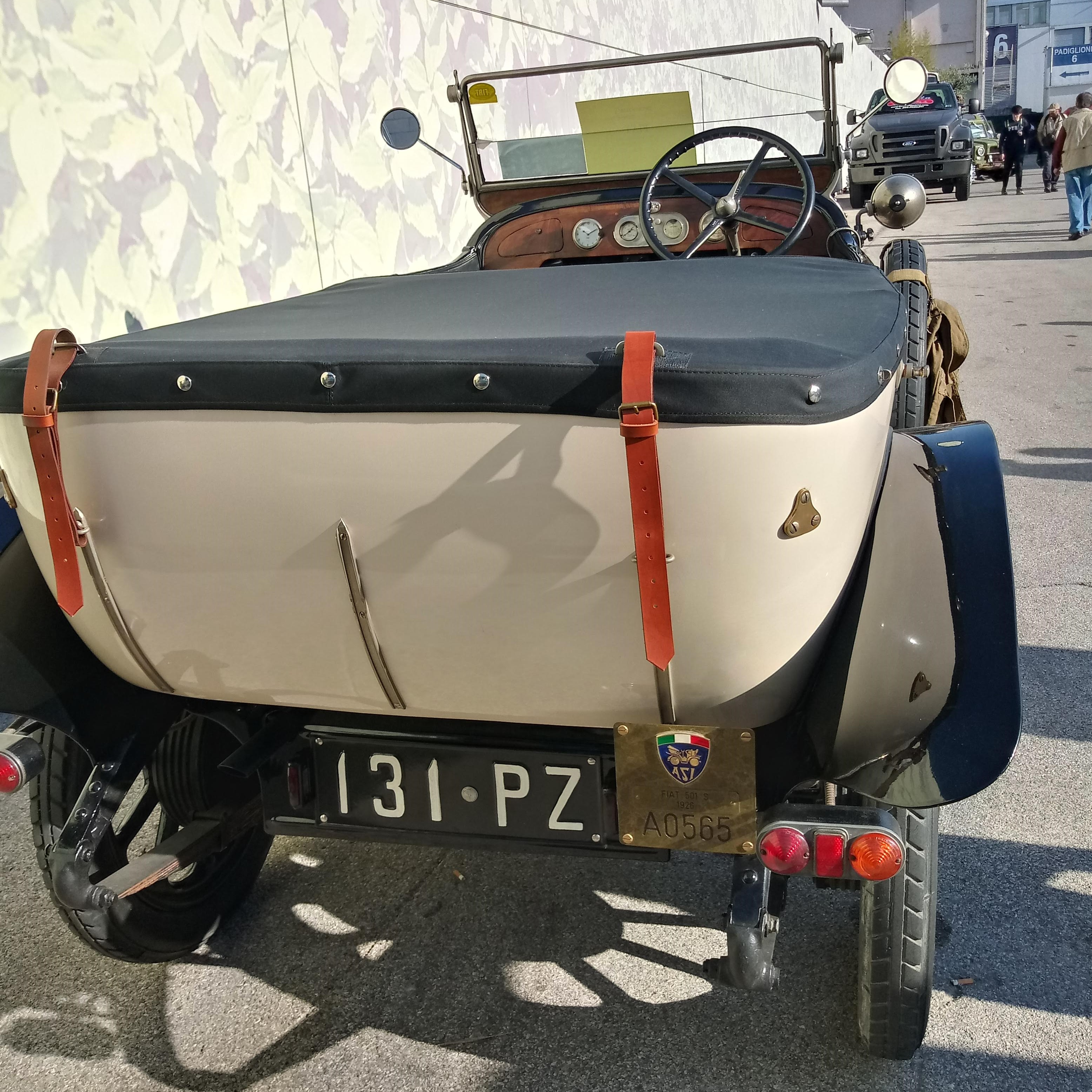
Targa posteriore su un'unica riga di una Fiat 501 S del 1928

Formato di targa posteriore (con caratteri Garamond e bollo del fascio littorio) usato da giugno 1932 a marzo 1945

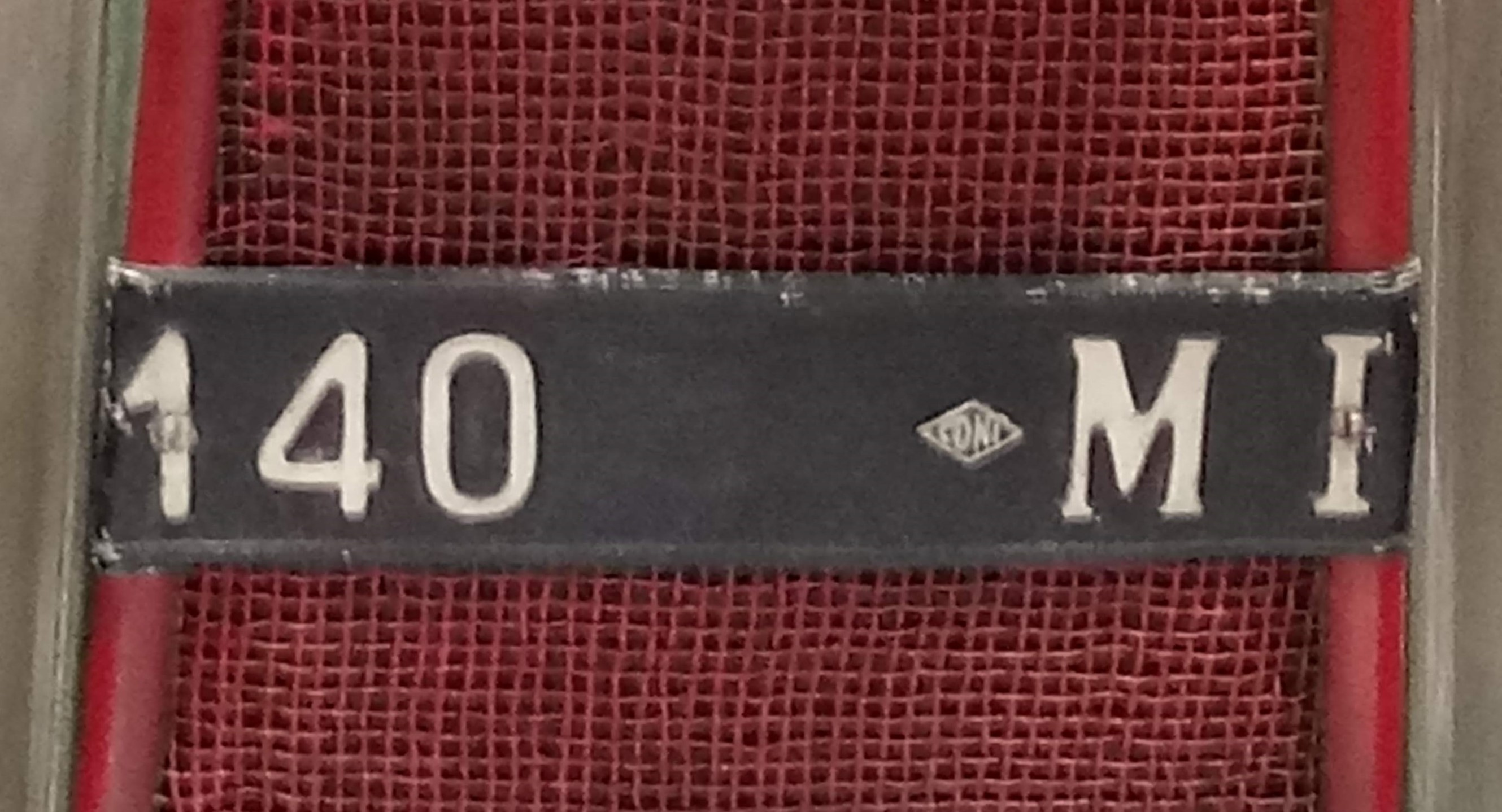
Il logo del CONI nella targa anteriore di una Fiat 501 S del 1921

Nel 1927 con una serie di leggi, il Governo riformò la legislazione provinciale e, tra i vari mutamenti, cambiò anche l'impostazione delle targhe: esse ora si configuravano con una sigla di due lettere rappresentanti la provincia: la prima corrispondeva alla prima lettera del capoluogo, la seconda a una delle lettere seguenti (ad eccezione di Roma che conteneva il nome completo) e a seguire un numero progressivo da 1 a 999 999 (si passerà poi all'introduzione di lettere, superato il milione). Con le nuove targhe, inoltre, venne definitivamente abolito l'obbligo di ancorare la targa al telaio del veicolo tramite fil di ferro piombato dalla Prefettura competente per provincia.
Dopo l'approvazione del nuovo Codice della Strada (1928) le targhe non furono subito sostituite. A tutti coloro in possesso di un'automobile fu inviato un Foglio di via provvisorio che li autorizzava a circolare con le vecchie targhe fino all'effettiva sostituzione della numerazione cessata.
- Dal 28 febbraio 1927 le targhe furono in metallo, con sfondo nero e caratteri bianchi su una sola linea; il numero era sulla sinistra e la sigla della provincia sulla destra; dal 1º gennaio 1928 sulle targhe posteriori apparve anche il bollo del fascio littorio, esattamente si tratta di un fascio inscritto in un volante, mentre quelle anteriori erano a discrezione del proprietario e quindi variavano molto le une dalle altre.
Le targhe della provincia di Roma, al posto della sigla provinciale, riportavano la scritta "Roma" per esteso. Nelle targhe posteriori la lettera "R" aveva le stesse dimensioni delle cifre, le altre lettere, per motivi di spazio, erano invece impresse in minuscolo[N 2]; il nome della provincia era sottolineato, con il simbolo del fascio posto al centro della sottolineatura.
- Nel 1932 venne adottata una misura fissa, 320 × 220 mm su due righe: la sigla di individuazione della provincia era posta sulla prima riga, i numeri (fino a quattro cifre) sulla seconda. Per i numeri dal 10000 in poi, le prime cifre trovavano posto a fianco della sigla della provincia. Le targhe emesse nel formato precedente vennero ristampate obbligatoriamente nel nuovo stile, mantenendo però il numero originario. Con l'occasione alcune province cambiarono la loro sigla: ad esempio, Cuneo passò da CU a CN, forse in seguito alle proteste dei cuneesi,[senza fonte] in quanto in lingua piemontese "cu" ha un ben preciso significato: quello di "fondoschiena". Sempre nello stesso anno, la produzione delle targhe anteriori fu affidata al CONI (il cui simbolo era posizionato in un rombo a sinistra della sigla provinciale). Anche in questo caso Le targhe emesse prima del 1932 vennero ristampate nel nuovo formato, che ora aveva dimensioni fisse: 262 × 57 mm.
Dal settembre 1943 al marzo 1945 le targhe assegnate furono pochissime, vista anche la difficile situazione italiana; inoltre una legge specifica impediva l'acquisto di automobili da parte di privati.
Dal marzo 1945 al 31 dicembre 1947, con la caduta del fascismo, lo stemma del fascio venne rimpiazzato dal simbolo dell'Associazione nazionale mutilati e invalidi di guerra (una corona di spine con tre baionette all'interno).

L'ultima autovettura con targa automobilistica italiana a Zara fu immatricolata il 31 luglio 1943, con numerazione ZA 674.
L'ultima autovettura con targa italiana a Fiume venne immatricolata nella primavera del 1944, con codice FM 4059.
L'ultima autovettura con targa italiana a Pola fu immatricolata il 28 agosto 1947, con numerazione PL 3271.
Tutte e tre le province vennero annesse alla Jugoslavia il 15 settembre 1947.

#### Targhe delle colonie italiane

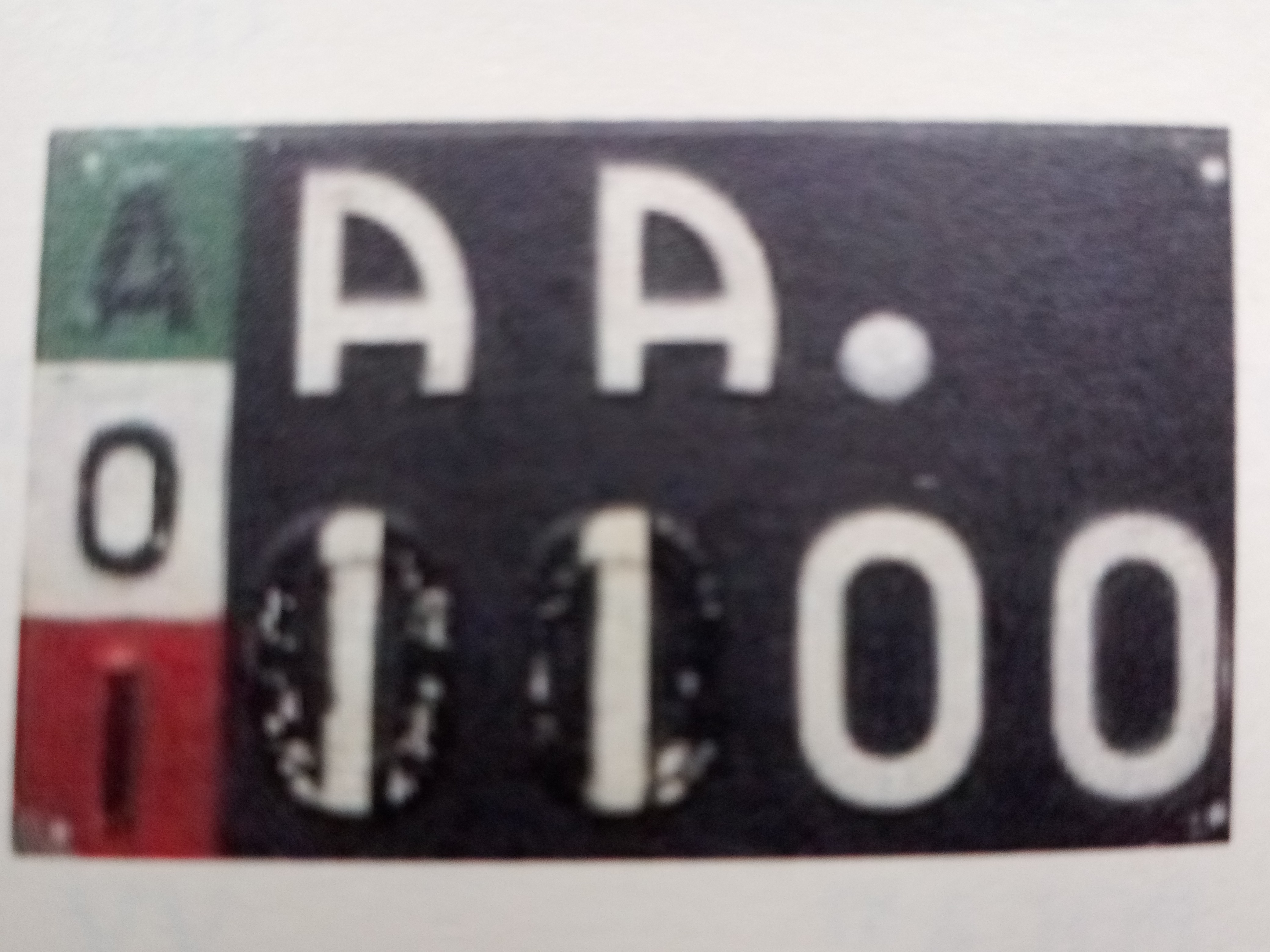
Targa d'immatricolazione posteriore di un autoveicolo del governatorato di Addis Abeba (settembre 1937–dicembre 1941)

Nel 1927 l'Italia possedeva le colonie della Libia, dell'Eritrea, della Somalia e del Dodecaneso, cui si aggiunsero l'Etiopia nel 1937, l'Albania nel 1939 e la Dalmazia nel 1941, comprendente la provincia di Spalato e quella di Cattaro. Tali regioni, non facendo parte del territorio metropolitano dello Stato, erano soggette a normative e regolamenti particolari adottati in loco.
Mentre in Africa le targhe generalmente riportarono i nomi per esteso dei governatorati fino alla metà degli anni trenta e poi furono introdotte le sigle, la denominazione della città era sempre scritta senza abbreviazioni nelle targhe della provincia di Cattaro e in quelle emesse nei quattro centri d'immatricolazione conosciuti dell'Albania (v. tabella in Sigle automobilistiche italiane – "Sigle delle colonie italiane").
In Eritrea i primi veicoli avevano targhe con caratteri amarici in bianco su nero. Con il Decreto dell'Alto Commissario dell'Africa Orientale del 27 agosto 1937, nr. 7298, pubblicato nel Bollettino Ufficiale della Colonia Eritrea, comparvero le targhe Africa Orientale Italiana (A.O.I.), le quali cessarono alla fine del 1941. La targa d'immatricolazione posteriore, in stile 1932, ha caratteri bianchi non ornati su sfondo nero e recavano in alto la sigla seguita dal bollo del fascio littorio e in basso la numerazione progressiva da 0001. Le lettere erano di altezza leggermente ridotta rispetto alle cifre; dopo il numero 9999 la prima cifra figurava in alto a destra. Lungo il lato sinistro era impresso il tricolore italiano, disposto verticalmente, e nei relativi tre spazi erano posizionate, dall'alto in basso, le lettere nere A (su verde), O (su bianco) e I (su rosso).
Anche nella targa anteriore, pure in bianco su nero, la sigla precedeva il numero; il tricolore, disposto orizzontalmente, era riportato in piccolo sopra la targa stessa e centrato rispetto a quest'ultima.

### 1948–1951

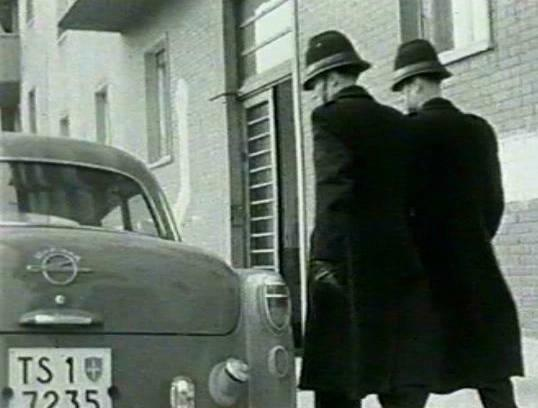
Targa posteriore di un'auto con formato emesso nella zona A del Territorio Libero di Trieste dalla fine del 1947 al 1954 in una foto d'epoca

Dal 1948 al 1951, dopo l'entrata in vigore della Costituzione, nelle targhe sia anteriori sia posteriori comparve l'emblema della Repubblica Italiana, ossia una stella a cinque punte all'interno di una ghirlanda e con al centro le lettere "RI", sostituendo lo stemma dei mutilati, utilizzando però gli stessi colori e formato delle targhe precedenti (sfondo nero e caratteri bianchi, dimensioni di 320 × 220 mm).
Un caso particolare fu quello della provincia di Aosta che, divenuta regione autonoma, al posto dello stemma della Repubblica utilizzò quello della regione; in concomitanza con questo cambiamento, le targhe aostane del vecchio tipo vennero ritirate e la numerazione ricominciò da 1.
Da metà dicembre del 1947 al 1954, nella zona A del Territorio Libero di Trieste, conteso tra Italia e Jugoslavia, furono usate delle targhe specifiche di formato italiano, ma con caratteri neri su fondo bianco, dimensioni di 320 × 220 mm e lo stemma di Trieste colorato (a destra nelle targhe anteriori, in alto a destra dopo la prima cifra nelle targhe posteriori) al posto di quello della Repubblica. La numerazione era differente per autovetture, motoveicoli, autocarri e rimorchi (vd. Targhe d'immatricolazione del Territorio Libero di Trieste).

### 1951–1976

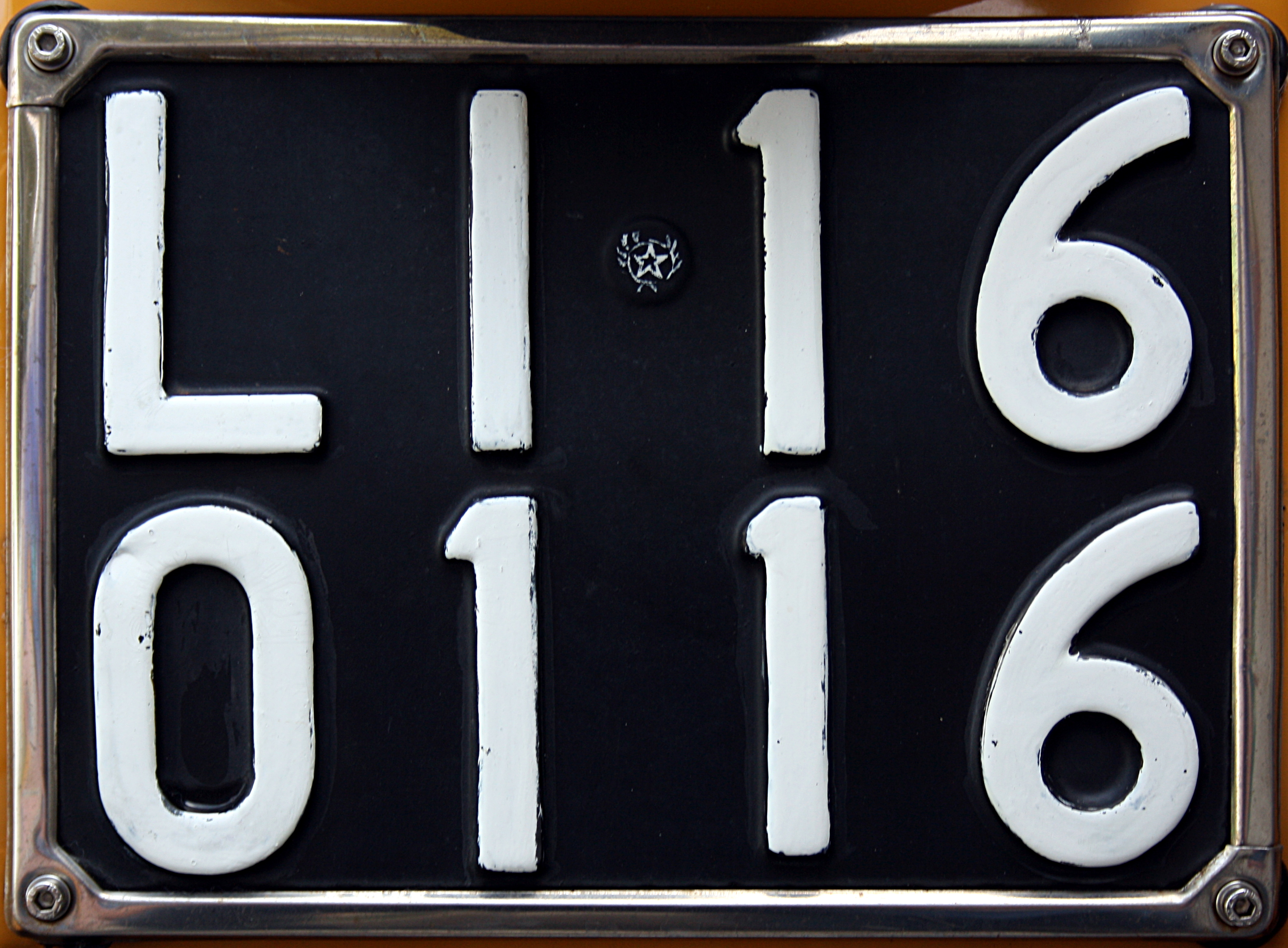
Targa posteriore in uso nella provincia di Livorno dal 1951 al 1976

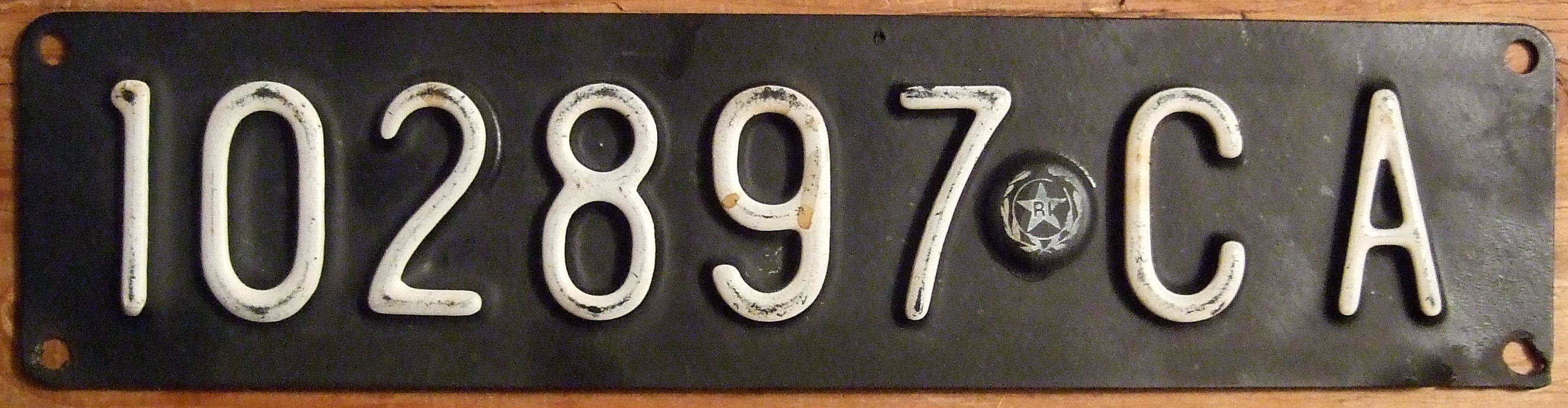
Targa anteriore (formato 1963–1985) di un veicolo immatricolato nella provincia di Cagliari

Dal 1951 al 20 giugno 1976 cambiarono i caratteri utilizzati (diventarono più lineari) e le dimensioni delle targhe posteriori: 275 × 200 mm anziché 320 × 220 mm. Non erano previste targhe posteriori su un'unica riga.
Per quanto riguarda la provincia di Trieste, tornata all'Italia nel 1954, terminò l'emissione delle targhe del Territorio Libero e la numerazione ripartì da "TS 25481"; entro il novembre 1956 tutte le targhe a sfondo bianco vennero sostituite con targhe italiane standard, in genere mantenendo il vecchio numero.
Fino al 1963 i caratteri delle targhe anteriori furono uguali a quelle delle targhe posteriori.
Dal 1963 le targhe diventarono di plastica, mantenendo le dimensioni delle targhe del 1951 e vennero revisionati i caratteri delle targhe anteriori.
A partire dagli anni Sessanta, le targhe aventi numerazioni inferiori a 9999 furono realizzate anteponendovi degli zeri sino al raggiungimento del numero 10000.
| \| MIU6 9582 \| | Targa posteriore della provincia di Milano |
| MIU6 9582       |                                            |

### 1976–1985

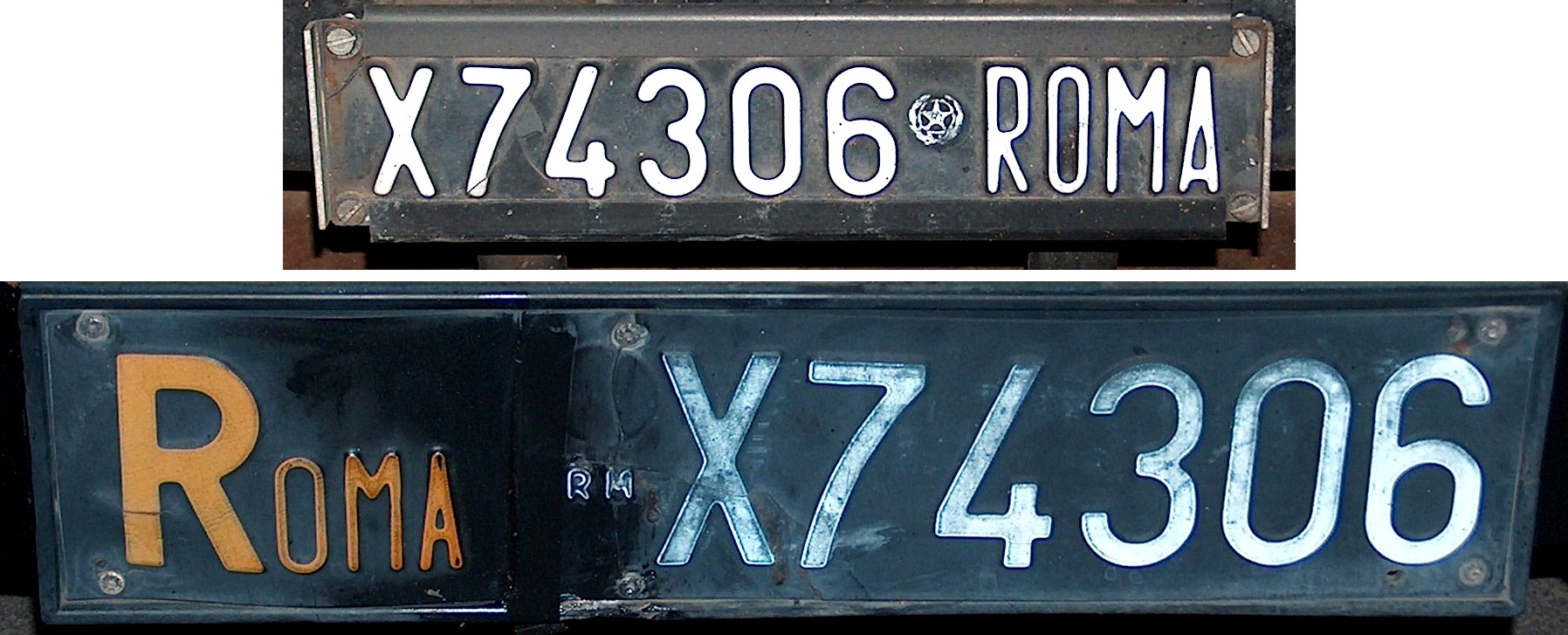
Targa anteriore e posteriore del periodo 1976–1985 (provincia di Roma)

Dal 21 giugno 1976 al 16 giugno 1985 (l'effettiva data di introduzione varia, a seconda della provincia, tra dicembre 1975 e febbraio 1977), mentre la targa anteriore rimane invariata, viene modificata quella posteriore: lo sfondo resta nero con caratteri bianchi, mentre la sigla della provincia assume un colore arancione.
Questo cambiamento divide la targa in due parti: la prima con la sigla della provincia di appartenenza (arancione) e la seconda con il numero progressivo e la ripetizione in piccolo della provincia prima del numero, sopra lo stemma RI.
La parte con la provincia viene fornita in due versioni in base al vano targa sul quale va montata: una più lunga e con la provincia centrata, l'altra più corta e la provincia posizionata a sinistra.
Sulle automobili progettate per le targhe precedenti oppure americane, cioè quadrate, la sigla della provincia occupa lo spazio superiore, sopra la parte con la numerazione progressiva; il pezzo più corto con la sigla a sinistra è usato invece negli autoveicoli con il vano targa rettangolare, impressa sulla sinistra prima del numero.
Questo nuovo tipo di targhe introdusse anche in Italia il formato rettangolare con numeri e lettere su un'unica riga (all'epoca l'Italia era l'unico Paese europeo a non prevederlo), risolvendo i problemi di posizionamento della targa sulle auto di produzione straniera; in breve tale formato verrà preferito al vecchio anche dai costruttori italiani, sia per i nuovi modelli (come la Fiat Ritmo) sia per i restyling di quelli già esistenti (come la Fiat 127 o l'Alfa Romeo Alfasud).
| 24354A MI |

| Roma X74306 |

| Roma X74036 |

### 1985–1994

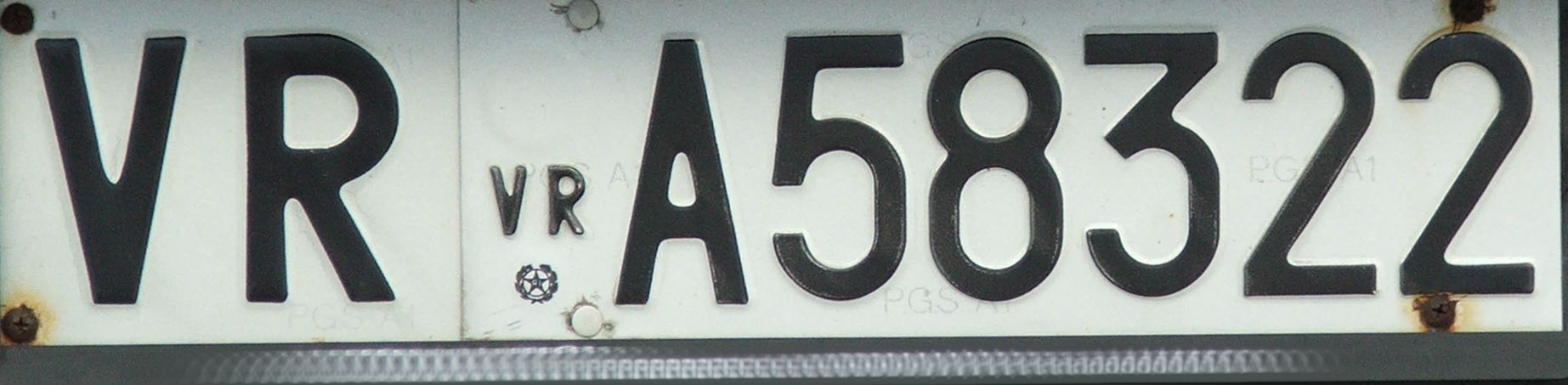
Targa d'immatricolazione posteriore della provincia di Verona, del tipo prodotto dal 1985 al 27/02/1994

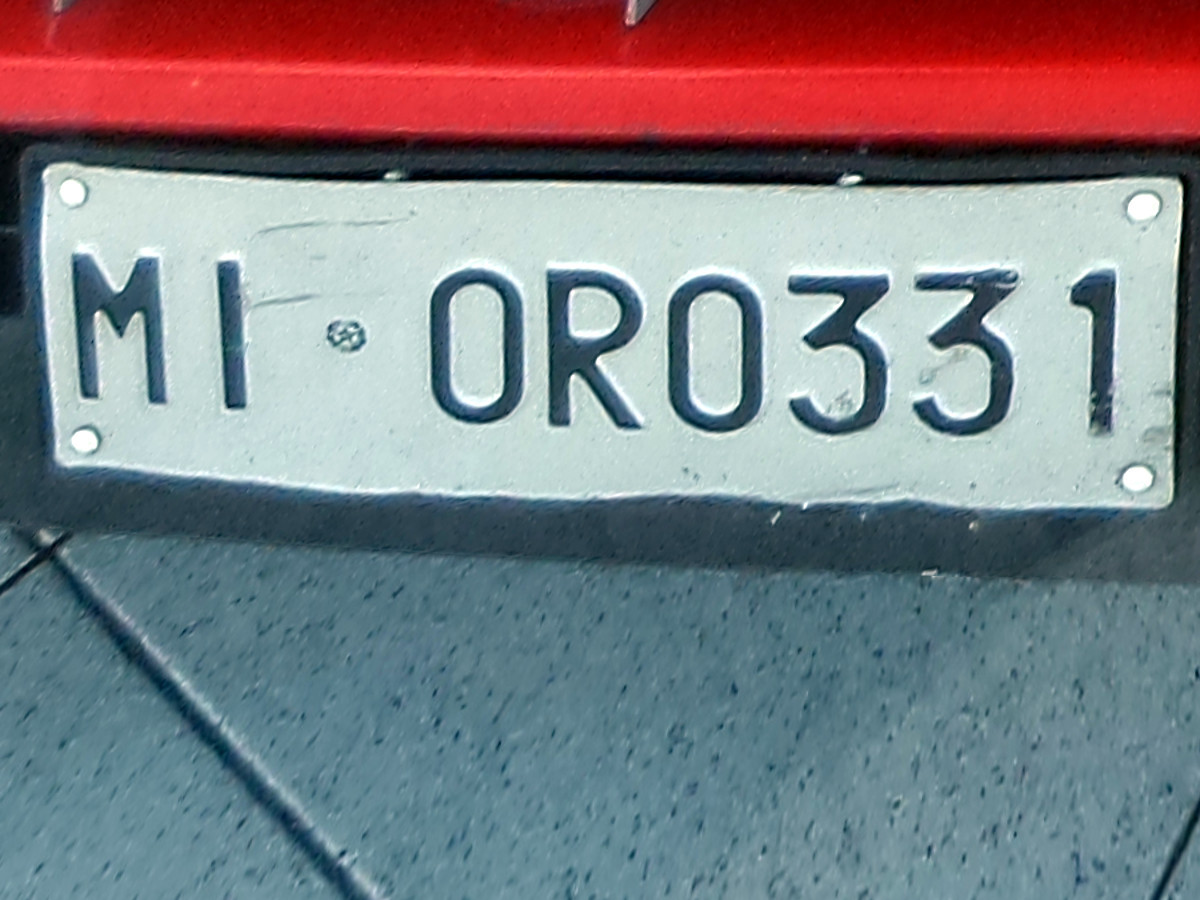
Targa anteriore (formato 1985–1994) della provincia di Milano

Tra il 17 giugno 1985 e il 27 febbraio 1994 si ritorna al metallo, poiché la plastica era meno resistente alle intemperie e facilmente deformabile, con caratteri neri su sfondo bianco riflettente (scritta PGS-B1 o PGS-A1); la targa anteriore, che dal 1934 era rimasta molto piccola (262 × 57 mm), viene decisamente ingrandita (340 × 115 mm), anche se non portata alle stesse dimensioni dei due pezzi della targa posteriore, come invece accadeva nella maggior parte degli stati europei, e la sigla della provincia, che nelle vecchie targhe anteriori seguiva il numero, ora lo precede come in quelle posteriori.
Le dimensioni delle targhe posteriori restano invariate: 486 × 109 mm o, per quelle su doppia linea, 336 × 202 mm. Come nel formato precedente, viene ripetuta in piccolo la sigla prima della serie (alfa)numerica e sopra lo stemma RI.
Anche in tale circostanza la data di introduzione delle nuove targhe è puramente indicativa perché la data reale variava da provincia a provincia: Ragusa fu la prima, a fine marzo; Roma adottò il nuovo formato a maggio con la targa Roma-50001H (mai emessa, ma tuttora conservata a scopo espositivo); Genova ritardò qualche mese (fino a ottobre) il passaggio per raggiungere la "cifra tonda" GE-A00000 (ultima targa emessa con il vecchio formato), ma l'ultima provincia a emettere targhe nere fu Aosta, nel mese di dicembre 1985. Con queste targhe si è esteso l'obbligo di anteporre degli zeri anche nelle province con numerazione composta da cinque cifre.
| MI 3Z2520 |

| Roma 3H4234 |

### 1994–1999

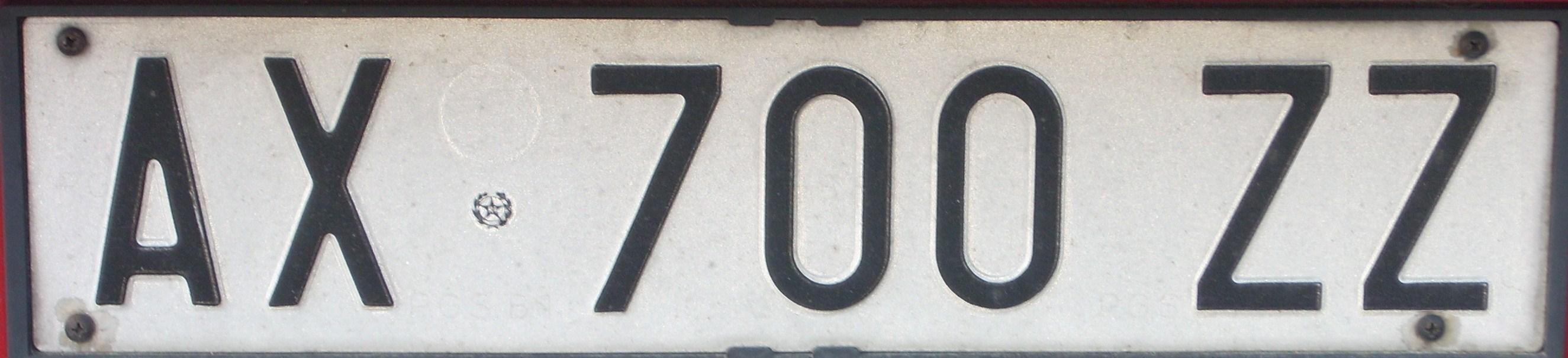
Un esempio del formato emesso dal 28/02/1994 al 07/02/1999

Dal 28 febbraio 1994 al 7 febbraio 1999 l'aspetto esteriore rimane pressoché invariato (in metallo, caratteri neri su sfondo bianco), ma la targa posteriore torna a essere costituita da un unico pezzo e viene rivoluzionato il sistema di numerazione: scompare la sigla della provincia e la targa si compone di una combinazione di sette caratteri alfanumerici costituiti da lettere nelle prime due e nelle ultime due posizioni e cifre nelle tre posizioni centrali. L'ordine è seriale per le tre cifre e poi per le quattro lettere, cosicché da ottenere ad esempio la sequenza AA 998 AA, AA 999 AA, AA 000 AB.
Si utilizzano complessivamente 22 lettere (quelle dell'alfabeto inglese a esclusione di I, O, Q per evitare ambiguità con i numeri e U) che formerebbero un totale di 234 256 000 possibili disposizioni. In realtà sussiste il rischio che altre categorie di targhe automobilistiche replichino alcune combinazioni alfanumeriche delle targhe ordinarie, per cui alcuni abbinamenti di lettere sono stati esclusi. Le combinazioni ambigue già esaurite sono quelle che cominciano con CC (possono replicare le targhe dei veicoli del Corpo consolare), con CD (possono replicare le targhe dei veicoli di Corpi diplomatici) e le targhe che sarebbero iniziate con la combinazione EE e che avrebbero replicato le targhe d'immatricolazione dei veicoli degli Escursionisti Esteri. La serie EE non è stata utilizzata da automezzi civili per motivi di ambiguità, soprattutto per non creare problemi con i sistemi di rilevamento automatici.
Alcune combinazioni sono riservate a usi specifici: sin dall'origine (1994) le combinazioni inizianti con "Z" (a partire da ZA 000 AA) sono assegnate alle targhe posteriori quadrate. Dal 2009 le targhe delle autovetture, dei motocicli e dei ciclomotori della Polizia locale riportano le combinazioni che incominciano con "Y". Dal 20 febbraio 2013, in base al DPR n. 198/2012, la lettera iniziale della serie alfanumerica nei rimorchi è "X" (vd. infra).
Rappresentazione schematica di una targa standard:
| AN · 745 NL |

Le targhe vennero assegnate alle province a lotti, seguendo indicativamente la frequenza delle immatricolazioni. Il nuovo sistema di numerazione fu introdotto quindi gradualmente, via via che le singole province esaurivano le targhe obsolete: le prime immatricolazioni avvennero nelle province di Ancona, Asti e Bergamo il 2 marzo del 1994 e recavano le combinazioni AA 000 DA, AB 000 MD e AA 000 DK; il lotto inaugurale con la combinazione AA 000 AA fu invece assegnato alla provincia di Terni.
Fino al 1999 fu concesso alle province istituite nel 1992 (Biella, Verbano-Cusio-Ossola, Lecco, Lodi, Rimini, Prato, Crotone, Vibo Valentia) e ad altre province con cospicue rimanenze di targhe di vecchio tipo (come Viterbo, Isernia e Benevento) di continuare a distribuire targhe appartenenti al precedente sistema di numerazione: erano i proprietari dei veicoli da immatricolare che potevano scegliere il tipo di targa. In questo modo anche le nuove province poterono vantare la targa con la sigla automobilistica "provinciale" per alcune migliaia di veicoli, fino a un massimo di 12 000 per ogni nuova provincia.
In virtù della distribuzione a lotti delle targhe, anche questo sistema di numerazione consente di risalire alla provincia di prima immatricolazione, sempre che non vi siano stati "prestiti" fra le province per sopperire a ritardi nelle consegne o a consumi anomali. Utilizzano comunque gli stessi lotti di targhe alcune province, come Firenze e Prato o Milano e Monza, in quanto condividono l'ufficio della Motorizzazione Civile (nel caso di Milano e Monza solo a livello amministrativo perché Monza ha fisicamente una sua sede distaccata della motorizzazione di Milano).
A richiesta vengono fornite delle targhe posteriori (occasionalmente anche anteriori) in formato su due righe (dette in gergo "quadrotte"), destinate ai veicoli (fuoristrada, autocarri, auto d'epoca o di importazione) che non hanno il vano targa sufficientemente largo per ospitare targhe standard.
Rappresentazione schematica di una targa quadrata:
|        | ZA |
| 000·AA |    |

Il numero di autoveicoli immatricolati ha fatto sì che la prima lettera avanzasse di un'unità all'incirca ogni 5 anni. Dal 1994 a oggi sono state emesse intorno a 65 milioni di combinazioni numeriche. Se dovesse mantenersi inalterata l'attuale media, la numerazione sarebbe sufficiente per vari decenni ancora, arrivando almeno fino al 2075.

### Dal 1999 a oggi

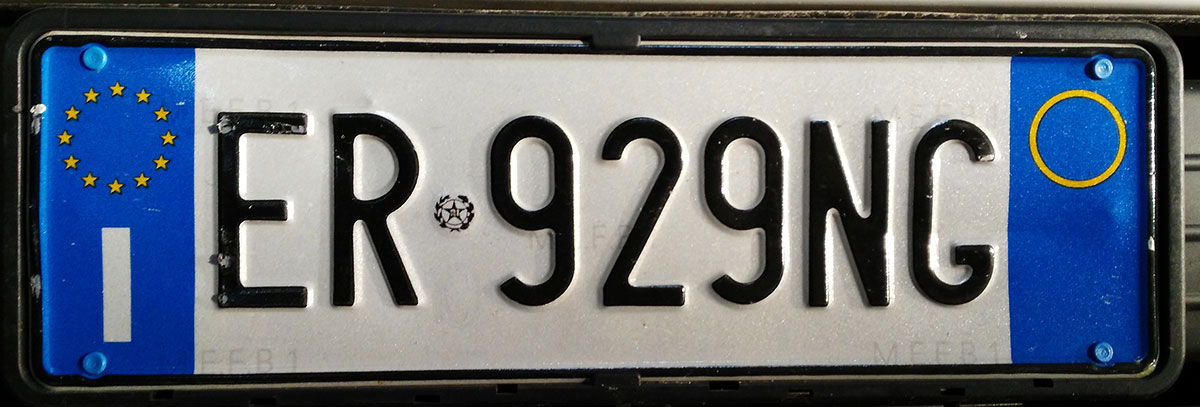
Targa anteriore sprovvista degli adesivi opzionali nella banda blu a destra

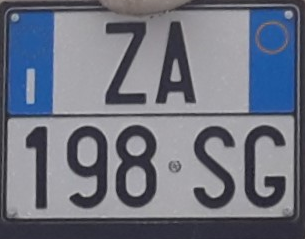
Formato quadrato con serie iniziante per "Z"

La mancanza della sigla della provincia non era gradita a molti italiani, tanto che fu commercializzata e adottata da molti automobilisti una banda di colore blu con l'indicazione della provincia in bianco, solitamente adesiva, da aggiungere lateralmente alla targa posteriore. Per soddisfare questa preferenza e per permettere l'identificazione immediata della provincia di prima immatricolazione, dall'8 febbraio 1999 avvenne un'ulteriore revisione che lasciò invariato il sistema di numerazione, cambiando invece l'estetica della targa.
Le nuove targhe sono basate sul formato comune introdotto dal regolamento dell'Unione europea (CE) n. 2411/98 del Consiglio del 3 novembre 1998: hanno due fasce blu ai lati, su quella a sinistra sono presenti in colore giallo le dodici stelle, rappresentate in cerchio, dell'Unione europea e in colore bianco la lettera "I" dell'Italia; ciò ha eliminato l'obbligo di incollare l'ovale con la sigla nazionale, che spesso provocava confusione. Sulla banda a destra sono facoltativamente posizionate in alto, dentro un cerchio con contorno giallo, due cifre gialle che indicano l'anno della prima immatricolazione (es.: 05 = 2005), mentre in basso si può applicare, sempre su richiesta del proprietario del veicolo, la sigla della provincia o città metropolitana di residenza dell'intestatario, in colore bianco o, meno frequentemente, grigio. Anno e sigla sono adesivi e vengono generalmente incollati al momento dell'immatricolazione oppure, se non applicati, consegnati al proprietario assieme al libretto di circolazione del veicolo.
Per le province autonome a statuto speciale di Trento e Bolzano, e per la Valle d'Aosta sono presenti rispettivamente gli stemmi provinciali o regionali sopra la seconda lettera, che viene per questo riportata in dimensioni ridotte.
Per effetto delle bande laterali, le nuove targhe sono di 3 cm più larghe delle precedenti, mentre i caratteri sono più marcati, inoltre non c'è più lo spazio tra le cifre e le due lettere a destra.
Queste le dimensioni esatte:
- anteriore: 360 × 110 mm;
- posteriore su una riga: 520 mm × 110 mm ("formato A");
- posteriore su due righe: 297 mm × 214 mm ("formato B").

Le targhe con le due fasce blu ai lati sono state introdotte a partire da BB 000 HH, assegnato a Varese per quanto riguarda quelle su una sola riga, e da ZA 400 LV per quelle su due righe. Dal 2003 viene inoltre modificata la filigrana delle targhe, precedentemente P.G.S. A/B 1/2, cioè Provveditorato generale dello Stato (A e B sono due diversi tipi di patina: 1 o 2 se la patina è rispettivamente bianca o gialla), ora M.E.F. A/B/C 1/2, ovvero Ministero dell'economia e delle finanze.
Nel 2011 è stata saltata l'intera serie avente come combinazione iniziale le lettere EE, per evitare di confondere le targhe con quelle degli Escursionisti Esteri; alla numerazione ED 999 ZZ è quindi seguita EF 000 AA.
Rappresentazione schematica della targa posteriore standard attuale:
|  | HA·161TM |

Rappresentazione schematica della targa quadrata attuale:
|        | ZB |
| 250·BG |    |

## Vecchio sistema di numerazione

Il primo esemplare di automobile immatricolato in Italia avente una targa costituita anche da lettere. Fu installata il 7 aprile 1965 su un'Alfa Romeo Giulia TI, destinata come auto di servizio al direttore del Corriere della Sera. Sulla destra si può vedere Giuseppe Luraghi, all'epoca presidente dell'Alfa Romeo

- La numerazione della prima serie andava da 1 fino a 999999 senza lettere né zeri prima delle cifre significative. Questi ultimi furono introdotti con la distribuzione delle prime targhe nelle nuove province di Pordenone (istituita nel 1968) e Isernia (istituita nel 1970), la cui numerazione iniziò dal numero 0001. Nella provincia di Oristano, istituita nel 1974, la prima targa fu 000001 (6 cifre) ma dopo il numero 009999 si passò a 10000 (5 cifre). Nessuna spiegazione fu data per tale cambio di numero di cifre totali. Le targhe a sfondo riflettente furono stampate solo in formato a 6 cifre.
- Per ovviare al raggiungimento del milione d'immatricolazioni nelle province più popolose, in primis quelle di Milano (prima a tagliare tale traguardo) e Roma (a seguire) si dovette ricorrere a una lettera in prima posizione che significasse un numero di 2 cifre da 10 in avanti. La prima lettera usata fu la A che significava "10", onde la targa A00000 simboleggiava la milionesima immatricolazione nella provincia. A seguire le successive lettere fino a Z furono le 21 dell'alfabeto italiano meno la C, I, O e Q ma inclusa la K (tra la H e la L, quindi identificante le vetture immatricolate da 1 700 000 a 1 799 999); dopo la lettera Z furono usate le altre tre lettere dell'alfabeto latino X, Y e W, in quest'ordine (a differenza dell'ordine alfabetico W, X e Y). Per tutti gli anni sessanta Milano (dal 7 aprile 1965), Roma (dal 14 novembre 1966) e Torino (dal 5 aprile 1968[9]) furono le uniche province a vantare più di un milione di veicoli immatricolati; la quarta provincia fu Napoli (dal 22 agosto 1975), che assegnò la targa NA A00000 a un autobus Fiat 418 carrozzato Sofer dell'ATAN, numero di vettura 3650. Nel corso degli anni, a superare la milionesima immatricolazione furono anche le province di Genova, Bergamo, Brescia, Como, Varese, Padova, Verona, Treviso, Bologna, Modena, Firenze, Bari, Palermo e Catania.
- Le prime province a esaurire la serie alfabetica in testa, a fine anni settanta, furono quelle di Milano e, a seguire, ancora Roma e Torino. Fu deciso quindi che in questi casi la lettera avrebbe dovuto essere spostata in fondo alla sequenza alfanumerica. Alla targa W99999 (ovvero l'immatricolazione 3 099 999) fece quindi seguito la targa 00000A (la A in fondo significava il numero 31 in cima all'immatricolazione); rispetto alle 21 lettere della serie precedente furono tolte ulteriori 3 lettere (B, K e U) riducendo la serie a 18; fu tuttavia ripristinato l'ordine alfabetico corretto, per cui le lettere W, X e Y furono collocate dopo la V e prima della Z a rappresentare quindi i numeri iniziali 45, 46 e 47 dell'immatricolazione. L'ultima targa con la lettera in fondo fu 99999Z (ovvero l'immatricolazione numero 4 899 999).
- Nelle province più grandi (Roma e Milano) si è dovuto successivamente ricorrere a spostare la lettera in seconda posizione (esempio: 9A9999). Da questa serie, oltre alle lettere saltate nella prima serie alfanumerica, è esclusa anche la B, vengono invece reintrodotte la U e la K.
- Milano fu l'unica provincia italiana a esaurire anche le lettere in seconda posizione, passando a mettere la lettera A e D in terza posizione (esempio: 99A999) alla fine del 1993.
- A Roma la prima targa (1-Roma) e la milionesima (Roma A00000) furono assegnate, rispettivamente nel 1927 e nel 1966, a due autovetture FIAT, una 503 e una 124, entrambe appartenenti allo stesso abitante della capitale, Giorgio Vertunni, che venne a ritirare la sua nuova "124 berlina" a bordo della "503"[10]. Nel 1982, nella stessa famiglia, venne acquistata una Fiat 131 Mirafiori CL 1300 berlina, a cui venne assegnata la targa Roma 00000A, ossia la numero 3.100.000.

## Le targhe degli altri veicoli
Autocarri, autobus e veicoli assimilabili utilizzano le stesse targhe destinate alle automobili. Altre categorie di veicoli (motocicli, ciclomotori, rimorchi, macchine agricole, macchine operatrici e filobus) hanno invece targhe specifiche. In passato anche le targhe per questi particolari veicoli, come quelle per le automobili, erano emesse su base provinciale; a partire dal 1994 è stato introdotto per ogni tipo di targa (tranne che per i filobus) un sistema di numerazione unico per tutta Italia, tuttavia, a causa del basso numero di veicoli speciali immatricolati, molte province hanno continuato per molti anni a distribuire targhe di vecchio tipo per smaltire le scorte.

### Motoveicoli

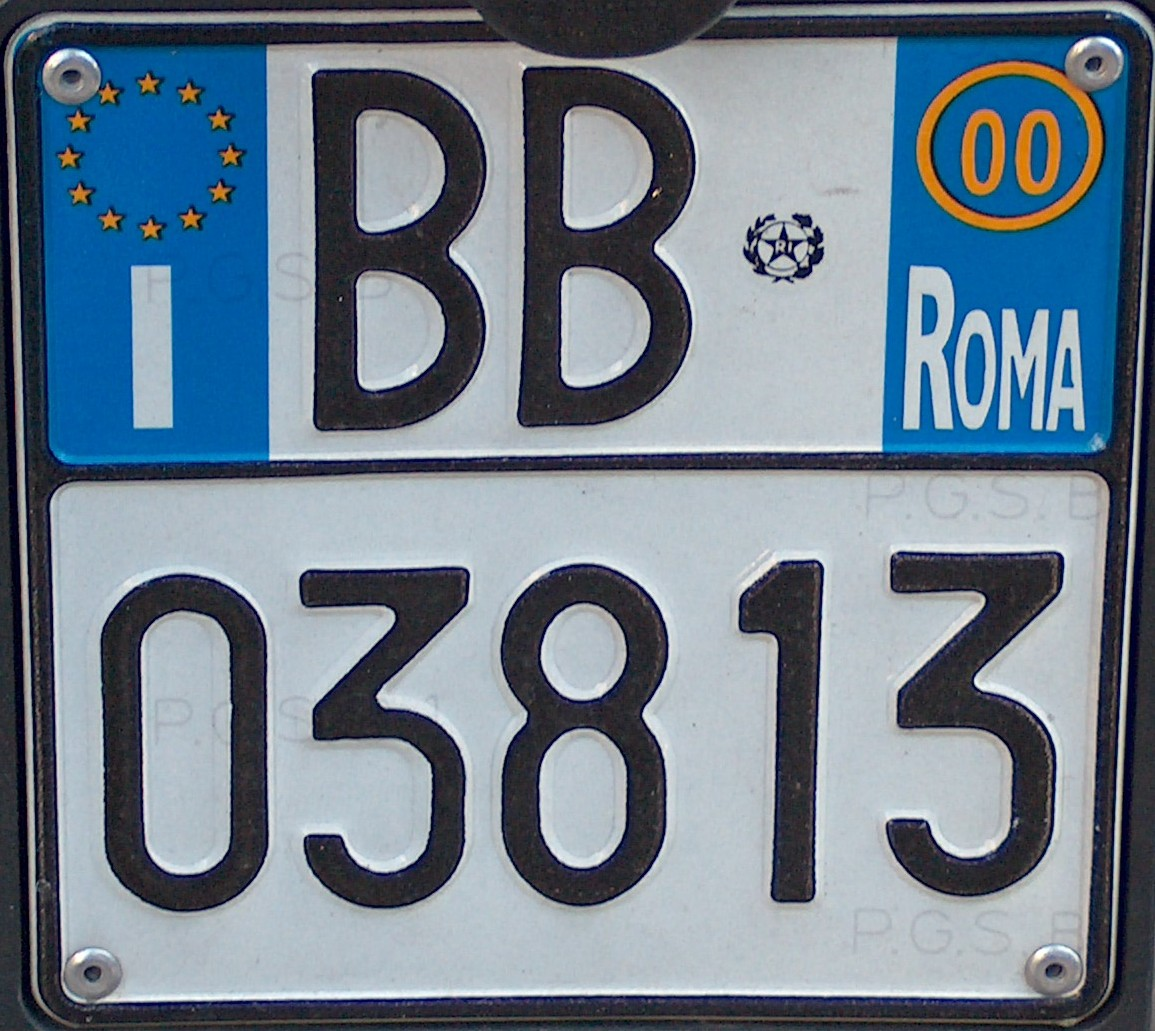
Targa di un motociclo immatricolato nel 2000

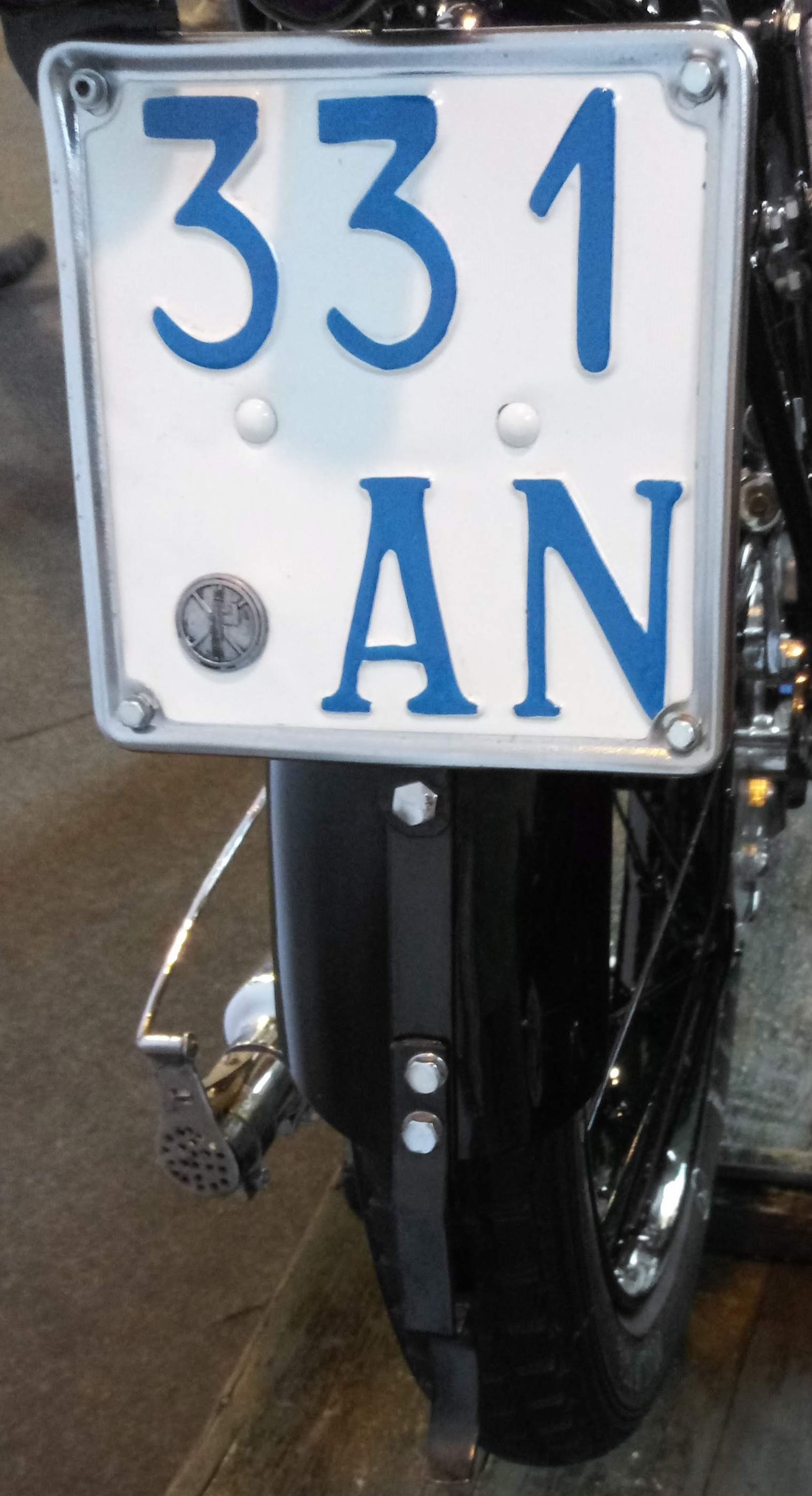
Formato introdotto nel giugno 1932, con numerazione sopra il bollo del fascio littorio e la sigla della provincia, in una Benelli 175 Sport d'epoca

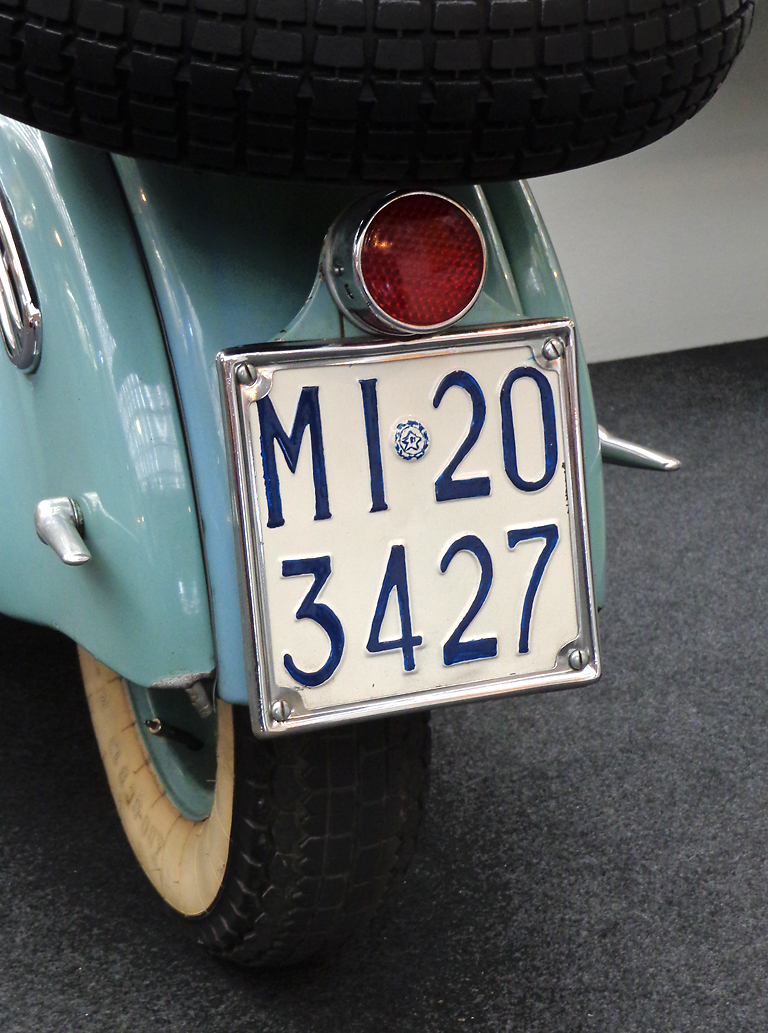
Targa di uno scooter con caratteri Garamond in uso da giugno 1932 al 1951

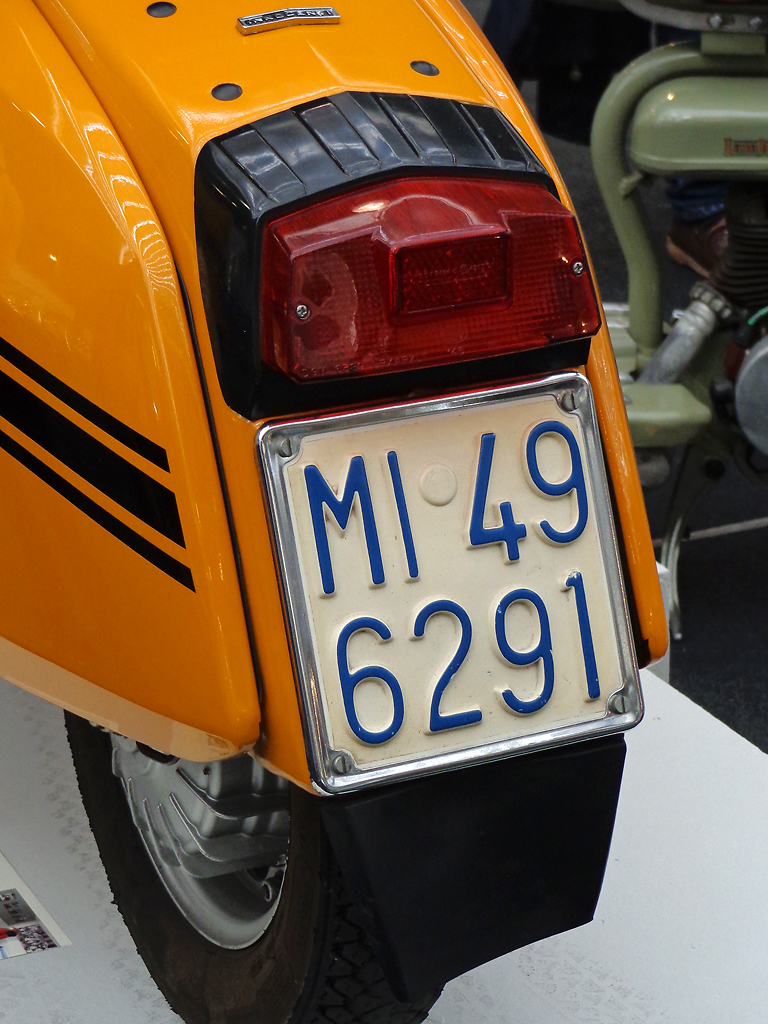
Targa di uno scooter con caratteri in uso dal 1951 al 1985

La targa dei motoveicoli di cilindrata superiore ai 50 cm³, secondo l'ultima revisione (1999), è di dimensioni un po' più grandi di quelle del formato emesso fino al 31 dicembre 1998 (177 × 177 mm anziché 165 × 165 mm), disposta su due linee, con caratteri neri su fondo bianco riflettente. Sui lati della prima riga, oltre a due lettere che avanzano progressivamente in ordine alfabetico, vi sono delle bande blu recanti a sinistra le dodici stelle dell'Unione Europea e la sigla internazionale I dell'Italia, a destra l'anno d'immatricolazione e la sigla della provincia (opzionali), mentre la seconda riga è occupata da cinque cifre.
| Rappresentazione schematica della targa di un motoveicolo della provincia di Milano dal 1905 al 1927: |

| 38 132 |

Targa per moto con formato usato dal 1927 a giugno 1932:
| 3164 MI |

Formato utilizzato da giugno 1932 al 1985:
| MI·61 9344 |

Grafica in uso dal 1985 al 1994:
| MI·99 7027 |

Design in uso dal 1994 al 1999:
| AB·0 |
| 1234 |

Rappresentazione schematica di una targa attuale:
|       | FS· |
| 07537 |     |

In passato anche le targhe motociclistiche hanno avuto una numerazione legata alle sigle provinciali. In tutte le sue edizioni è stata mantenuta la distribuzione delle lettere e delle cifre su due righe.
Nelle prime 9999 targhe di ogni provincia (salvo alcune eccezioni per quelle di più recente istituzione) compariva prima il numero e poi la sigla della provincia. Per i numeri successivi la targa era in grado di ospitare fino a sei cifre: le ultime quattro venivano posizionate sulla riga inferiore, la prima e la seconda quando presenti (con eventuali zeri di riempimento) erano impresse sulla prima riga, alla destra dei due caratteri della sigla della provincia. La disposizione era quindi analoga a quella utilizzata per gli autoveicoli. Dal 1927 fino a giugno del 1932 avevano caratteri bianchi su sfondo nero; in quell'anno le targhe precedentemente emesse vennero sostituite con altre di nuovo tipo con sfondo bianco e caratteri blu. In effetti, osservando le visure dei vari "nuovi numeri 1", si notano iscrizioni al P.R.A. a partire da ottobre 1933. Da ottobre 1933 i motoveicoli nuovi partirono con la nuova numerazione e vennero anche targate tutte le moto 175 che fino ad allora circolavano senza targa. Queste ultime dovettero affrettarsi a munirsi di targa perché altrimenti non avrebbero potuto più circolare, per questo motivo presero spesso i primi numeri, mentre ai proprietari delle moto ante '33 già targate in precedenza fu dato circa un anno di tempo per ritirare la nuova targa, per questo motivo presero poi numeri più alti. Fino al 1934 circolarono coppie di motocicli con la stessa numerazione, emesse con la vecchia serie (1927-1933) e la nuova (dal 1933). Alle nuove bianco/blu furono apportate solo piccole modifiche: negli anni quaranta venne introdotto lo stemma dell'Associazione Mutilati Invalidi, dal '49 l'emblema della Repubblica Italiana, negli anni cinquanta vennero revisionati i caratteri, negli anni sessanta si passò dal metallo alla plastica. Nel 1985, cioè con la corrispondente revisione dell'aspetto e della foggia delle targhe automobilistiche, le targhe per motocicli adottarono i caratteri neri e lo sfondo riflettente.
Durante l'uso della numerazione legata alle sigle provinciali nessuna provincia ha immatricolato 1 000 000 o più motocicli, dunque non è stato necessario ricorrere a combinazioni alfanumeriche per gestire le immatricolazioni delle province più popolose.
A partire da marzo del 1994 i due caratteri non rappresentano più la provincia ma una combinazione alfanumerica che varia in maniera analoga a quella delle targhe automobilistiche. Per evitare duplicazioni non vengono utilizzate le sequenze identiche a quelle delle sigle provinciali. Anche per i motocicli dal 1994 al 1999 non era più riportata la sigla di provincia e la disposizione dei caratteri era la seguente: sulla prima riga due lettere e una cifra, sulla seconda riga le restanti quattro cifre.
Così come già accaduto per le targhe delle autovetture, anche per quelle dei motocicli la serie "EE" è stata saltata per non creare confusione con le targhe riservate agli Escursionisti Esteri. Pertanto alla numerazione ED 99999 è seguita EF 00000.
Le targhe per motocicli si applicano anche ai veicoli a essi assimilati, ovvero ai motocarri e mototrattori di cilindrata superiore a 50 cm³, nonché ai quadricicli.

### Ciclomotori

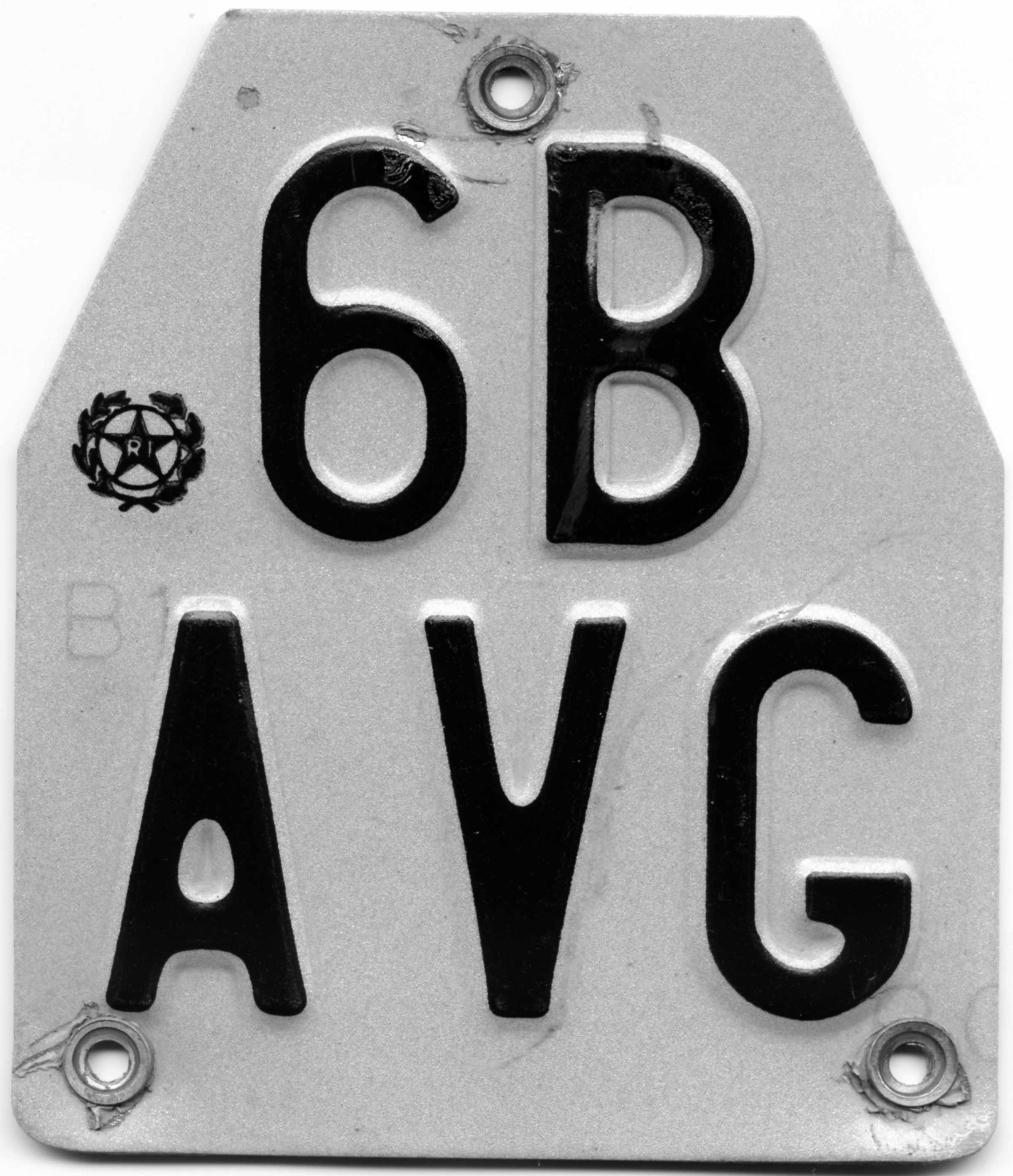
La targa per ciclomotori utilizzata dal 1993 al 2006 ("targhino")

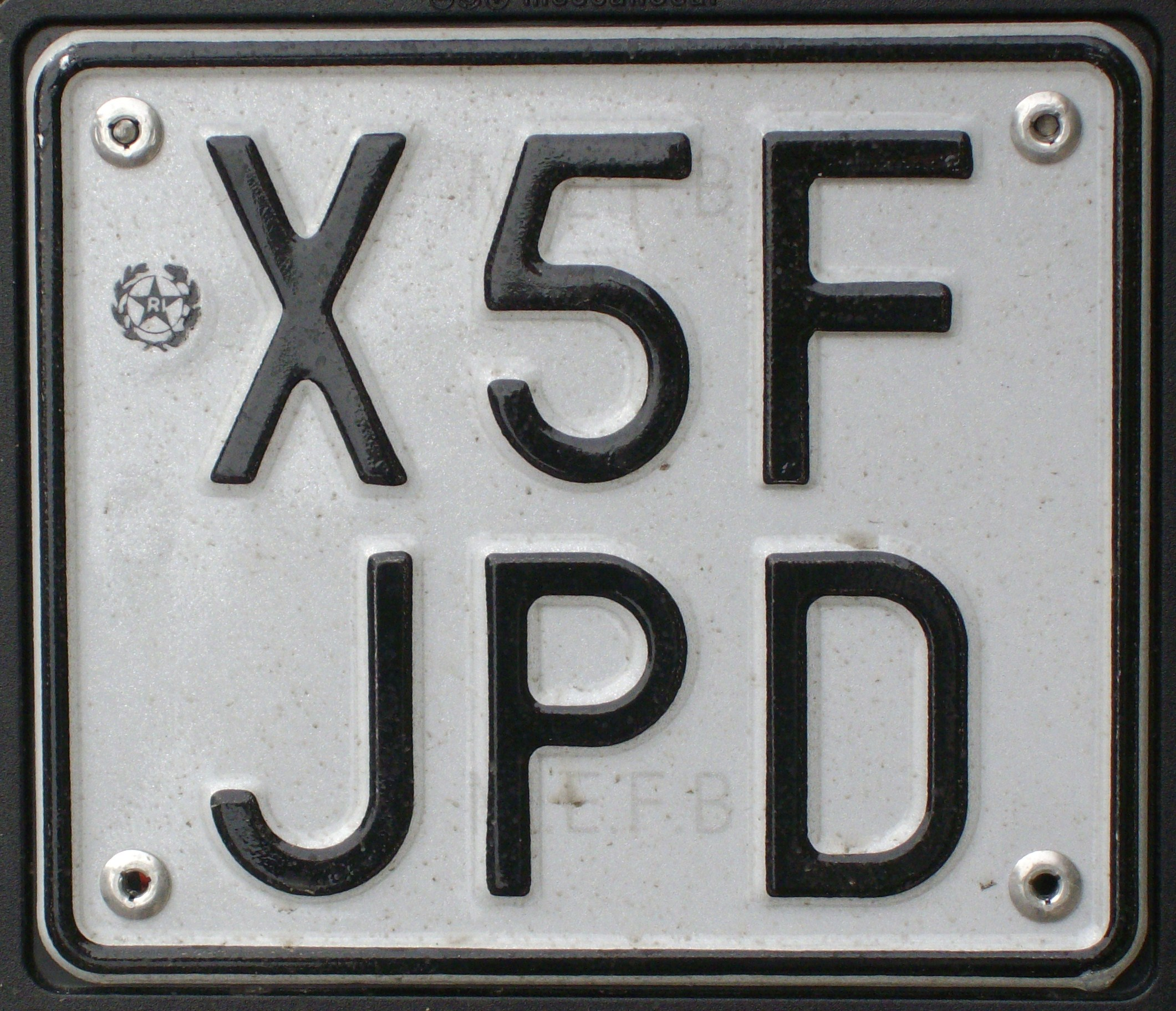
La targa dei ciclomotori in uso dal 14 luglio 2006

Fino al 30 settembre 1993 i ciclomotori erano privi di targa. I motocicli di cilindrata inferiore ai 50 cm³ e non omologati per il trasporto di un passeggero avevano una targa propria (o contrassegno di circolazione) legata al proprietario del veicolo e non al mezzo; ciò permetteva di poter utilizzarla su mezzi diversi. Queste targhe erano caratterizzate da forma esagonale (gli angoli superiori erano tagliati) e sfondo bianco, con una combinazione di cinque caratteri neri distribuiti su due righe, due sulla prima e tre sulla seconda. Erano state introdotte a partire dal 1º ottobre 1993 e l'immatricolazione da allora avrebbe riguardato sia i veicoli nuovi sia quelli antecedenti a tale data. La prima targa di questo sistema, le cui dimensioni erano di 97 × 115 mm, è stata 00/001; si procedeva nell'ordine secondo cui prima venivano i numeri dallo zero al nove e poi le lettere dalla A alla Z: ad esempio dopo la targa 45/678, è venuta la 45/679 e dopo ancora la 45/67A. Una volta arrivati alla 45/67Z, si è passati alla 45/680, fino a 9Z/ZZZ. Questo sistema, che ripartì da A0/001 ad aprile 2002, arrivò fino alla stampa della combinazione AF080, dopodiché si passò a un nuovo sistema.
Il 14 luglio 2006 è stato introdotto un nuovo tipo di targhe. Le targhe attuali hanno forma quadrata (142 × 122 mm) e sfondo bianco, con una combinazione di sei caratteri neri (20 lettere e 8 numeri) disposti su due righe da tre caratteri ciascuna; i caratteri 0, 1, A, E, I, O, Q, U, non vengono utilizzati. La prima targa del nuovo sistema è stata quindi X22222 assegnata alla provincia di Palermo. Il criterio di numerazione è di 6 caratteri in base 28 (8 numeri e 20 lettere), che formano un totale di 481 890 304 possibili combinazioni, mentre il sistema precedente era di 5 caratteri in base 32 (10 numeri e 22 lettere). La lettera X in testa alla sequenza serve solo da discrimine alfanumerico tra targhini e nuove targhe. Entro il 13 febbraio 2012 tutte le targhe ciclomotori del primo tipo, ovvero i "targhini" a 5 caratteri, avrebbero dovuto essere rimpiazzate dalle nuove targhe a 6 caratteri.
Le targhe per ciclomotori si applicano anche ai veicoli a essi assimilati, ovvero a motocarri e mototrattori di cilindrata inferiore a 50 cm³, e ai quadricicli leggeri.

### Rimorchi

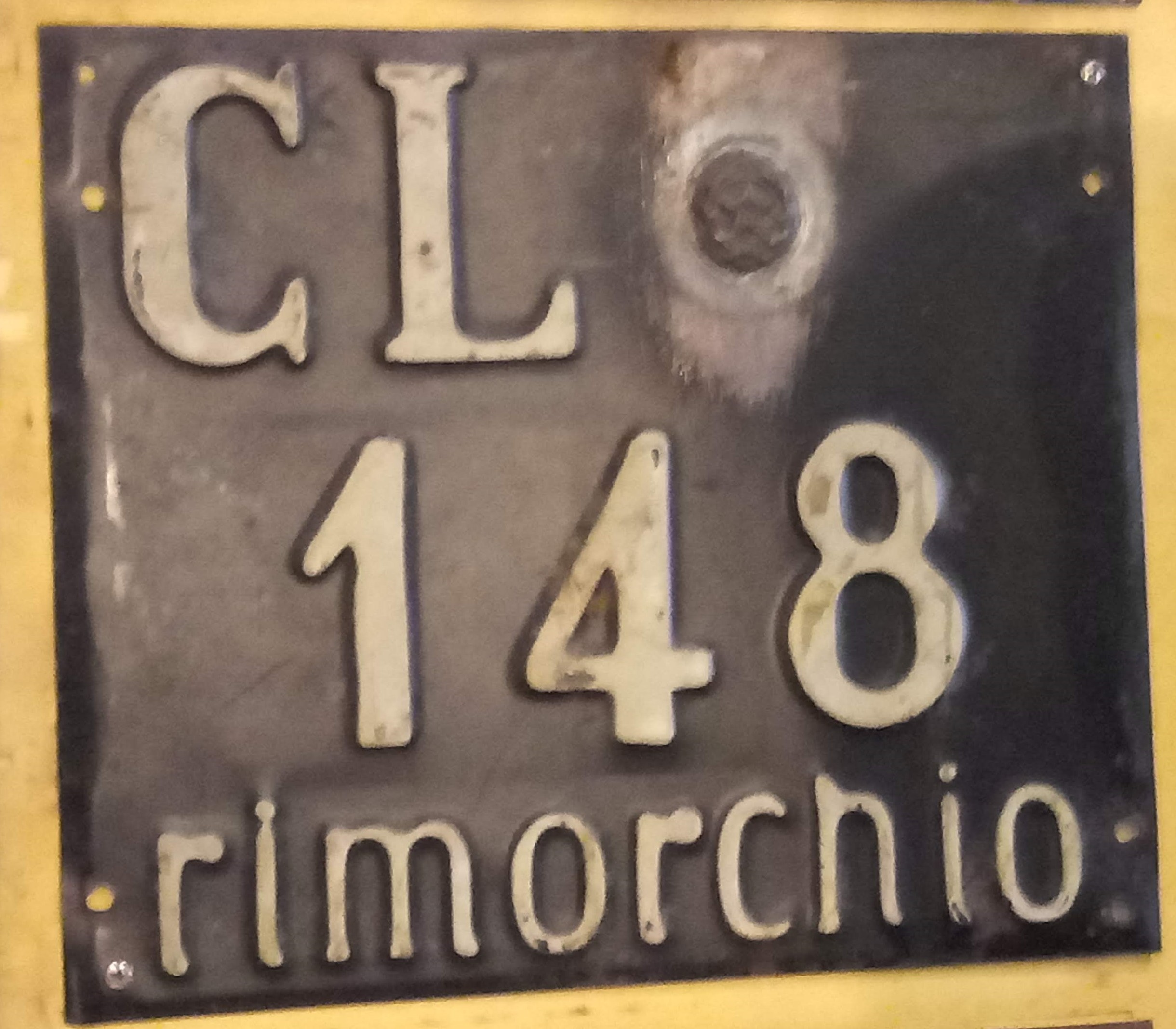
Formato per rimorchi utilizzato dal 1932 al 1959

Dal 1927 al 1932 i rimorchi e i semirimorchi avevano targhe simili a quelle automobilistiche, erano però contraddistinte dalla scritta RIMORCHIO sopra i numeri e la provincia. Fino a tutto il 1992 erano apposte sul lato destro, a partire dal 1993 sul retro del rimorchio stesso.
Dal 1932 al 1959 le targhe di questi veicoli non si differenziavano da quelle delle autovetture tranne che per la dicitura "rimorchio" scritta in minuscolo sulla riga inferiore. Dal 1959 al 19 febbraio 2013 recavano la scritta "RIMORCHIO" in maiuscolo sopra il numero; avevano lo sfondo nero e caratteri bianchi, con le cifre che precedevano la provincia, subendo negli anni solo lievi modifiche fino al 1963, quando le targhe diventarono di plastica.
Con l'avvento delle targhe riflettenti, nel 1985 lo sfondo divenne bianco e i caratteri neri; il numero seguiva la provincia come nelle automobili e la scritta "RIMORCHIO" assunse la colorazione rossa.

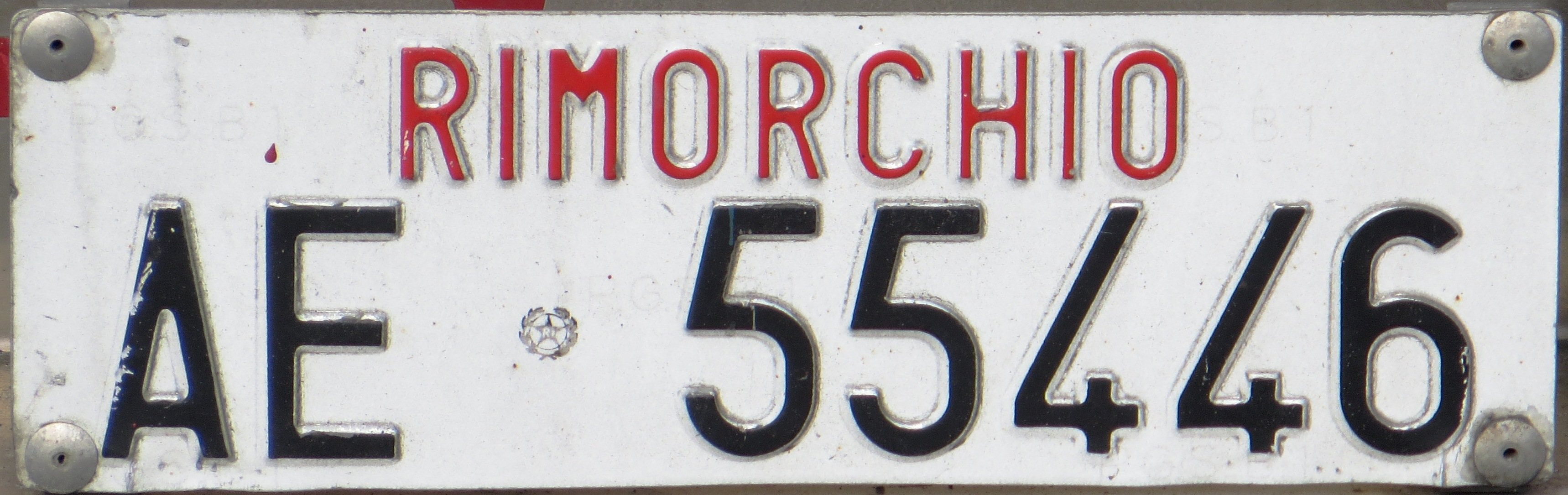
Targa per rimorchi con grafica emessa dal 28 febbraio 1994 al 19 febbraio 2013

Le targhe emesse a partire dal 1994 erano composte, come quelle dei motocicli, da due lettere e cinque cifre. Misuravano 340 × 109 mm e si presentavano bianche con caratteri neri, su un'unica linea, mentre sulla riga superiore c'era scritto in rosso "RIMORCHIO". Le coppie di lettere corrispondenti alla sigla di una provincia non venivano saltate, contrariamente alle targhe delle motociclette, causando a volte confusioni con le precedenti targhe d'immatricolazione a base provinciale.

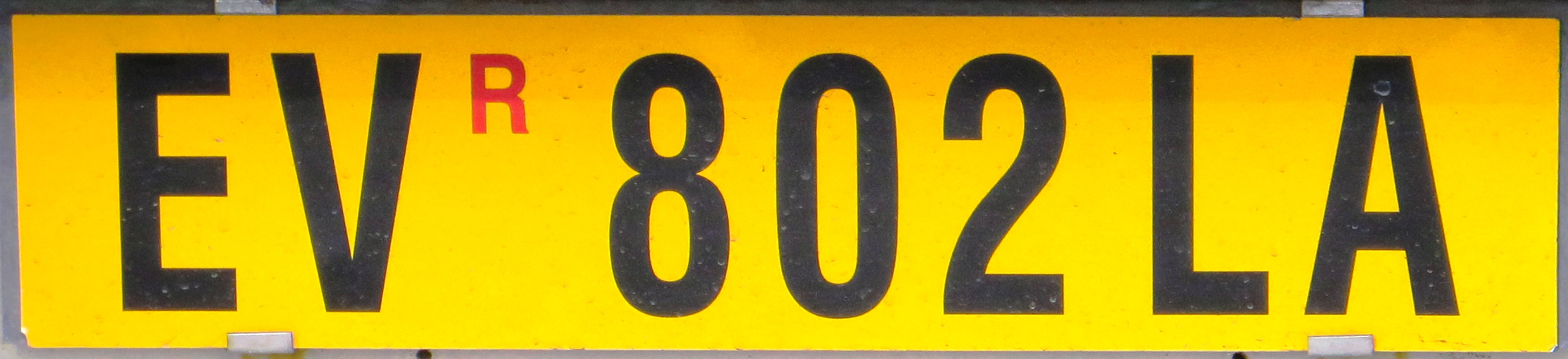
Targa ripetitrice con formato in uso dal 28 febbraio 1994 da applicare sui rimorchi sprovvisti di targa propria, ovvero immatricolati prima del 20 febbraio 2013

Dal 1959 al 2013 i rimorchi dovevano sempre esporre, accanto alla targa propria, quella ripetitrice del veicolo trainante, contrassegnata da una R. La targa ripetitrice fino al 1994 seguiva la sigla della provincia e anteriormente al 1985 non si diversificava dalle targhe delle automobili (fondo nero e caratteri bianchi); era contraddistinta da una "R" sopra la sigla provinciale nei modelli 1976–1985, mentre nei modelli 1959–1976 la lettera si trovava sopra lo stemma della Repubblica. Nel 1985 diventarono gialle con caratteri neri composti da adesivi da applicare sul fondo seguendo la numerazione della motrice; la lettera "R" divenne di colore rosso.

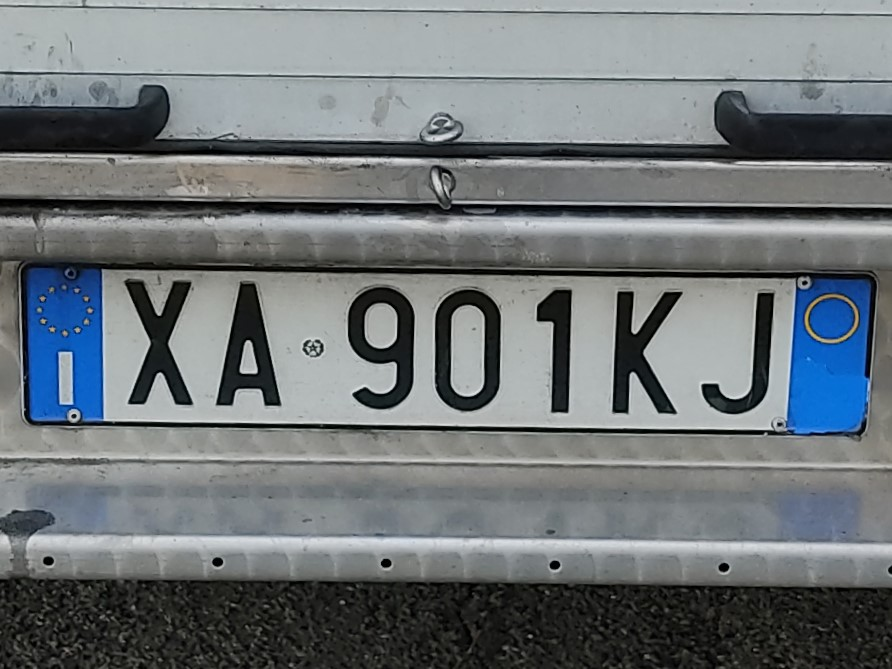
Formato per rimorchi, roulotte e carrelli appendice introdotto il 20 febbraio 2013

Dal 20 febbraio 2013 i rimorchi (fatta eccezione per quelli agricoli) e i semirimorchi di nuova immatricolazione sono muniti soltanto di una targa simile a quella posteriore degli autoveicoli, senza più targa ripetitrice. Lo prevede il D.P.R. 28 settembre 2012, n. 198 che, fra l'altro, modifica gli artt. 258, 259 e 260 del regolamento di esecuzione e attuazione del codice della strada, il cui art. 100, comma 4, prevedeva che tutti i rimorchi, quando erano agganciati a una motrice, dovessero essere muniti posteriormente di una targa ripetitrice con i dati d'immatricolazione del veicolo trainante.
L'art. 11, comma 2, lettera b, della legge 29 luglio 2010, n. 120, ha eliminato tale obbligo per i rimorchi, le roulotte e i carrelli appendice. Restano esclusi dalle nuova normativa anche i rimorchi immessi in circolazione in data antecedente al 1º ottobre 1993. Infatti l'articolo 235, comma 7, del codice della strada contiene una norma transitoria che di fatto consente ai rimorchi immatricolati fino al 30 settembre 1993 di sottostare alla disciplina previgente a quella del D.Lgs. n. 285/1992, con il posizionamento della targa d'immatricolazione sul lato destro del veicolo e della targa ripetitrice sul lato posteriore.
Il lotto inaugurale con la combinazione "XA 000AA", pubblicata il 27 febbraio 2013, è stato assegnato alla provincia di Agrigento. La serie è partita da XA 000AA, dove la lettera "X" è fissa mentre gli altri caratteri sono progressivi.
Rappresentazione schematica della targa attuale:
|  | XA·226ZH |

Schema di targa per rimorchio dal 1994 al 2013:
| RIMORCHIO AA 19871 |

Schema di targa per rimorchio dal 1985 al 1994:
| RIMORCHIO MI 113535 |

Schema di targa per rimorchio dal 1959 al 1985:
| RIMORCHIO 8 0 1 3 4 MI |

Schema di targa per rimorchio dal 1932 al 1959:
| MI 5752 rimorchio |

| MI ·1 1385 rimorchio |

### Macchine agricole

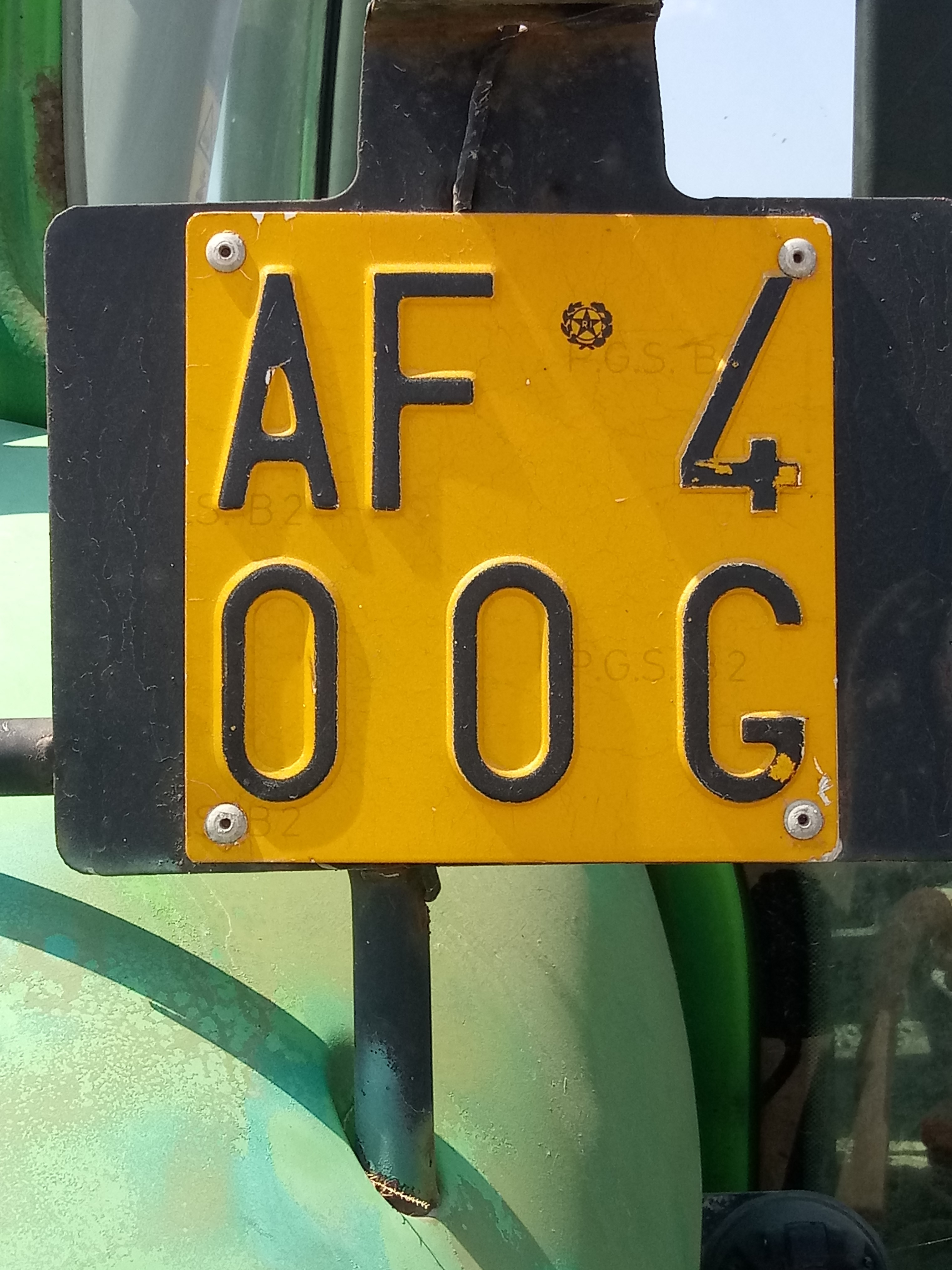
Formato in uso dal 1985

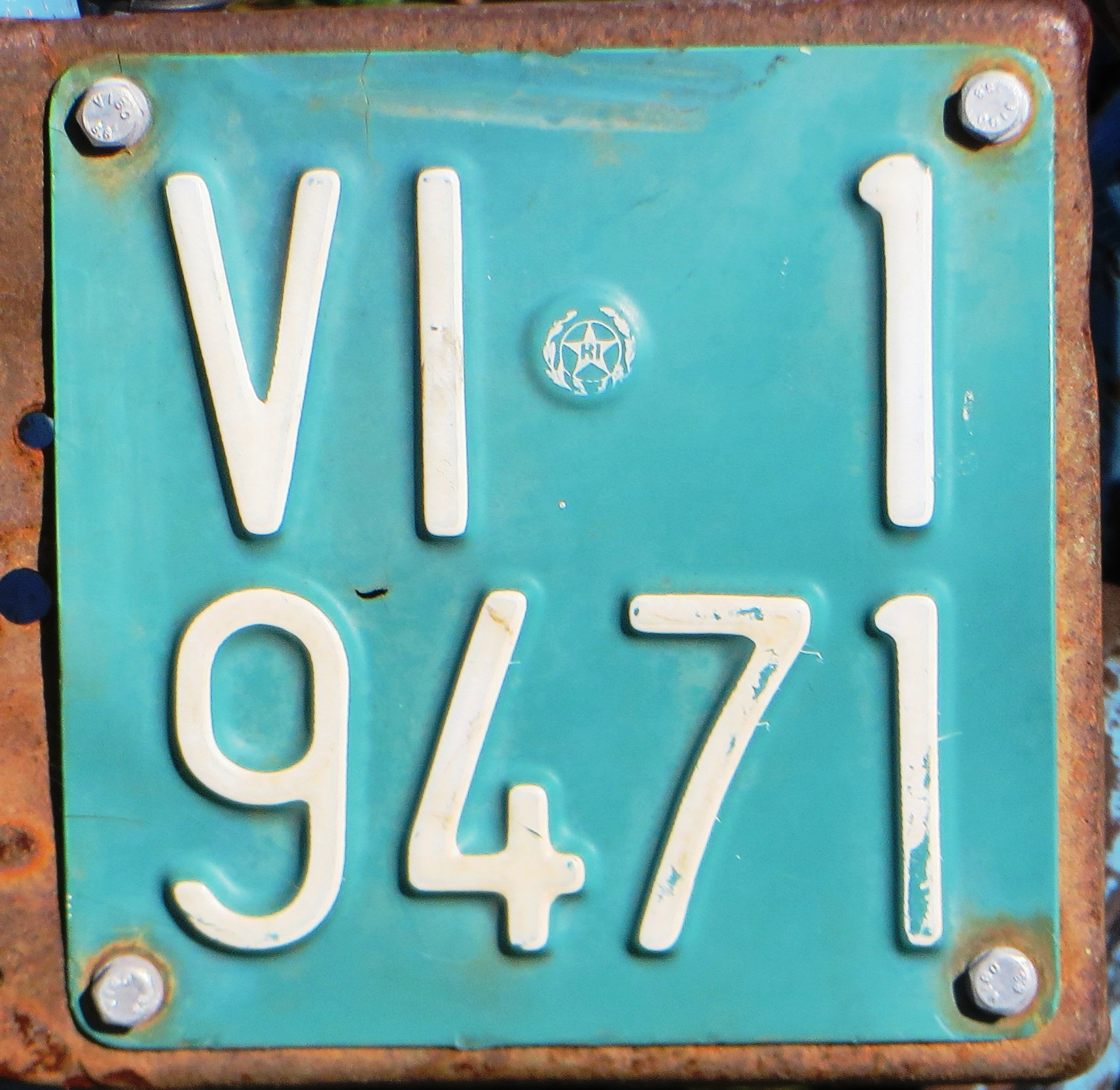
Targa di una macchina agricola con grafica emessa dal 1959 al 1985

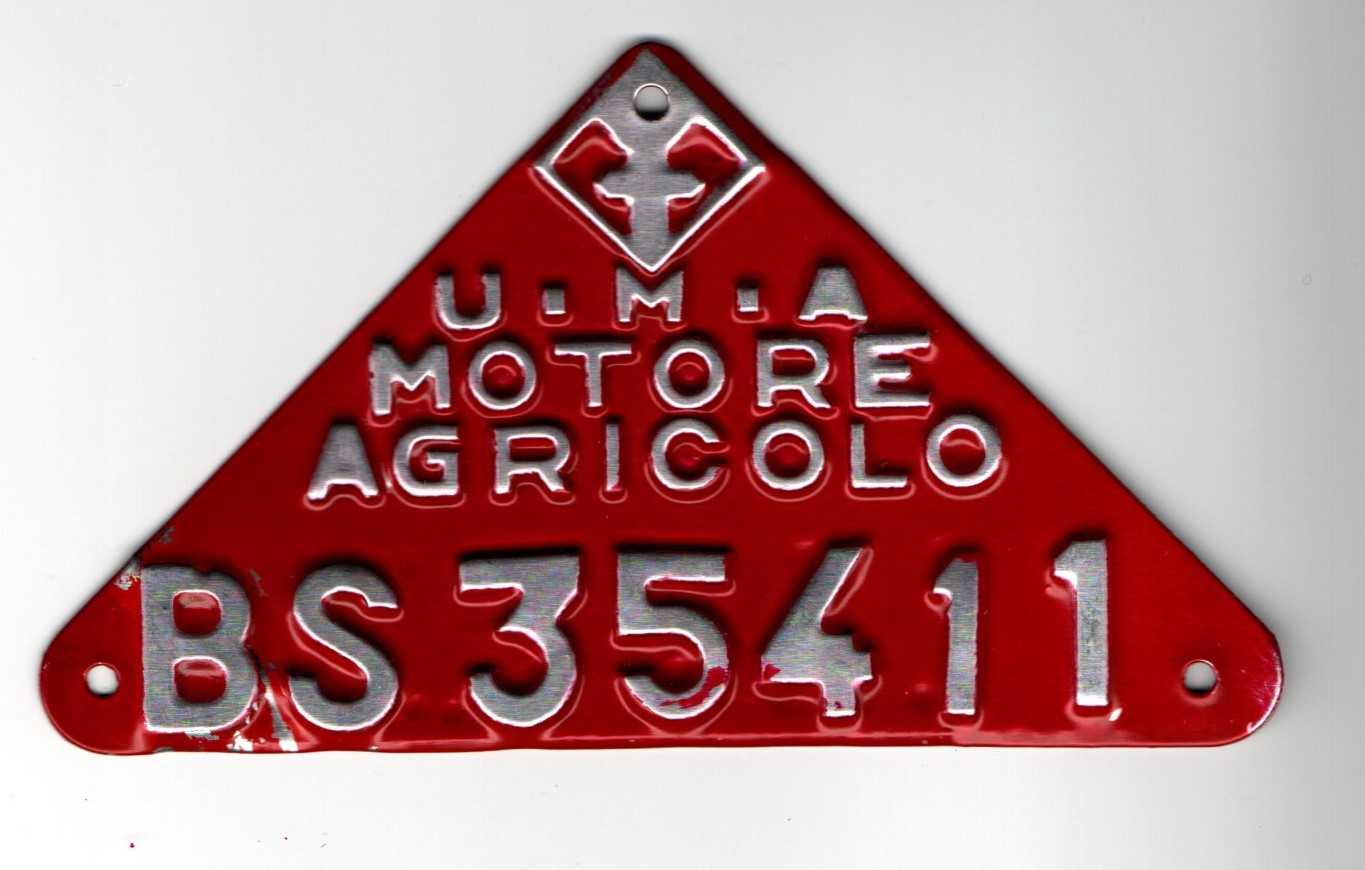
Targa UMA apposta su un trattore della provincia di Brescia

Le macchine agricole sono munite di una targa propria solo posteriore: la serie corrente, entrata in vigore nel 1994, ha una forma quadrata (165 × 165 mm) e uno sfondo giallo con caratteri di colore nero; la numerazione è del tipo AB 1/2 3 C.
Tra il 1985 e il 1994 l'aspetto di queste targhe era identico, con scritte nere su sfondo giallo, ma la numerazione era a cinque cifre (una in alto, le restanti in basso). Dal 1959 al 1985 lo sfondo era verde scuro e i caratteri bianchi; le cifre erano generalmente quattro o cinque, anche se non mancano esempi documentati di numerazione a tre cifre.
Dal 1927 al 1959 l'unica targa di cui erano provvisti tali veicoli era anteriore, triangolare, rossa con le scritte argento e su quattro linee. In alto, sotto lo stemma di una croce all'interno di un quadrato, erano posizionate le lettere U.M.A, che sormontavano le parole MOTORE sulla seconda riga e AGRICOLO sulla terza; sulla linea inferiore erano impressi la sigla provinciale e, dopo una spaziatura, un numero composto da un massimo di cinque cifre. Queste targhe, più piccole e molto più leggere di quelle ordinarie, non appartenevano al veicolo vero e proprio, ma, come dice il nome stesso, al motore, sebbene fossero fissate sulla carrozzeria come targhe normali. Venivano rilasciate agli agricoltori destinatari dell'assegnazione di carburante a prezzo agevolato, privo di accise (vd. Utenti motori agricoli). Il formato originario presentava in alto lo stemma della Confederazione Fascista degli Agricoltori (C.F.A.), rappresentato da un rombo contornato da una fune con al suo interno un gladio formato da una spiga (nella lama), da un fascio (nell'elsa) e da un pane (nella guardia). Le lettere UMA sono le iniziali di "Utenti Motori Agricoli". Al termine della seconda guerra mondiale fu modificato lo stemma e, in un secondo momento, fu cambiato anche il colore, che divenne più scuro. Intorno agli anni '70 queste targhe subirono un'ulteriore modifica, con la rimozione della sigla "UMA" e l'inserimento dell'emblema della Repubblica Italiana.

#### Rimorchi agricoli

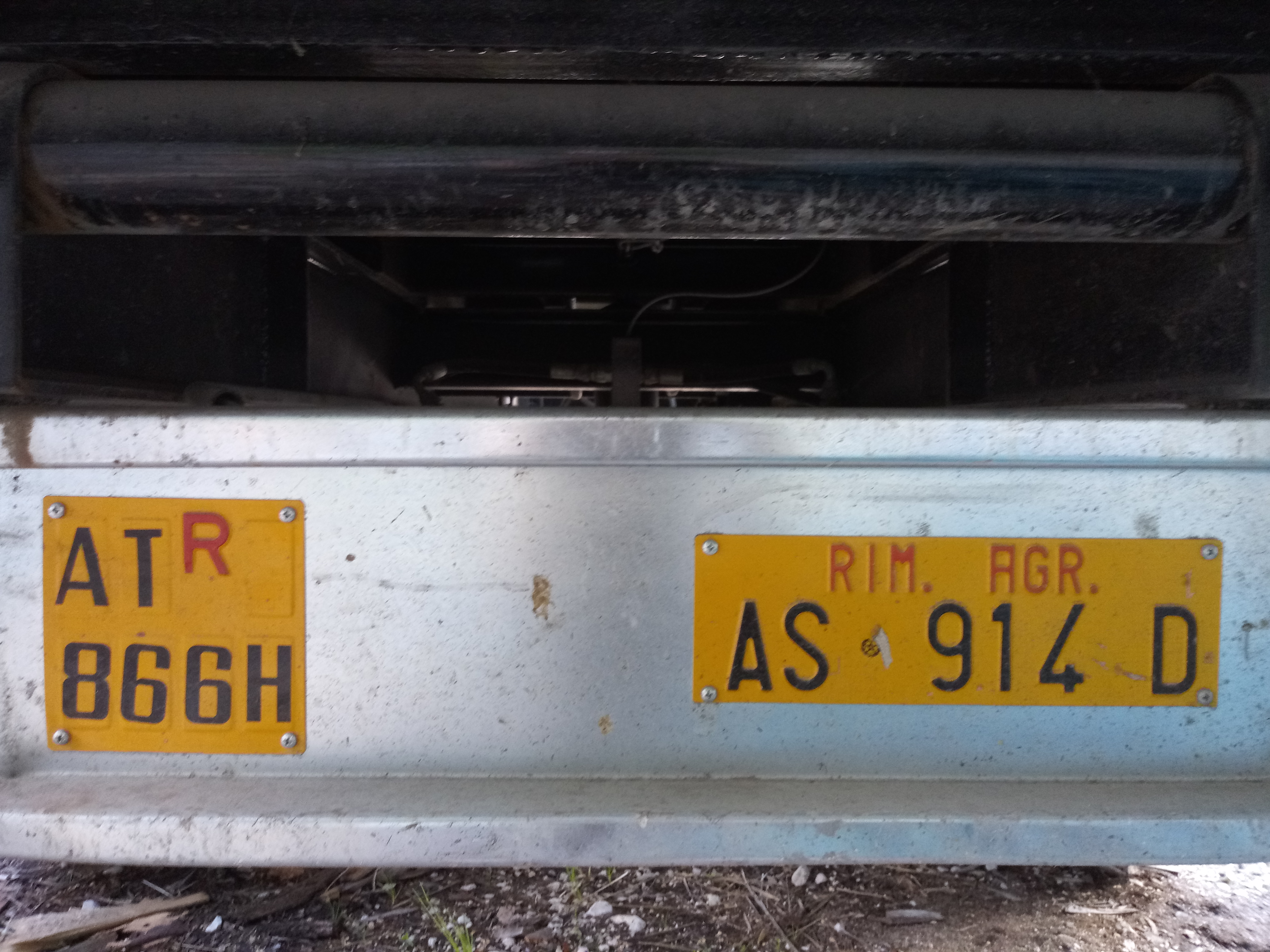
Un rimorchio agricolo con targa della serie in uso dal 1994 e, a sinistra, la targa ripetitrice del veicolo trainante

Esiste anche una targa specifica per i rimorchi agricoli (se di massa complessiva di almeno 1,5 t), che ha la stessa numerazione delle macchine agricole ma la forma rettangolare (come le normali targhe per rimorchi) e riporta in alto la scritta RIM. AGR. con lettere e punti rossi, in basso la numerazione del tipo AB 123 C a caratteri neri. Dal 1985 al 1994 la serie era costituita dalla sigla della provincia e un numero progressivo di quattro o cinque cifre.
È sempre affiancata dalla "targa ripetitrice", ossia un duplicato di quella del mezzo trainante, con numeri adesivi da attaccare su una base con la R rossa di dimensioni ridotte sulla riga superiore e senza lo stemma della Repubblica Italiana.
Inizialmente anche le targhe "RIM. AGR." avevano caratteri bianchi su fondo verde scuro. Erano montate sul lato destro del rimorchio fino al 1993, anno in cui venne reso obbligatorio il fissaggio sul retro del veicolo.

### Macchine operatrici

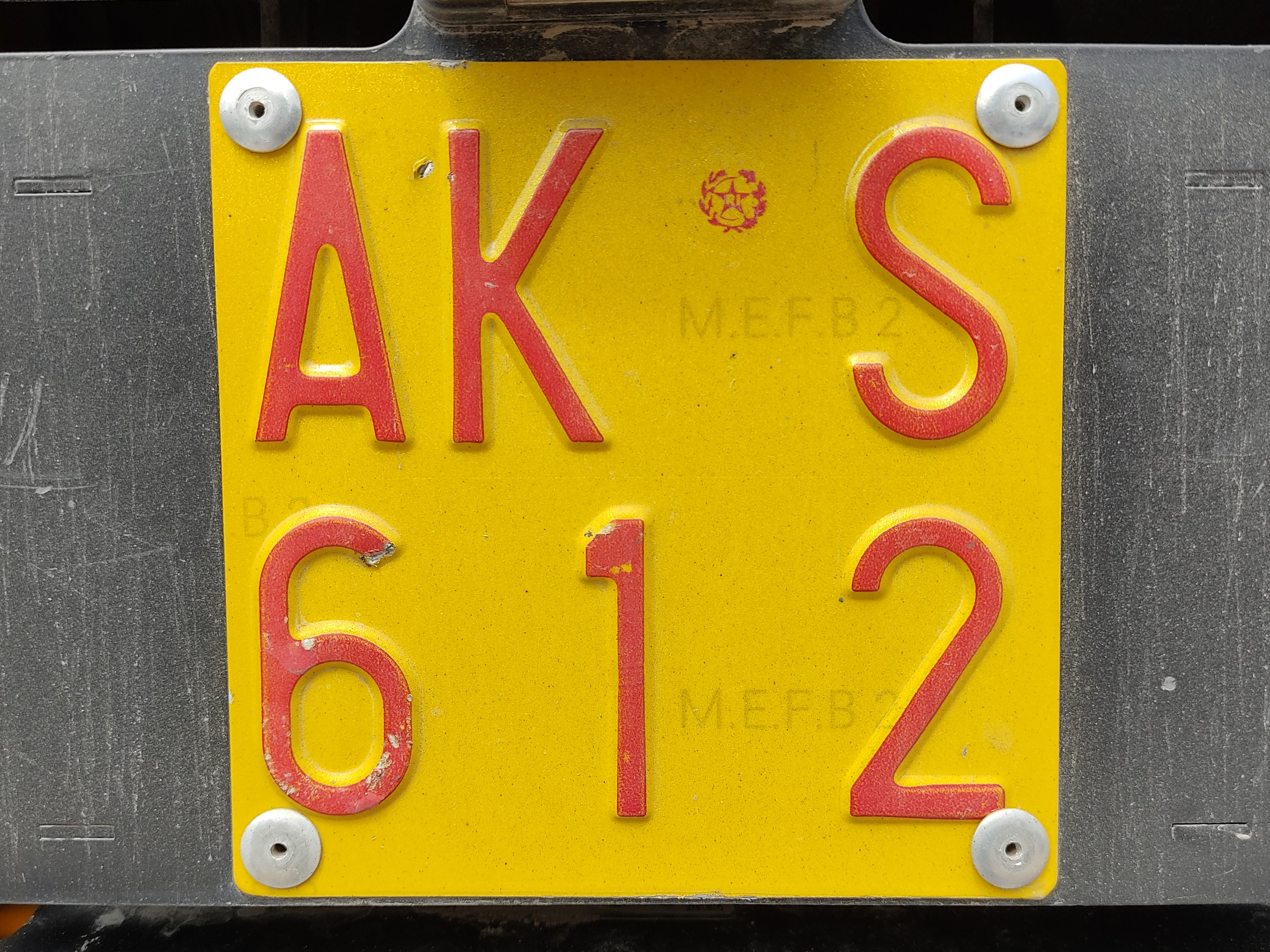
Targa di una macchina operatrice con formato utilizzato dal 1994

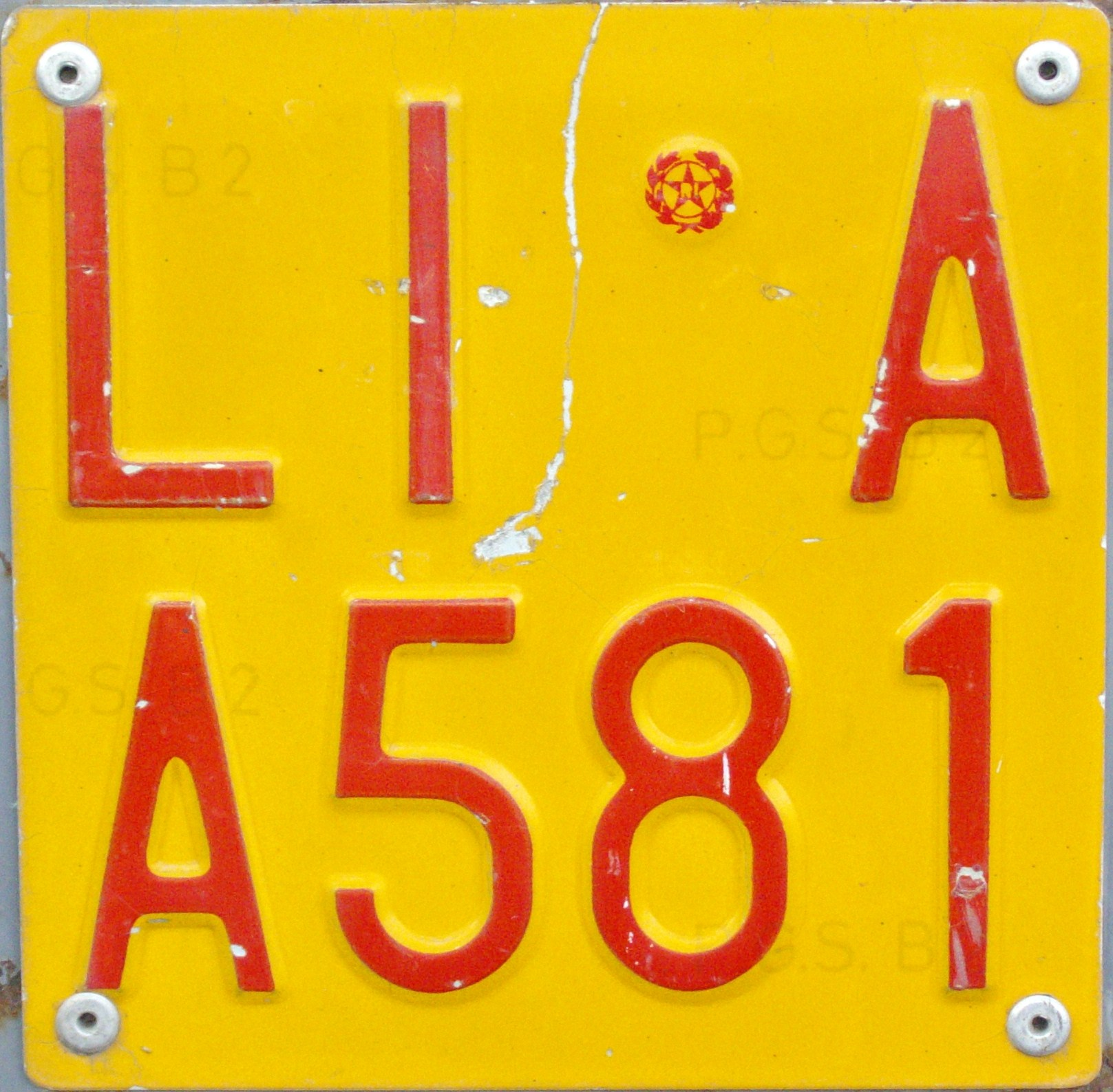
Formato 1992–1994

Nel Codice della strada italiano, le macchine operatrici sono definite come macchine semoventi o trainate, a ruote o a cingoli, destinate a operare su strada o nei cantieri, equipaggiate, eventualmente, con speciali attrezzature; vi rientrano i veicoli elettrici per la pulizia e la manutenzione delle strade. Esse dispongono di una targa posteriore quadrata (165 × 165 mm) a caratteri rossi su fondo giallo che dal 1994 segue la numerazione su doppia linea del tipo AB C/1 2 3; anche l'emblema della Repubblica, dopo le prime due lettere in alto, è rosso.
Per le macchine operatrici trainate da altri mezzi, esiste una targa d'immatricolazione specifica simile a quella dei rimorchi agricoli, ma che segue una numerazione propria che riporta in alto la scritta MACC. OP. centrata e nera o rosso scuro, mentre in basso ripete su un'unica riga la sequenza alfanumerica AB C 123, di colore rosso. Come nei rimorchi agricoli, a sinistra viene fissata la targa ripetitrice del veicolo trainante, con caratteri rossi adesivi e contrassegnata da una piccola R, anch'essa rossa.
Tra il 1992 e il 1994 queste targhe avevano lo stesso formato e gli stessi colori delle targhe attuali, ma la numerazione a tre cifre era preceduta dalla sigla della provincia (del tipo PR A/A000). Prima del 1992 le macchine operatrici erano sprovviste di targa o immatricolate in altre categorie di veicoli.

### Filobus

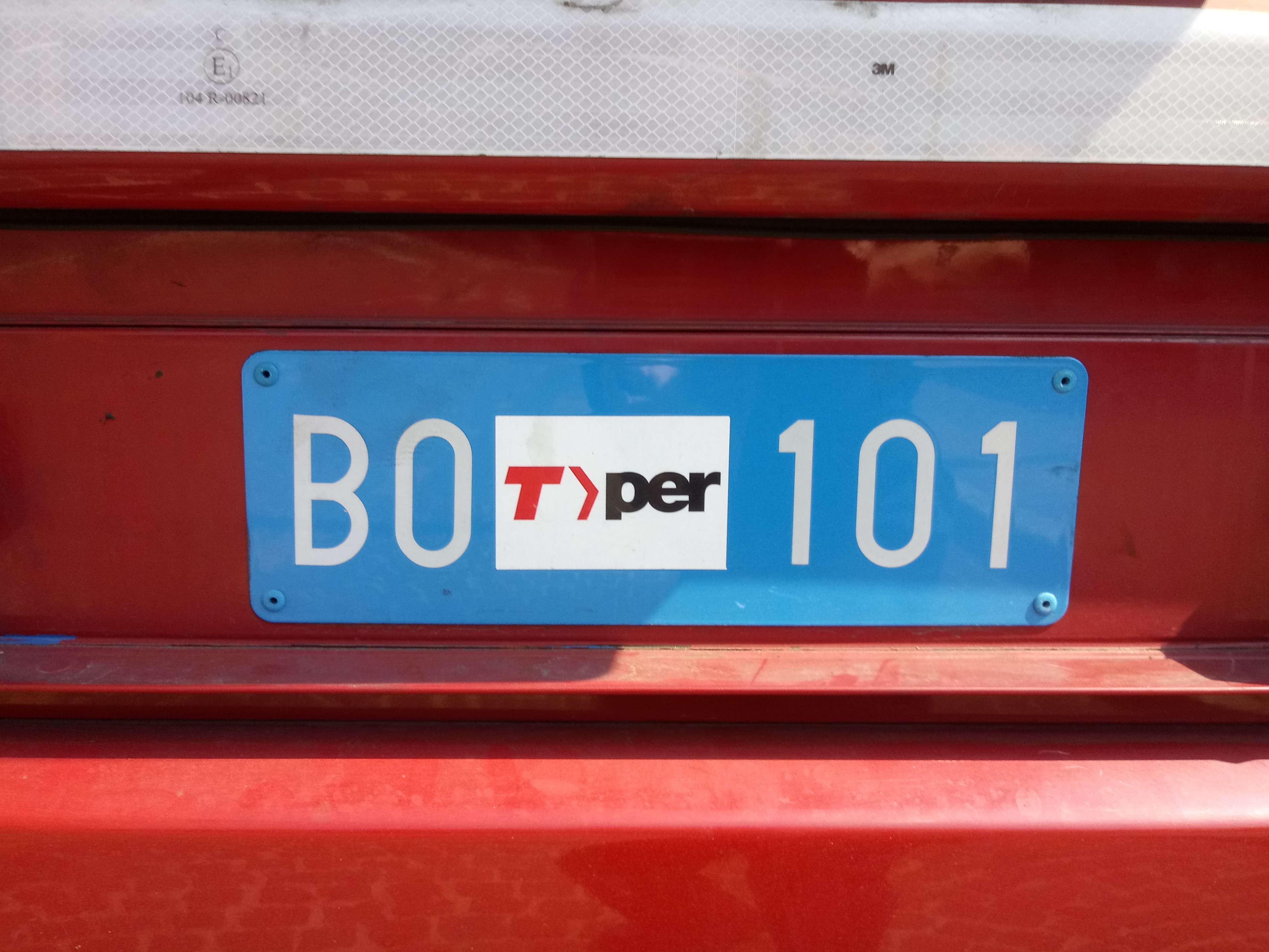
Targa posteriore di un filobus in servizio a Bologna

Il Decreto del Ministero dei trasporti del 3 dicembre 1984 introdusse l’obbligo di targatura posteriore e anteriore per i filobus, ma solo nel 1987 vennero determinate le caratteristiche delle targhe apposite. Questi veicoli utilizzano una targa propria, rettangolare (320 × 115 mm), con fondo blu e testo bianco retroriflettente su una sola riga. La numerazione è costituita dall'attuale sigla automobilistica della provincia, dal logo dell'azienda esercente e da un'indicazione del numero di matricola aziendale del mezzo; se la matricola è a tre cifre viene riportata integralmente, se le cifre sono quattro (come a Roma, a Genova e su alcuni mezzi di Bologna e La Spezia) la prima viene omessa, mentre se la matricola è a due cifre la prima cifra della targa è 0. Se nella stessa provincia ci sono più aziende con veicoli filoviari aventi la stessa matricola la loro targa differisce solo nel logo, mentre le cifre sono uguali in entrambe (al momento è avvenuto solo a Napoli).
A tutt'oggi sono presenti filovie nelle seguenti città: Ancona, Bologna, Cagliari, Chieti, Genova, La Spezia, Lecce, Milano, Modena, Napoli, Parma, Rimini, Roma (sigla RM), Sanremo (sigla IM) e, dal 3 aprile 2023, anche Avellino.

### Monopattini
Il Decreto del Capo Dipartimento del Ministero delle infrastrutture e dei trasporti del 27 giugno 2025 ha introdotto l’obbligo di targatura posteriore per i monopattini elettrici. Questi veicoli utilizzeranno una targa propria, rettangolare (50 × 60 mm), con fondo bianco e caratteri alfanumerici neri stampato su supporto plastificato con i dati anagrafici del proprietario del mezzo. La numerazione sarà con tre caratteri alfabetici (da B a Z) e tre numerici (da 2 a 9).
Rappresentazione schematica:
| 001 |
| TOP |

## Targhe dei Corpi militari
Nel 1905 una Istruzione sul servizio automobilistico prescriveva per i veicoli appartenenti alle Forze Armate una targa metallica bianca riportante la sigla in rosso S.zio M.re (abbreviazione di "Servizio Militare") seguita da un numero di tre cifre in nero. Nel 1909 tale disposizione venne però contraddetta dall'articolo 23 del R.D. 29 luglio 1909, che prevedeva anche per i veicoli militari l'immatricolazione con normale targa civile. L'anno successivo, il R.D. n. 612 del 31 agosto 1910 concedeva ai veicoli militari l'esenzione dalla tassa di circolazione, notificando però l'obbligo di affiancare alla targa civile una targa riportante la scritta "SERVIZIO MILITARE". Il R.D. n. 811 del 2 luglio 1914 pose fine a questa situazione contraddittoria disponendo che le Forze Armate immatricolassero i propri veicoli. Successivamente l'articolo 26 del R.D. n. 1814 del 29 luglio 1927, attuativo del Pubblico registro automobilistico, escluse dall'iscrizione al PRA i veicoli "in uso ai corpi armati dello Stato", inclusi quelli dei Vigili del fuoco, della Croce Rossa Italiana e del Sovrano militare ordine di Malta.
Ogni Corpo adottò inizialmente una sigla identificativa e un sistema proprio di numerazione. A partire dal biennio 1996-1997 le targhe emesse dai Corpi militari (tranne quelle con il codice cessato "CFS" e con le sigle "CP" e "VF" che hanno tuttora una serie esclusivamente numerica) adottarono un sistema di numerazione del tipo EI AA 000 in sostituzione di quello precedente del tipo EI 000 AA, probabilmente per non creare confusione con il sistema delle targhe civili (AA 000 AA) introdotto nel 1994.

### Aeronautica Militare

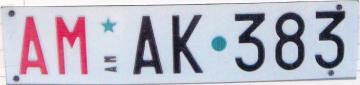
Targa di un veicolo dell'Aeronautica Militare con formato in uso dal 1997

Fino al 31 ottobre 1982 le targhe dell'Aeronautica Militare presentavano le lettere AM in rosso seguite da un numero variabile di cifre (da una a cinque) che veniva assegnato in gruppi ai vari tipi di veicoli, come si può capire dalla tabella sotto riportata. I rimorchi e i trattori avevano al termine della numerazione rispettivamente una "r" e una "t" minuscola rossa.
| Numero          | Tipo di veicolo                                                 |
| --------------- | --------------------------------------------------------------- |
| 1 - 99          | Veicoli speciali                                                |
| 100 - 2999      | Autovetture                                                     |
| 3001 - 4999     | Autovetture da ricognizione                                     |
| 5001 - 6999     | Autobus                                                         |
| 7001 - 8499     | Motocicli                                                       |
| 8501 - 9999     | Motocarri e piccoli semoventi                                   |
| 10001 - 13999   | Autocarri leggeri e medi                                        |
| 14001 - 16999   | Autocarri pesanti                                               |
| 17001 - 19999   | Furgoni e minibus                                               |
| 20001 - 29999   | Macchine operatrici (es.: cisterne, carri attrezzi) e ambulanze |
| 30001r - 32999r | Rimorchi pianali                                                |
| 33001r - 35999r | Rimorchi speciali                                               |
| 36001t - 36999t | Trattori a cingoli per traino di aeromobili                     |
| 37001t - 37999t | Trattori a ruote per traino di aeromobili                       |

A novembre del 1982 è cambiata la grafica della targa, con l'introduzione della stellina verde a destra della sigla "AM" e la disposizione su un'unica riga, ma non la numerazione.
Questa è stata modificata solo nel 1997, partendo da AM AH 500 per gli autoveicoli e da AM A/6000 per i motocicli.
Con l'introduzione del nuovo formato, nel 1997 sono cambiate anche le targhe per i veicoli speciali. La numerazione delle macchine operatrici non si differenzia da quella degli altri veicoli tranne che per lo sfondo giallo e la scritta "MACC. OP." centrata e in rosso sulla riga superiore.
La medesima sigla e serie alfanumerica sono assegnate ai mezzi dei Carabinieri in servizio presso le basi dell'Aeronautica Militare.

### Capitanerie di Porto – Guardia Costiera

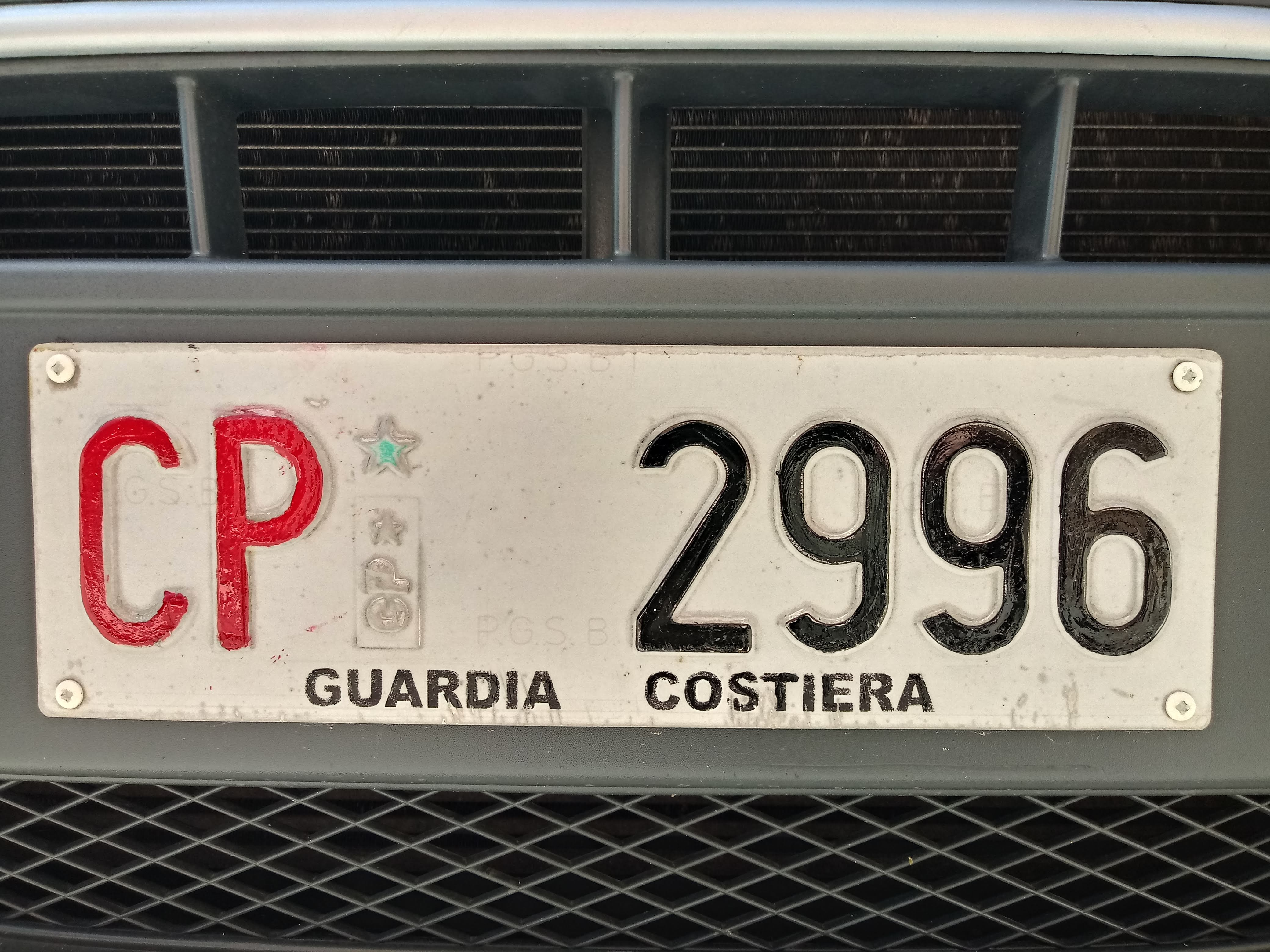
Targa anteriore di un veicolo in dotazione alla Capitaneria di Porto - Guardia Costiera di Venezia

Il formato utilizzato dalle targhe delle Capitanerie di porto non ha subìto modifiche sostanziali nel tempo. Le lettere CP occupavano la riga superiore e le cifre quella inferiore fino al 1982, anno in cui per i soli autoveicoli si è passati al tipo di targa su un'unica linea.
Dal 1992 tra la sigla "CP" e la serie numerica è impressa una stellina verde, come quella usata dall'Esercito italiano.
A partire dal 2000 sulla parte inferiore della targa è presente un adesivo con la scritta "GUARDIA COSTIERA", di colore nero e di dimensioni ridotte. Le lettere non sono mai state utilizzate nella numerazione per via del bassissimo numero di veicoli a disposizione del Corpo; i numeri vengono assegnati ai vari tipi di veicoli secondo la seguente tabella:
| Numerazione   | Categoria di veicolo                 |
| ------------- | ------------------------------------ |
| 1000 - 1999   | Autovetture di rappresentanza        |
| 2000 - 2999   | Mezzi pesanti, autobus e autoveicoli |
| 3000 - 3999   | Motocicli                            |
| 4000 - 4999   | Mezzi pesanti, autobus e autoveicoli |
| R0001 - R0999 | Rimorchi                             |

I rimorchi sono stati introdotti solo negli anni Novanta, per cui le loro targhe sono sempre state su una sola riga, con una "R" rossa anteposta alla numerazione.

### Corpo forestale dello Stato

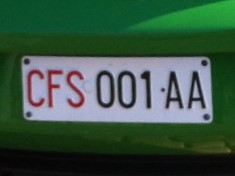
Targa posteriore di un'Alfa Romeo 159 del Corpo forestale dello Stato con sigla "CFS" cessata nel 2017

Fino alla data dell'assorbimento nell'Arma dei Carabinieri (1º gennaio 2017), il Corpo forestale dello Stato adottava targhe con sigla CFS in rosso seguita dalla combinazione alfanumerica del tipo 000 AA. 
I rimorchi, al posto delle due lettere seriali, avevano invariabilmente la lettera R di colore rosso.
Rappresentazione schematica della targa di un rimorchio:
| CFS 012· R |

### Corpo forestale nelle regioni a statuto speciale
Dal 1998 nelle regioni a statuto speciale, dove il Corpo forestale dello Stato non è presente, per i Corpi regionali si adotta generalmente una targa del tipo CF 000 XX, dove la doppia X rappresenta le lettere identificative della provincia di appartenenza, di colore rosso (nero solo in Trentino). L'unica eccezione è rappresentata dal Friuli-Venezia Giulia, le cui targhe recano lo stemma del Corpo regionale posposto alla numerazione. Sui veicoli delle regioni Sicilia e Sardegna, le lettere impresse a destra della serie numerica o alfanumerica sono le sigle provinciali dei rispettivi capoluoghi. 
Nel 2008 sono state aggiunte le bande blu laterali.
Sono documentate targhe d'immatricolazione montate anche sul retro di alcune macchine agricole, con fondo giallo e codice CF sulla linea superiore, serie (alfa)numerica e sigla della provincia su quella inferiore.
Nella provincia autonoma di Bolzano la prima serie, iniziata nel 2001, era costituita da sole cifre; esaurite tutte le combinazioni possibili, è stata introdotta una seconda serie la cui sequenza è composta indifferentemente da numeri e lettere (00A segue 009 e via dicendo). La sigla del Corpo precede sempre le lettere rosse FD, iniziali di  Forstdienst ("Servizio Forestale" in tedesco, lingua coufficiale nella Provincia autonoma di Bolzano).

Tale precisazione non si è resa necessaria per il Corpo forestale della Valle d'Aosta, in quanto in francese, lingua coufficiale della regione, le iniziali sono le stesse che in italiano (Corps forestier).
In entrambe le province autonome di Trento e di Bolzano, i rimorchi hanno un formato con la dicitura centrata "RIMORCHIO" in alto, in rosso e a caratteri ridotti.
Rappresentazioni schematiche targhe posteriori con sigla CF delle province autonome e regioni a statuto speciale:
Provincia autonoma di Bolzano - prima e seconda serie:
|  | CF FD 012 |  |  | CF FD 0A1 |  |

Provincia autonoma di Trento:
|  | CF A01TN |

Sardegna:
|  | CFVA A01 CA |

Sicilia:
|  | CF 012 PA |

Valle d'Aosta:
|  | CF 012 AO |

Friuli-Venezia Giulia - prima e seconda serie:
|  | CF 012 |  |  | CF A01 |  |

### Croce Rossa Italiana

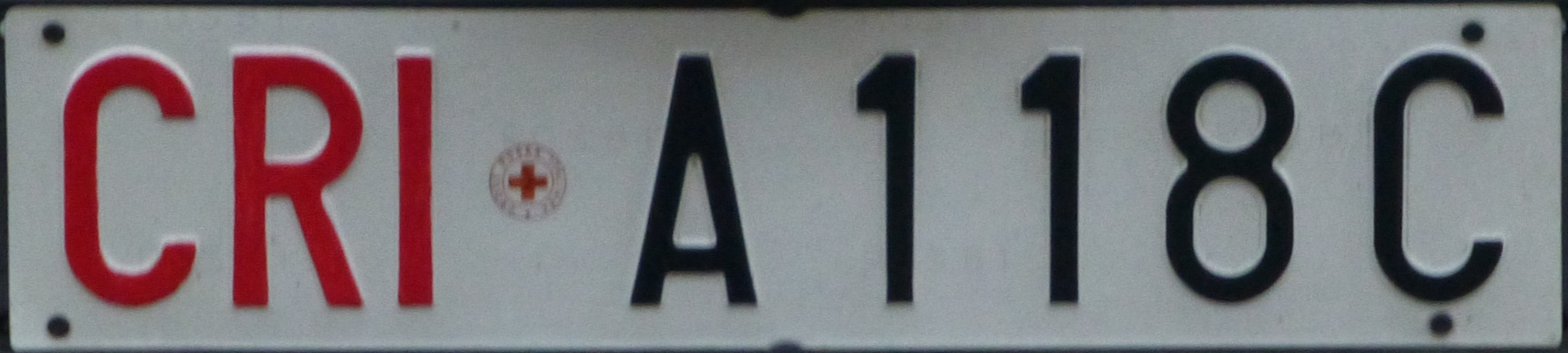
Formato utilizzato dal 2003 al 2008

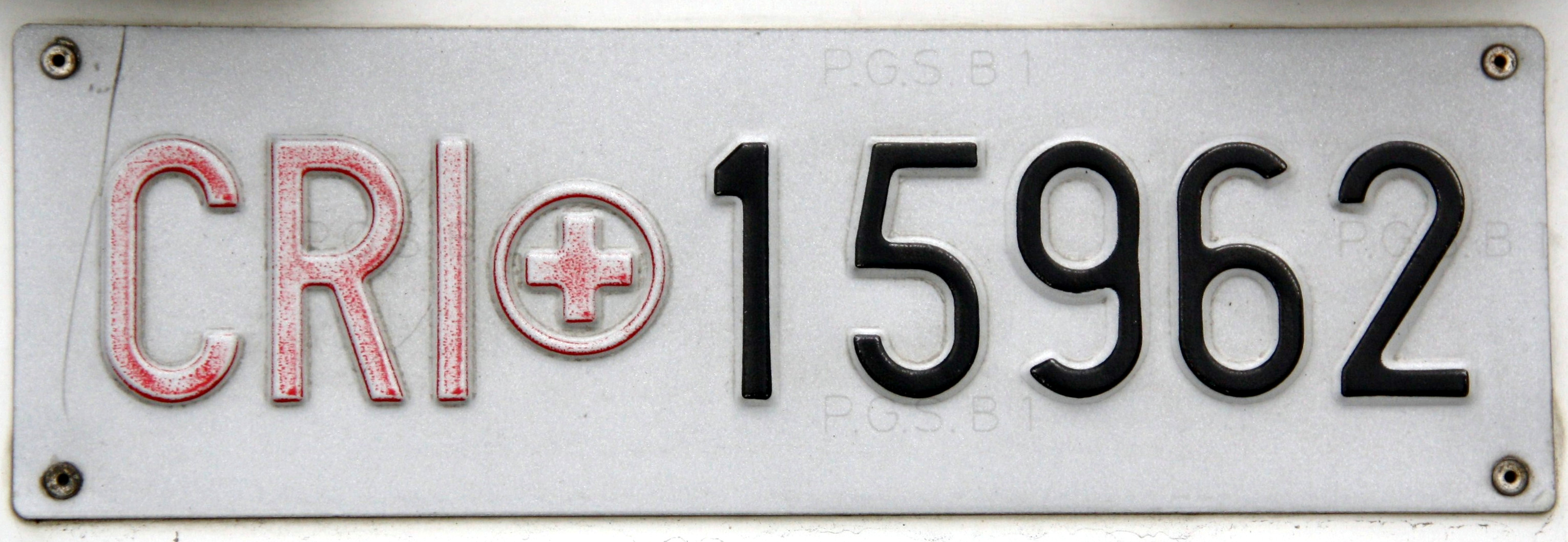
Targa "CRI" del tipo emesso dal 1983 al 2003 per le sole ambulanze

I veicoli della Croce Rossa Italiana circolano con targa militare, come disposto dall'articolo 26 del regio decreto del 29 luglio 1927 nº 1814, che esenta detti mezzi dall'iscrizione al Pubblico registro automobilistico equiparandoli a quelli "dei Corpi armati dello Stato". Di fatto però tale targa fu applicata sin dal 21 agosto 1911, sebbene in contrasto con la norma allora in vigore, che prevedeva un unico tipo di targa per vetture militari e civili, senza eccezioni. La situazione venne ufficializzata nel 1913.
L'utilizzo di targa propria per i veicoli della Croce Rossa Italiana è stato riconfermato nel 1992 dall'art.138 del Nuovo Codice della Strada, D.L. 30 aprile 1992 nº 285 pubblicato sulla GU nº 114, che definisce le modalità per l'immatricolazione militare dei veicoli e il rilascio delle patenti, estendendo tali disposizioni ai mezzi della Croce Rossa Italiana (comma 11).
La sigla CRI, in rosso, è seguita dal simbolo della Croce Rossa, anch'esso rosso, e dalle cifre in nero.
A partire dai primi anni settanta, con il raggiungimento del numero progressivo 8000, si ebbe uno sdoppiamento della serie: le ambulanze ottennero una numerazione indipendente che partiva dal progressivo 10000; tutti gli altri veicoli di servizio proseguirono invece con la normale numerazione dal numero 8001 fino al 9999, poi da A000 ad A999, infine da A0000 in poi.
Il formato posteriore quadrato e i punti dopo le lettere terminarono nel 1983.
Nel 1996 venne introdotto un formato di 340 × 115 mm, con targa anteriore e posteriore identiche e stemma più piccolo.
Nel 2003 è subentrata la numerazione di tipo A000A, con il blocco divenuto alfanumerico per tutti gli automezzi.
Dal 2005 le dimensioni sono diventate uguali a quelle delle targhe civili: l'anteriore misura 340 × 110 mm e la posteriore 489 × 110 mm.
Nel 2008 la sequenza è stata nuovamente modificata con l'introduzione della serie CRI 000 AA. Diversamente dalle targhe civili immatricolate dal 1999 a oggi, sulle targhe della Croce Rossa Italiana compare anche il carattere "I". Nelle targhe su due righe (330 × 202 mm) la prima lettera è una "Z".
Esistono anche targhe prova per i veicoli da sottoporre a collaudi su strada, contraddistinte dalla dicitura PROVA, a caratteri ridotti e di colore verde, posizionata al centro, sopra il codice "CRI" e la serie alfanumerica.

#### Rimorchi

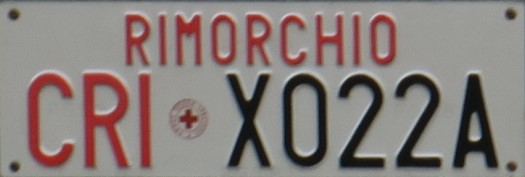
Formato 2003−2008 per rimorchi della CRI

Sopra è posizionata al centro la scritta in rosso "RIMORCHIO". Dal 2003 al 2008 la serie alfanumerica assegnata a questi veicoli iniziava con la lettera X.

#### Motocicli

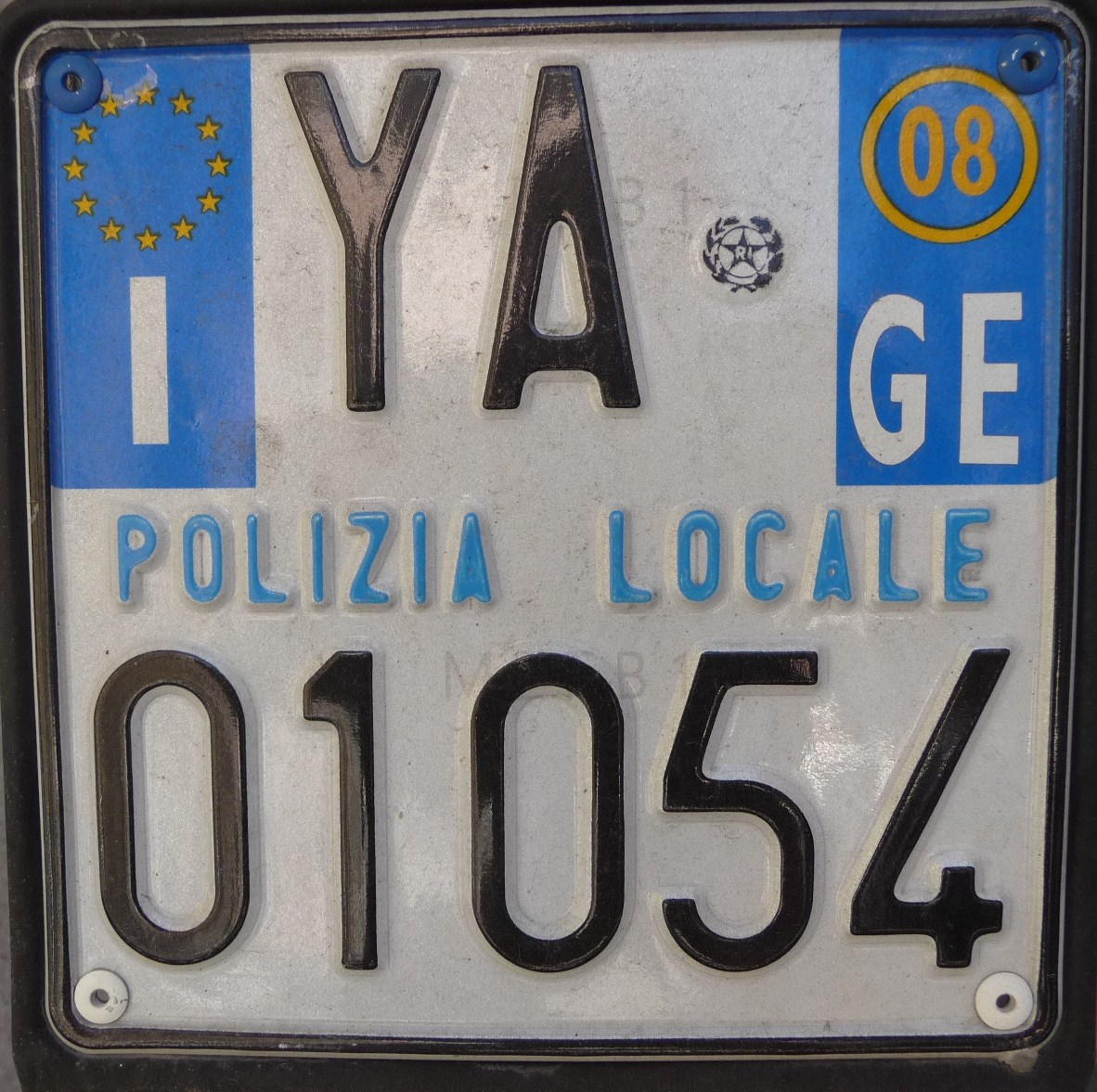
Targa di una moto della Polizia locale di Genova

Le targhe per i motocicli sono su due righe: sulla prima è scritta la sigla CRI in rosso seguita dal simbolo della Croce Rossa e sulla seconda è posizionato il numero d'immatricolazione di quattro cifre. 
Rappresentazione schematica:
| CRI 1569 |

### Esercito Italiano

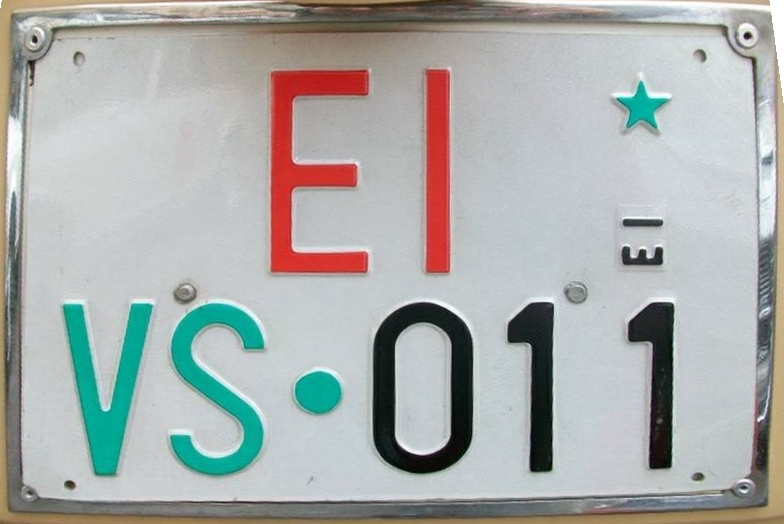
Esempio di formato introdotto nel 2004 per veicoli storici sprovvisti di targa originale

Le targhe d'immatricolazione per i veicoli dell'Esercito Italiano, caratterizzate dalla sigla EI in rosso e dal fondo bianco con una stella verde, sono state introdotte nel 1947.
Come nelle altre targhe militari, dopo le cifre vengono utilizzate anche le lettere "I" e "U", che non sono usate nelle serie alfanumeriche delle targhe ordinarie.
Dal 1947 fino al 1979 queste targhe avevano un formato simile a quelli civili (quadrato), con la sigla EI seguita da sei cifre (EI 000000). Alcuni blocchi di numerazioni erano riservati a diverse categorie di veicoli: ad esempio le combinazioni da EI 900000 a 999999 erano riservate ai rimorchi, contraddistinti da una "R" sopra la stella, mentre le combinazioni da EI 400000 a EI 450000 erano riservate ai veicoli da ricognizione.
Dal 1979 al 1996 le targhe EI hanno seguito un sistema di numerazione alfanumerico EI 000 AA, ad eccezione dei carri armati, veicoli blindati e motocicli. I rimorchi avevano il sistema EI R00 AA. 
Schema esemplificativo:
| EI R00·AA |

La serie attualmente in uso, del tipo EI AA 000, è stata introdotta nel 1996. I rimorchi hanno la combinazione EI AA 000 con sopra la scritta in rosso e centrata "RIMORCHIO". 
Rappresentazione schematica:
| RIMORCHIO EI CE 882 |

I motocicli adottano il sistema EI A0000 dal 1996, prima di allora era solo numerico del tipo EI 000000.
Dal 1985 a tutto il 2000 le targhe prova erano rettangolari con il testo distribuito su tre righe: in alto si trovavano le lettere EI in rosso, al centro tre cifre progressive nere e in basso la dicitura PROVA in rosso. Dal 2001 queste targhe sono su un'unica linea e si contraddistinguono per una P verde posizionata sotto la stella dello stesso colore.
I mezzi corazzati utilizzano ancora il sistema esclusivamente numerico usato nelle altre categorie di veicoli fino al 1979.
A partire dal 2004 sono state emesse le targhe riservate ai veicoli storici dell'Esercito Italiano che non dispongono più della targa originale. Le prime due lettere progressive della numerazione sono sostituite dalla sigla VS (che sta per "veicolo storico") in verde.

### Arma dei Carabinieri
Fino al 2000 la serie di targhe con codice "EI" identificava anche i veicoli appartenenti all'Arma dei Carabinieri, che a seguito dello scorporo dall'Esercito Italiano è divenuta forza armata autonoma adottando per i propri veicoli le targhe con sigla CC rossa. Le serie per gli autoveicoli e per i motocicli sono le stesse utilizzate dall'Esercito Italiano. 
Dal 2017 tale sigla viene assegnata anche ai mezzi in dotazione al Comando unità per la tutela forestale, ambientale e agroalimentare, che sono presenti sia in livrea verde (ex veicoli del Corpo forestale dello Stato, ai quali è stata applicata la scritta Carabinieri) che in livrea blu scuro (veicoli nuovi, che presentano la classica livrea dei carabinieri ma riportano il numero di telefono 1515 sulle fiancate, al posto del canonico 112).
Le targhe prova antepongono alla numerazione progressiva di quattro cifre, che parte da 0001, una P nera.

### Guardia di Finanza
A partire dal 1946 le targhe della Guardia di Finanza hanno avuto la sigla G.diF. in rosso sulla prima riga e un numero nero di quattro cifre sulla seconda.
I motocicli avevano targhe uguali, ma con cinque cifre, a partire da 10000: per questo motivo quando le targhe delle automobili raggiunsero il numero 9999 si passò direttamente al numero 12000, lasciando uno spazio vuoto per altre eventuali immatricolazioni di motociclette. I rimorchi avevano una targa molto simile, ma con sole tre cifre (a partire da 001) seguite da una "R" rossa.
La numerazione è cambiata a marzo del 1981, quando il formato è diventato rettangolare anche per le targhe posteriori, del tipo GdiF 000 AA. Sono stati tolti i punti dopo le lettere maiuscole; inoltre è stata introdotta una stellina verde, uguale a quella già in uso per i veicoli dell'Esercito italiano, tra la sigla a sinistra e le cifre. La serie dei rimorchi e il formato per i motocicli non hanno subito modifiche.

### Marina Militare

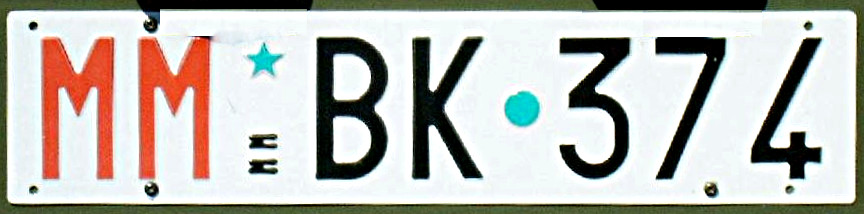
Targa "MM" del tipo in uso dal 1997

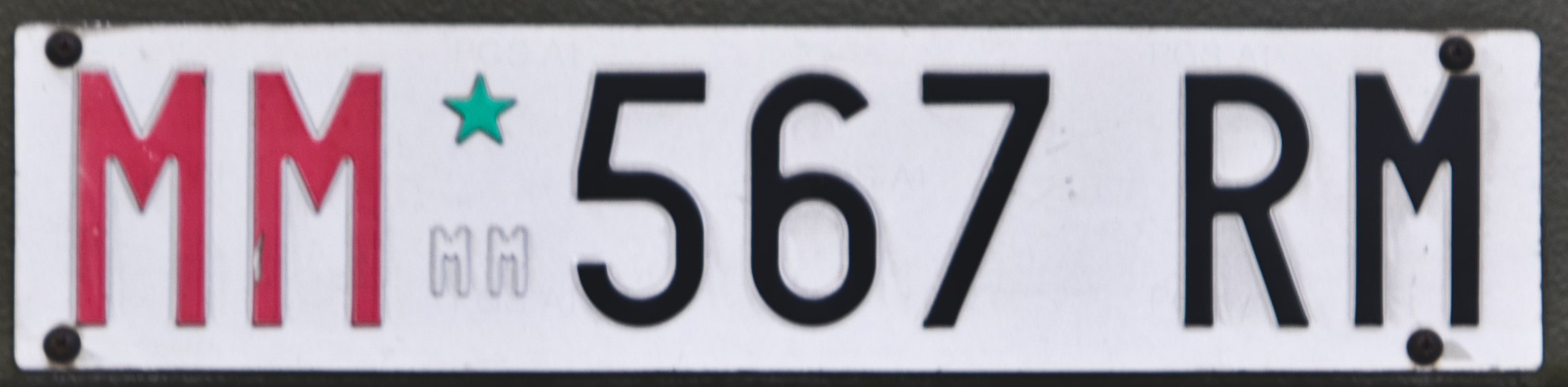
Formato emesso dal 1987 al 1997

Fino a tutto il 1986, nelle targhe dei veicoli della Marina Militare il codice MM, di colore rosso, precedeva un blocco numerico di cinque cifre assegnato in base a una ripartizione territoriale dei comandi militari marittimi. Roma aveva come cifra iniziale "1", La Spezia "2", Taranto "3", Napoli "4", Ancona "5", Venezia "6", La Maddalena "7", Brindisi "8" e Messina "9".
Dal 1987 la serie consisteva in tre cifre seguite da due lettere. Inoltre, come nelle targhe dell'Esercito, era stata introdotta una stellina verde dopo la sigla MM, sotto la quale un punzone ripeteva le lettere "MM". I numeri andavano da 001 a 899 per gli autoveicoli e da 900 a 999 per i motoveicoli (per questi il formato era su doppia linea come in quello precedente, con il primo 9 sulla prima riga); la sola Stazione Navale di Taranto utilizzava anche una sequenza alfanumerica del tipo A00 dopo aver terminato tutte le combinazioni numeriche. Le lettere a destra delle cifre, invece, indicavano la provenienza secondo il seguente schema:
- AN - Ancona
- LM - La Maddalena
- ME - Messina
- NA - Napoli

- RM - Roma
- SP - La Spezia
- TA - Taranto

I comandi di Venezia e Brindisi non rilasciavano più targhe, ma utilizzavano quelle di Ancona e di Taranto.
Una modifica è stata apportata nel 1997, quando la Marina ha adottato la numerazione unica, con un formato costituito da due lettere seguite da tre cifre, senza più alcuna possibilità di risalire alla provenienza. Tra le lettere e i numeri c'è un cerchietto verde. Le targhe precedenti continuano a essere utilizzate e, a differenza di quanto accadeva in passato, non vengono cambiate nel caso in cui un veicolo passi da una base a un'altra.

#### Rimorchi
Prima del 1997 i rimorchi hanno utilizzato targhe in alcuni casi senza alcun segno distintivo, mentre in altri, comunque non molto frequenti, era impressa una piccola "R" rossa in varie posizioni. A partire dal 1997, con l'introduzione del nuovo formato, è stata realizzata anche una targa speciale per i rimorchi, con la dicitura "RIMORCHIO" in rosso e in alto, di dimensioni ridotte.

#### Targhe prova
Dal 1980 al 1984 le targhe di prova anteponevano alla numerazione le lettere rosse MM seguite dalla parola PROVA dello stesso colore. Dal 1984 una piccola "P" è impressa tra il codice MM rosso e il numero seriale progressivo.

### Sovrano militare ordine di Malta

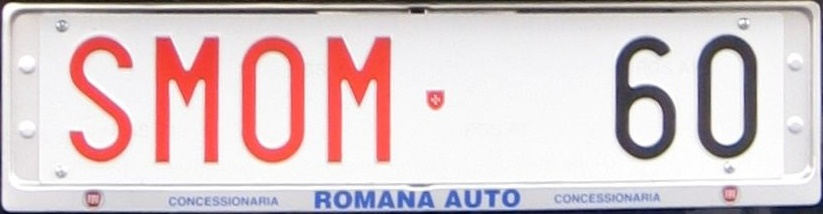
Targa "SMOM" su un veicolo dell'ACISMOM

L'Italia è l'unico Paese al mondo a riservare la targa speciale SMOM (acronimo di Sovrano Militare Ordine di Malta), emesse dal Ministero della difesa, ai veicoli dell'Associazione dei cavalieri italiani del sovrano militare ordine di Malta (ACISMOM). Le autovetture dei vertici del Sovrano militare ordine di Malta circolano invece con targa diplomatica italiana, essendo lo SMOM un soggetto di diritto internazionale.
La sigla "SMOM" in rosso è seguita da un piccolo stemma del Corpo e da una numero composto da un massimo di tre cifre di colore nero.
Nel 2019 è stato introdotto un formato quadrato per motocicli. La numerazione, che parte da 000 ed è sempre a tre cifre, è posizionata sulla riga inferiore, preceduta dalla lettera fissa M; la bandiera, di dimensioni molto ridotte, si trova al centro della targa.
Rappresentazione schematica targa SMOM per moto:
| SMOM M012 |

### Corpo nazionale dei Vigili del Fuoco

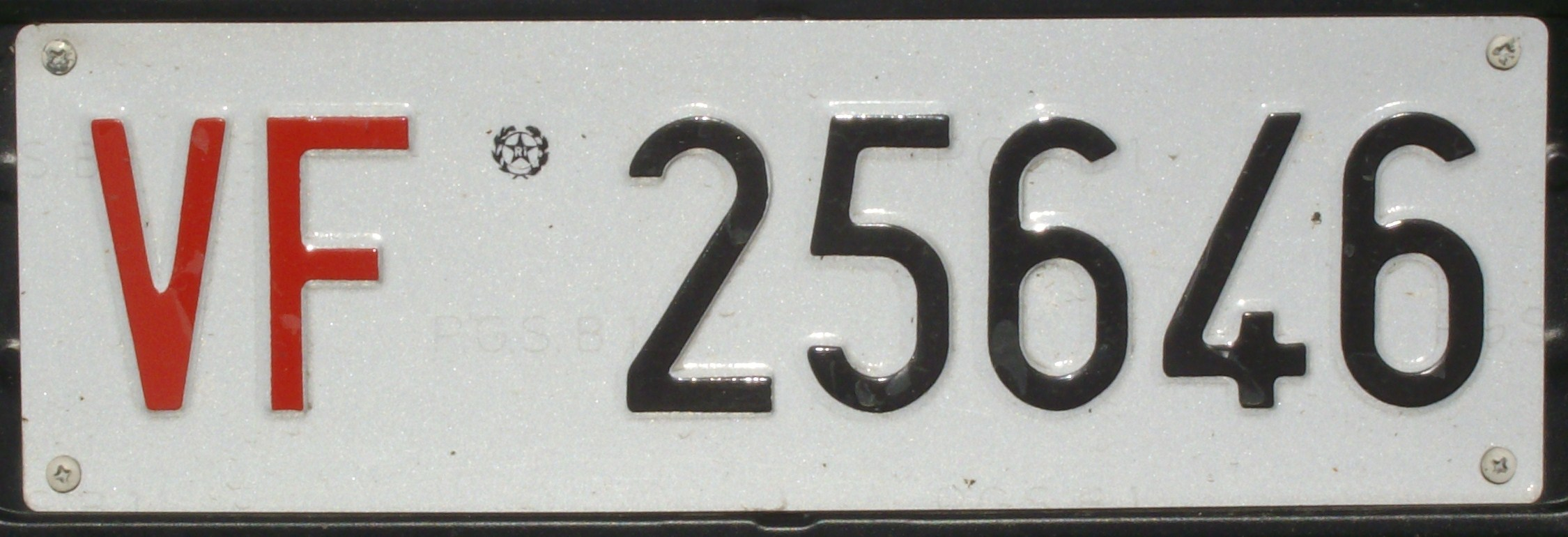
Targa, del tipo utilizzato dal 2002, di un mezzo dei Vigili del Fuoco

Per i mezzi del Corpo nazionale dei Vigili del Fuoco viene emessa una targa propria a partire dal 1º agosto 1938; precedentemente si utilizzavano targhe civili. Da allora hanno subito leggere modifiche, ma sostanzialmente sono sempre state caratterizzate dalla sigla VF in rosso e dalla numerazione in nero. La targa attuale, introdotta nel 2002, è bianca riflettente e composta dalla sigla "VF" in rosso seguita dalla numerazione progressiva a cinque cifre con caratteri neri. Le due parti sono separate da uno spazio in cui compare in alto un piccolo stemma della Repubblica Italiana.

#### Rimorchi
I rimorchi hanno una targa simile a quella dei veicoli, ma con numerazione a quattro cifre e una lettera R (che sta per "rimorchio") di colore rosso, più piccola degli altri caratteri, tra la sigla "VF" e la numerazione progressiva.
| VF R 04752 |

#### Targhe prova
Le targhe prova sono simili alle targhe prova civili; una P di colore rosso, più piccola degli altri caratteri, è posizionata tra la sigla "VF" e la prima cifra della numerazione progressiva.
| VF P 0 1 2 3 4 |

#### Province autonome di Trento e Bolzano

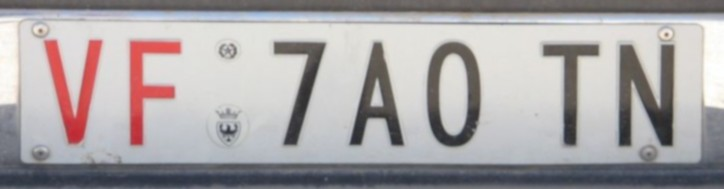
Targa pre-2002 di un automezzo dei Vigili del Fuoco della provincia autonoma di Trento

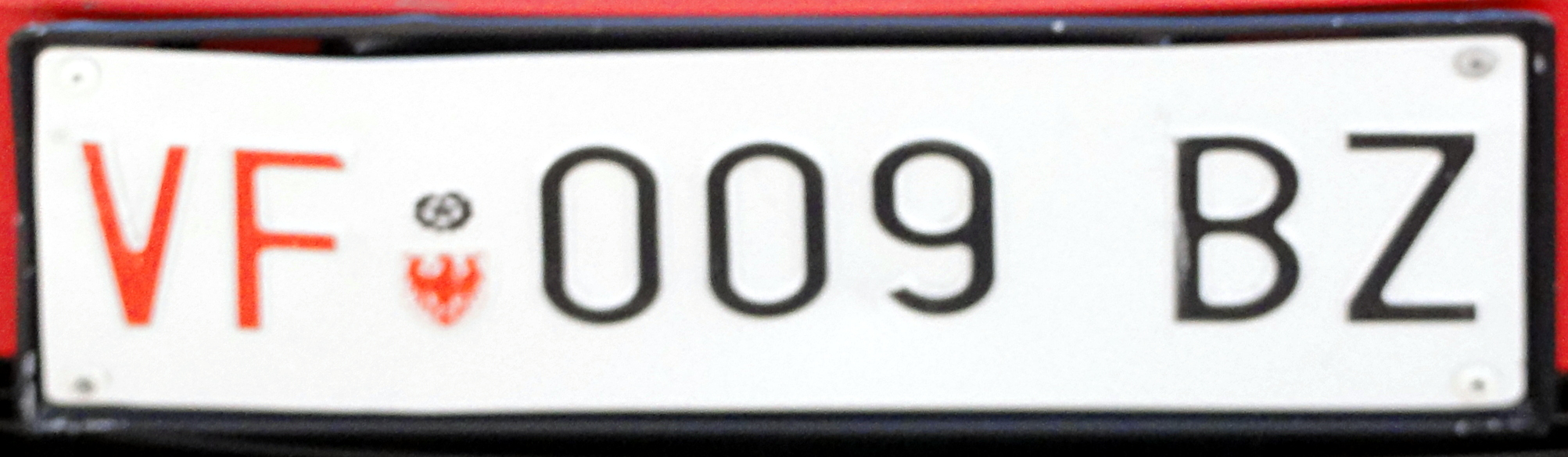
Formato cessato nel 2001 (prima serie) per i veicoli dei Vigili del Fuoco della provincia autonoma di Bolzano

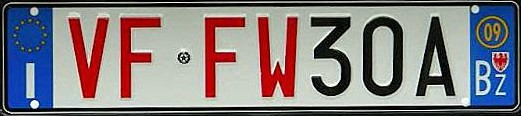
Formato con bande blu e lettere fisse "FW" utilizzato dal 2001

Dal 1995 gli automezzi del Comando provinciale dei Vigili del Fuoco della provincia autonoma di Trento adottano una targa simile a quella nazionale, in cui la serie progressiva è alfanumerica, costituita da tre caratteri seguiti dalla sigla fissa "TN". La numerazione era inizialmente composta da una lettera e due cifre (da A00 a Z99); una volta arrivati a Z99, si è spostata la lettera in seconda posizione iniziando da 0A0. Oltre allo stemma della Repubblica, tra la sigla VF e la numerazione progressiva compare lo stemma della provincia autonoma di Trento. La serie alfanumerica è rimasta invariata nel 2002, anno in cui sono state aggiunte le bande blu laterali.
Anche le targhe della provincia autonoma di Bolzano dal 1995 espongono lo stemma provinciale sotto quello nazionale; le lettere VF precedono la numerazione e la sigla fissa "BZ". La prima serie era formata da tre cifre, da 000 a 999; esaurite tutte le combinazioni possibili, è stata introdotta una seconda serie la cui sequenza è costituita indifferentemente da numeri e lettere (00A segue 009 e via dicendo). 
Dal 2001 è stato emesso un nuovo formato, con le bande blu laterali e le lettere fisse FW (che stanno per  Feuerwehr, in tedesco "Vigili del Fuoco") di colore rosso come la sigla "VF" che le precede. A destra è posizionata la serie alfanumerica, composta da una cifra e due lettere o due cifre e una lettera nere.
In entrambe le province i rimorchi hanno un formato con la dicitura centrata "RIMORCHIO" in alto, in rosso e di dimensioni ridotte.

#### Regione autonoma Valle d'Aosta
Il formato in uso emesso nella Valle d'Aosta è stato introdotto nel 2008, quando sono state aggiunte le bande blu ai lati delle targhe anteriori e posteriori. Sulla banda blu a destra è impresso in basso lo stemma della regione. Le lettere VF rosse sono anteposte a una serie alfanumerica costituita da una lettera e due cifre nere e alla sigla fissa "AO" di colore rosso.
Schema esemplificativo di una targa posteriore:
|  | VF A01 AO |

## Targhe ministeriali

### Polizia di Stato e Polizia penitenziaria

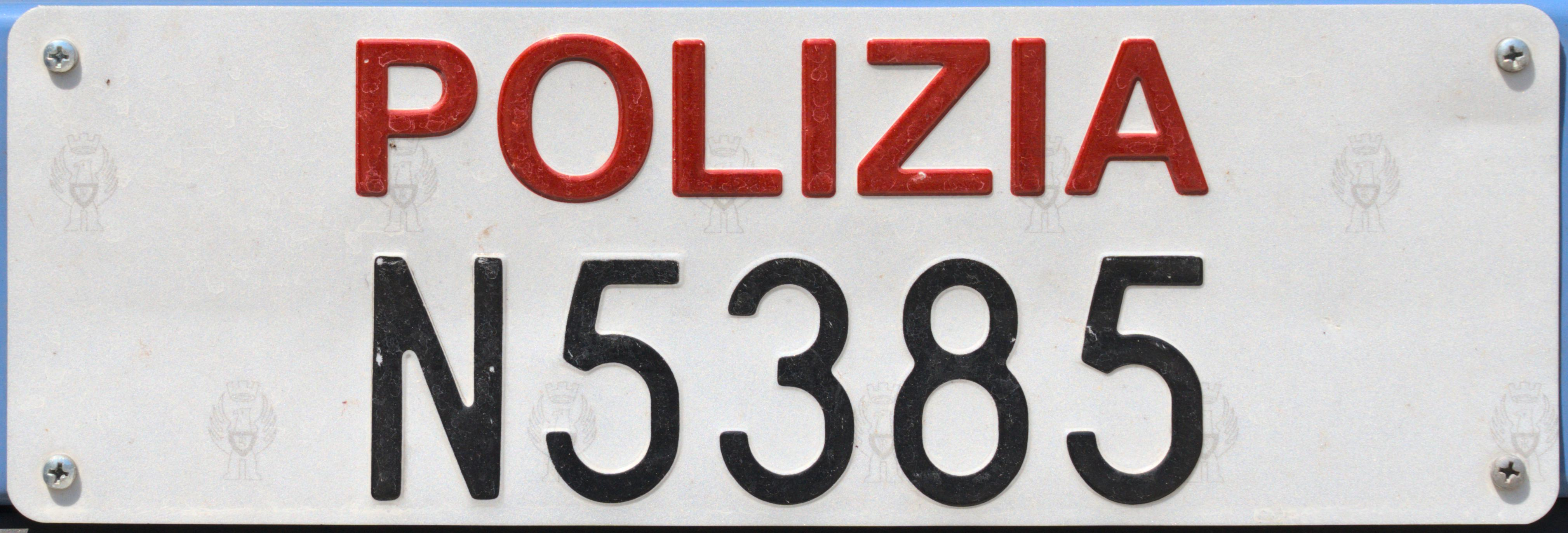
Formato utilizzato per le targhe posteriori e anteriori della Polizia di Stato dal 1983 ad aprile 2018

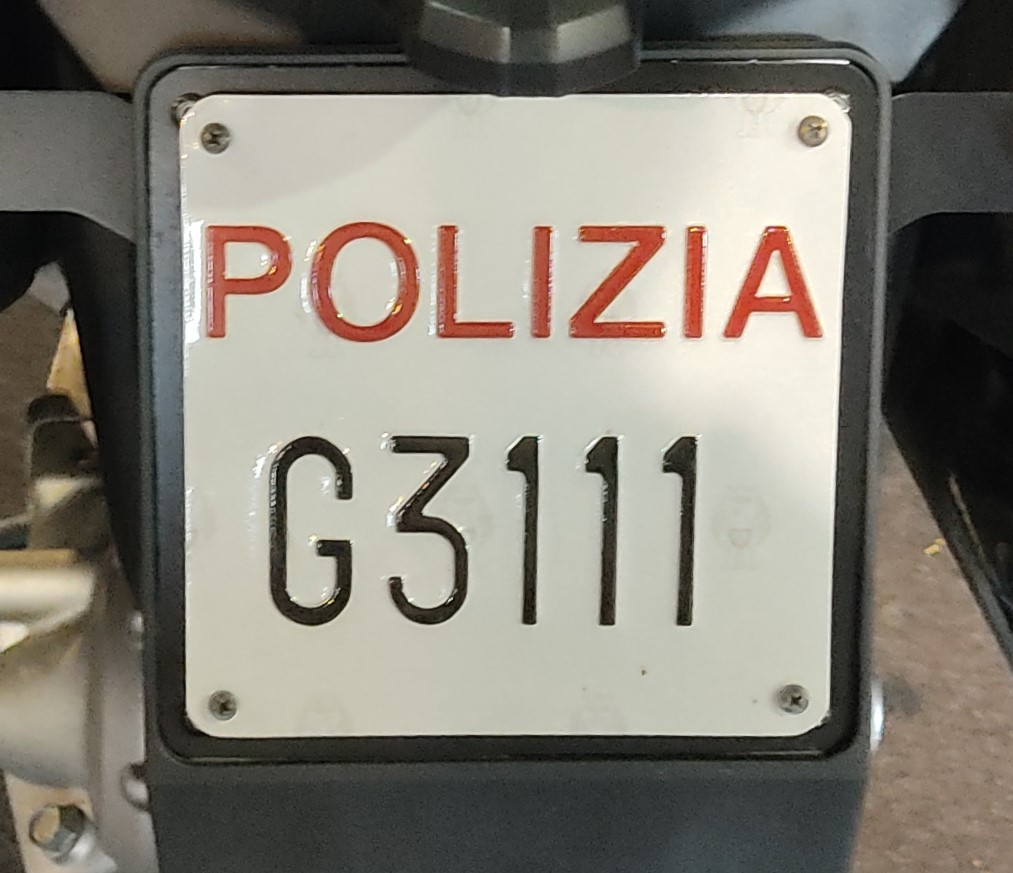
Formato in uso da aprile 2018 per motocicli

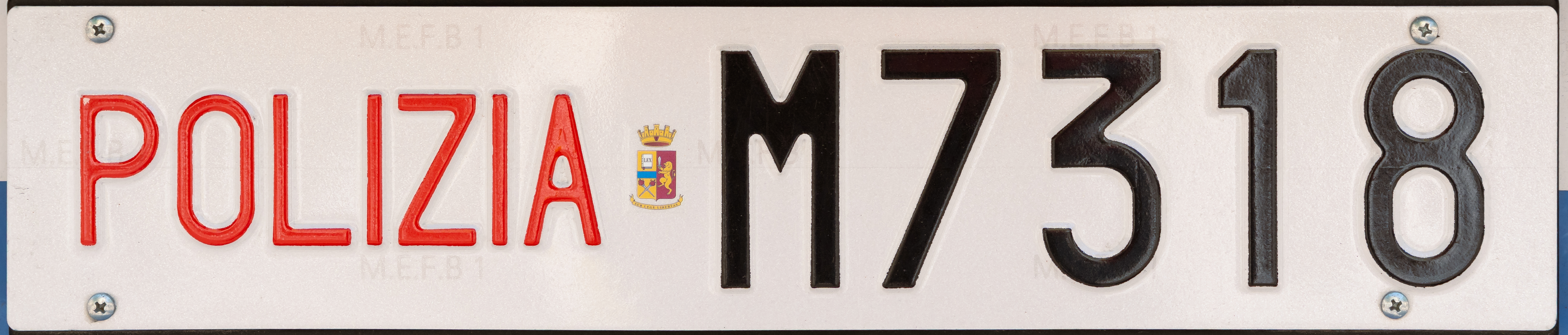
Targa posteriore di una vettura della Polizia di Stato del tipo emesso da aprile 2018

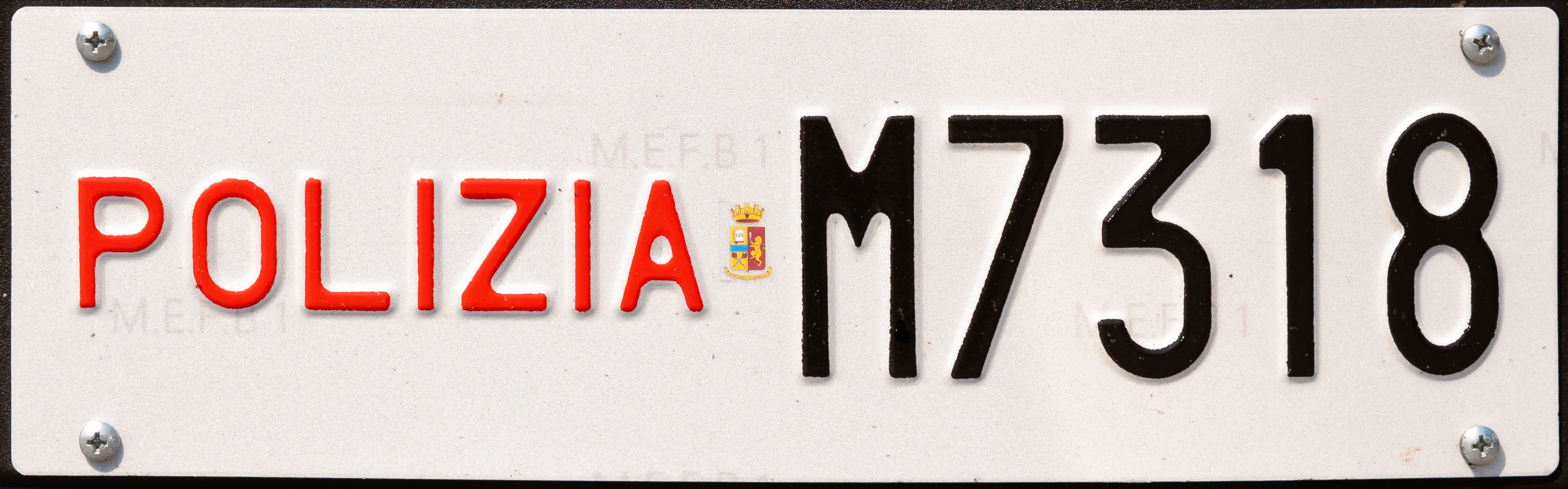
Targa anteriore

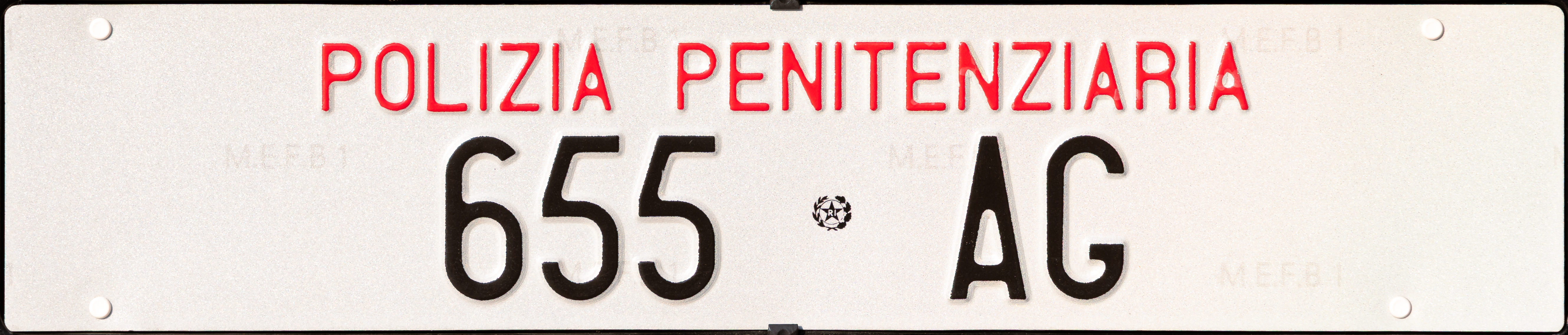
Targa posteriore di un veicolo della Polizia penitenziaria

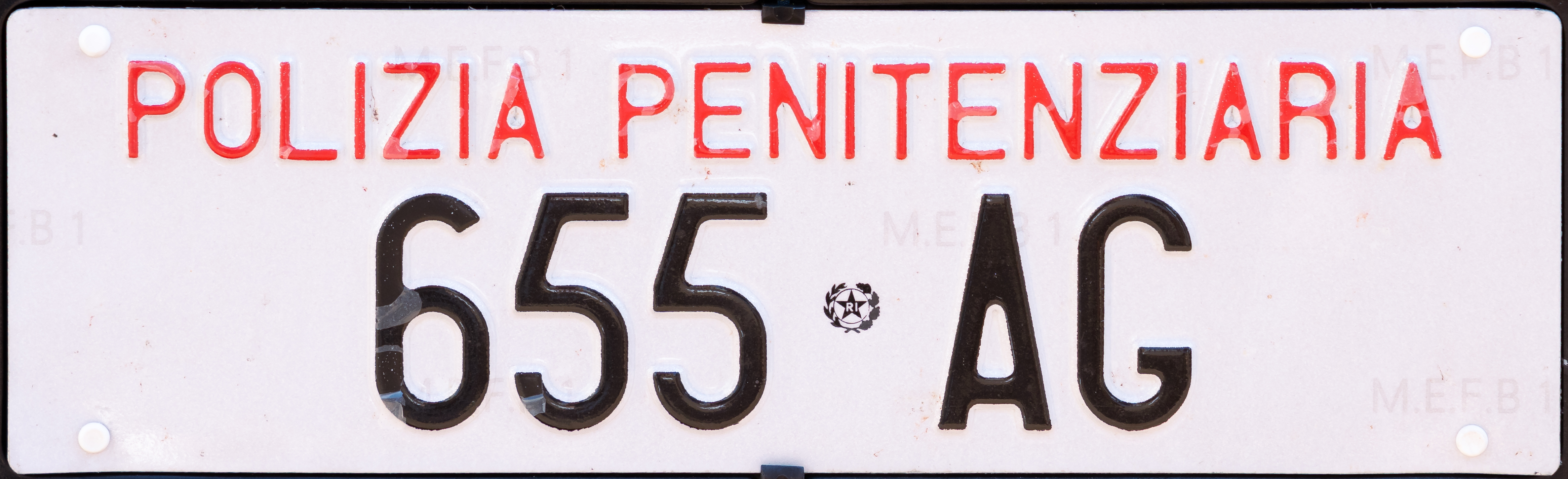
Targa anteriore

Ai sensi dell'articolo 93 comma 11 del Decreto Legislativo 30 aprile 1992 n. 285, le targhe destinate ai veicoli della Polizia stradale vengono rilasciate dal Ministero delle infrastrutture e dei trasporti su richiesta del corpo che utilizza il veicolo da immatricolare.
La Polizia di Stato e la Polizia penitenziaria usano targhe in cui sono riportate per esteso, in colore rosso e al di sopra della numerazione, rispettivamente le diciture "POLIZIA" e "POLIZIA PENITENZIARIA". Una lettera da A a Z è anteposta a quattro cifre progressive nei mezzi della Polizia; negli autoveicoli della Polizia penitenziaria un numero a tre cifre precede due lettere da AA a ZZ, non presenti nelle targhe dei motocicli, con il testo distribuito su tre righe e il numero posizionato in basso.
Fino a tutto il 1982 il formato delle targhe della Polizia di Stato era simile a quello delle targhe civili: in quelle posteriori la sigla "POLIZIA" nella riga superiore era seguita da cinque cifre nella riga inferiore.
Nel 1983 era stata introdotta una lettera sequenziale al posto della prima cifra, inoltre le targhe posteriori erano diventate rettangolari come quelle anteriori.
Da metà aprile del 2018 la scritta "POLIZIA" e il nuovo stemma araldico vengono preposti su un'unica linea ai rimanenti caratteri che, posteriormente, sono delle stesse dimensioni di quelli delle targhe civili. La dicitura "POLIZIA" è di un colore rosso più chiaro di quello del formato terminato.

#### Rimorchi
I rimorchi hanno la scritta "RIMORCHIO", a volte in nero ma più spesso in rosso, per esteso. 
In origine la targa era costituita da tre righe: la dicitura "POLIZIA" sulla prima, le cifre sulla seconda e "RIMORCHIO" sulla terza oppure "RIMORCHIO" sulla prima, "POLIZIA" sulla seconda e le cifre sulla terza. 
In seguito (non è noto l'anno del cambiamento) si è tornati a due sole righe, con la scritta "POLIZIA" anteposta alla numerazione da 20000 a 21999 sulla linea superiore e "RIMORCHIO" su quella inferiore.

#### Targhe prova
Le targhe prova sono su doppia linea: la scritta "POLIZIA" in rosso sormonta una piccola P di colore verde che precede un numero composto da tre cifre nere.

### Polizia locale
Le targhe per i veicoli utilizzati dai Corpi di Polizia locale (provinciale e municipale) sono state adottate dal 26 giugno 2006 con regolamento del 27 aprile 2006 del Ministero delle Infrastrutture e dei trasporti. Queste targhe hanno dimensioni e foggia analoghe a quelle civili, sebbene i caratteri alfanumerici abbiano dimensioni più piccole delle targhe normali, inoltre portano la scritta per esteso "POLIZIA LOCALE" di colore blu, sopra la numerazione progressiva. Quest'ultima per le autovetture è del tipo YA 000 AA, dove la lettera "Y" è fissa mentre i restanti caratteri sono progressivi. Il lotto inaugurale con la combinazione YA 000 AA è stato assegnato alla provincia di Ancona in data 19 gennaio 2009.
È documentata una Ferrari 458 in dotazione dal 2017 alla Polizia locale di Milano, dopo essere stata sequestrata alla criminalità organizzata nel 2015, la cui combinazione è EY 897 ZX sotto la dicitura "POLIZIA LOCALE".

#### Motocicli
Le targhe per i motocicli della Polizia locale sono di forma quadrata, con numerazione progressiva del tipo YA 00000 disposta su due righe, dove la lettera "Y" è fissa. Riportano la scritta per esteso "POLIZIA LOCALE" in colore blu, tra le due righe della numerazione.

#### Ciclomotori
Le targhe per i ciclomotori della Polizia locale hanno una numerazione del tipo Y00 0LL su due righe (0 = cifra, L = lettera) e riportano la sigla PL, azzurra e di dimensioni ridotte, in alto a sinistra.

### Protezione civile

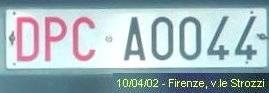
Targa di una vettura della Direzione del dipartimento della protezione civile

Le targhe "DPC", emesse a partire dal 1995, sono riservate ai veicoli appartenenti alla Direzione del dipartimento della protezione civile (facente capo alla Presidenza del Consiglio dei ministri), con sede a Roma. I mezzi appartenenti alle varie componenti della Protezione civile in Italia hanno invece normale targa civile.
Sono state previste per la prima volta dall'articolo 138 comma 11 del Nuovo Codice della strada; recano la sigla DPC in rosso e una numerazione del tipo A 0000, su una sola riga su fondo bianco rifrangente. Per dimensioni sono identiche alle targhe civili, la targa posteriore però può essere di dimensioni pari a quella anteriore.

#### Targhe per rimorchi adibiti a ricovero di emergenza
Esistono targhe speciali riservate alle roulotte del dipartimento della protezione civile adibite a ricovero di emergenza per gli sfollati a seguito di una catastrofe. La targa è rettangolare (300 × 210 mm) con scritte nere su fondo bianco e la dicitura, per esteso su tre righe: "PROTEZIONE / CIVILE / RICOVERO DI EMERGENZA". La numerazione occupa la quarta riga ed è del tipo XX – 0000, dove le due X rappresentano la sigla automobilistica della provincia in cui si trova il deposito (detto C.A.P.I., ovvero Centro assistenziale di pronto intervento) a cui è assegnato il veicolo, mentre i quattro zeri successivi stanno per le cifre che costituiscono la numerazione progressiva. I mezzi immatricolati nella città metropolitana di Roma Capitale non presentano la scritta "ROMA" per esteso come nelle targhe normali, bensì la sigla RM.
Schema esemplificativo:
| PROTEZIONE CIVILE RICOVERO DI EMERGENZA RM – 0123 |

### Protezione civile provinciale
Nel 2001 sono state introdotte targhe speciali per i veicoli degli enti di protezione civile delle province autonome di Bolzano e Trento nonché delle regioni autonome Valle d'Aosta e Friuli-Venezia Giulia.

#### Protezione civile di Bolzano

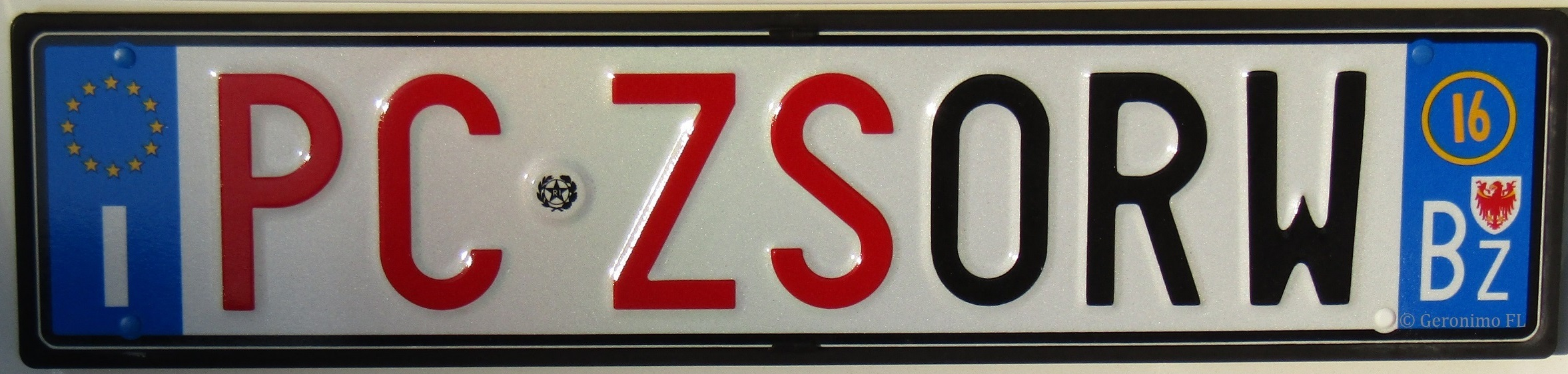
Targa di un veicolo della protezione civile provinciale di Bolzano

Sono di formato analogo alle attuali targhe per gli autoveicoli privati, con le bande blu agli estremi. La numerazione reca le sigle fisse, in rosso, PC ("Protezione Civile") e ZS (Zivilschutz, ovvero "Protezione Civile" in tedesco) separate dallo stemma della Repubblica Italiana, seguite da una sequenza costituita indifferentemente da cifre e lettere (i caratteri sono in ogni caso tre). La banda blu a destra riporta in basso la sigla provinciale Bz sormontata dallo stemma della provincia. Tali targhe sono adottate anche dai mezzi di soccorso (ambulanze, automediche) dell'associazione Croce Bianca.

#### Protezione civile di Trento

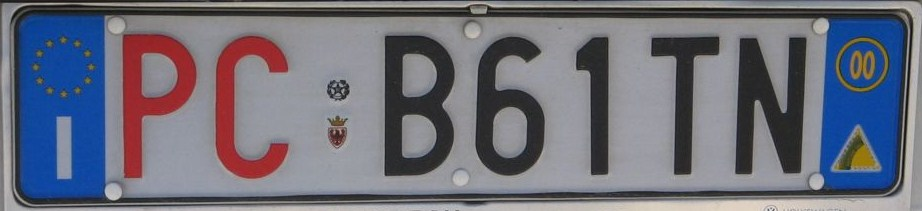
Targa di un'autovettura della protezione civile provinciale di Trento

Sono assegnate ai veicoli dell'ente di protezione civile della provincia autonoma di Trento. Sono di formato analogo alle attuali targhe per gli autoveicoli privati, con le bande blu agli estremi. La numerazione reca le lettere fisse, in rosso, PC ("Protezione Civile") seguite da un blocco progressivo costituito da una lettera, due cifre e la sigla automobilistica TN fissa. La banda blu a destra riporta in alto le ultime due cifre dell'anno d'immatricolazione (come per le targhe civili) e in basso il logo triangolare della Protezione Civile della provincia autonoma di Trento. Tra le lettere "PC" e la numerazione si trovano due piccoli stemmi: quello della Repubblica Italiana e quello della provincia di Trento. L'approvazione di questo tipo di targa è avvenuta ai sensi dell'articolo 138 del Codice della Strada.

#### Protezione civile della Valle d’Aosta
Dal 2016 la sigla "PC" (adatta anche alla dicitura ufficiale in francese, Protection Civile) rossa è seguita da una serie numerica o alfanumerica e dal logo internazionale della protezione civile, che consiste in un triangolo blu inscritto in un cerchio arancione; mancano le lettere, presenti invece nelle targhe emesse dallo stesso ente nelle province di Bolzano e Trento.
Rappresentazione schematica di targa per veicoli della protezione civile della regione Valle d'Aosta:
|  | PC 012 |

#### Protezione civile del Friuli-Venezia Giulia
Dal 2016 la sigla "PC" rossa è seguita da una serie numerica o alfanumerica e dal logo regionale della Protezione Civile FVG, che consiste in un triangolo blu inscritto in due quadrati: l'arancione dentro il blu. Nella banda blu a destra, al posto della sigla provinciale di rilascio della targa in ambito civile, è impresso su un rettangolo bianco il simbolo schematico della Regione Friuli-Venezia Giulia, costituito sul lato sinistro da un’aquila a volo spiegato, di profilo, reggente tra gli artigli una corona turrita, e sul lato destro dalla sigla “FVG”.
Rappresentazione schematica di targa per veicoli della protezione civile della regione Friuli-Venezia Giulia:
|  | PC A01 |

## Forze Alleate in Italia (AFI)

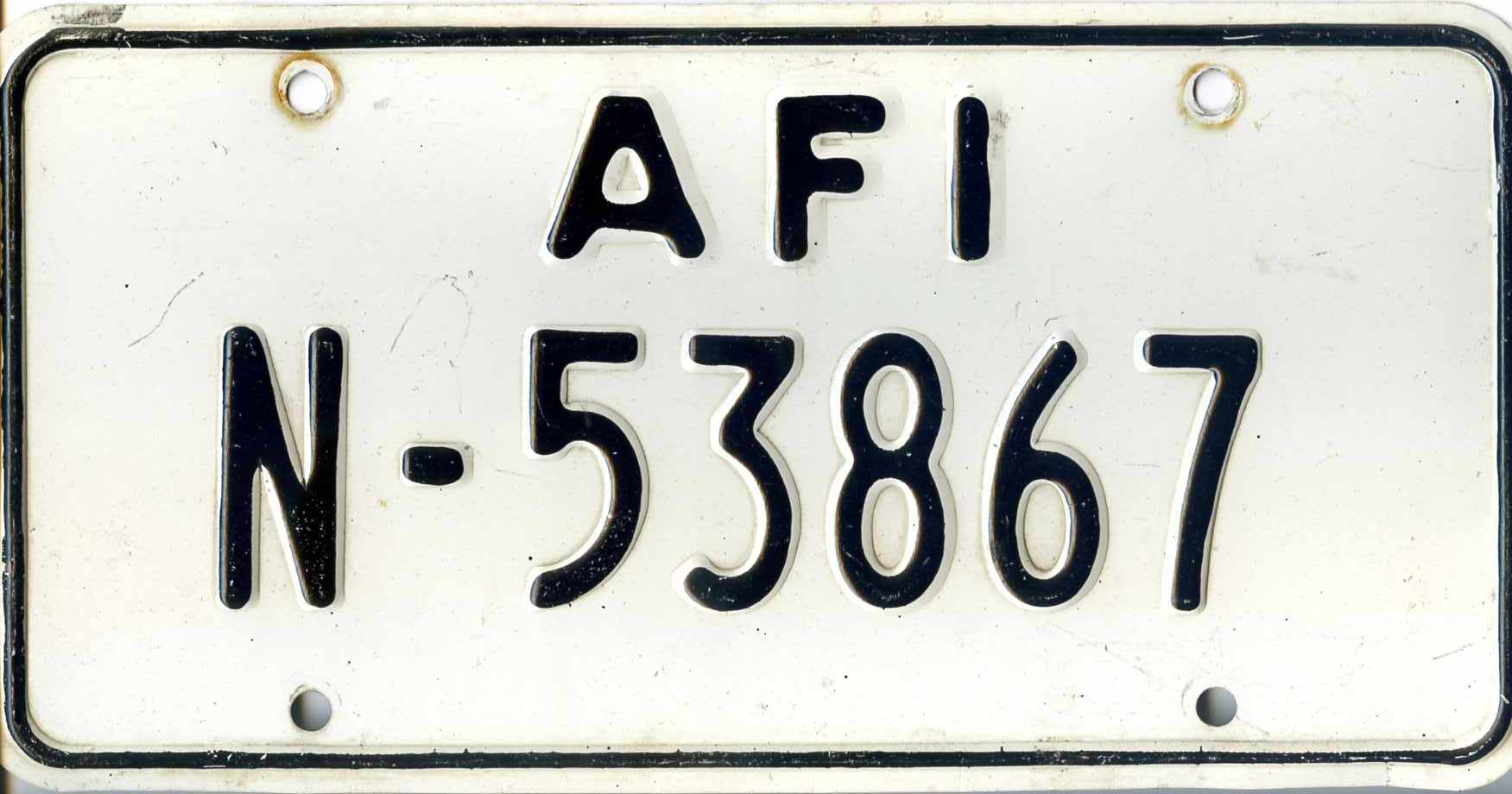
Targa AFI standard utilizzata nella base di Napoli fino al 2004

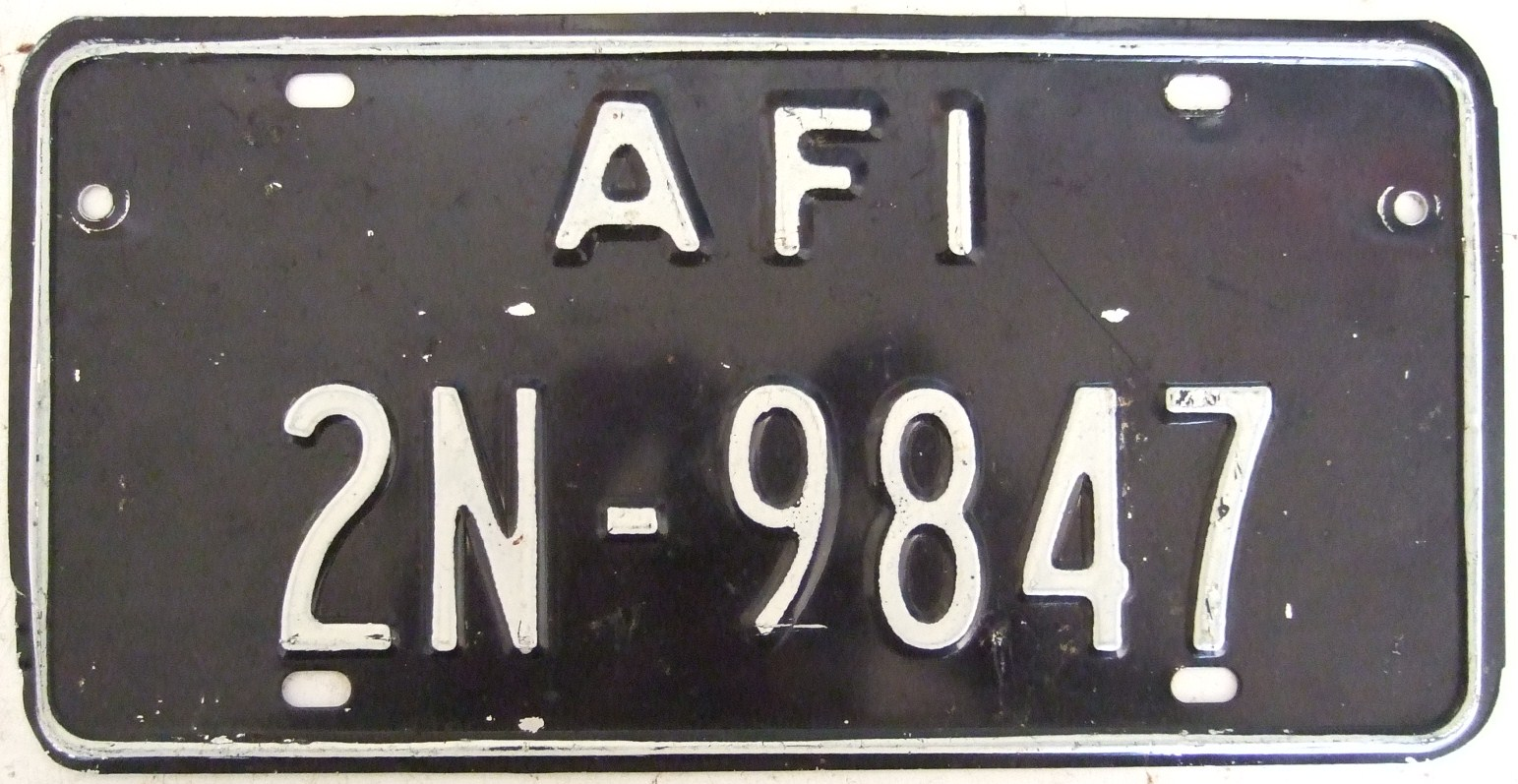
Targa AFI per secondi veicoli in uso nella base di Napoli fino al 2004

Le targhe AFI e AFI OFFICIAL (acronimo di Allied Forces Italy) erano utilizzate per i mezzi delle Forze NATO in Italia e per quelli privati del personale dei Paesi della NATO che vi presta servizio. Venivano inoltre assegnate anche ai comandi di forze (e relativo personale) appartenenti a Stati della NATO ma schierate in Italia grazie ad accordi bilaterali. La gestione delle targhe "AFI" era affidata per tutto il territorio nazionale all'Allied Joint Force Command Naples di Napoli tramite i diretti comandi delle forze dell'esercito e dell'aeronautica.
Dal 1º ottobre 1968 queste targhe riportavano una lettera che indicava l'ubicazione del comando o reparto di appartenenza del mezzo di servizio o del titolare del mezzo privato (ad esempio: "N" stava per il Comando della Forza congiunta alleata di Napoli), seguita da un trattino e una serie numerica; per dimensioni, sistema d'aggancio e formato generale erano simili alle targhe in uso negli Stati Uniti. I secondi veicoli intestati a un proprietario avevano i colori invertiti, ovvero i caratteri erano bianchi su fondo nero, e un 2 in prima posizione sulla riga inferiore. I motocicli avevano targhe di formato analogo a quelle degli autoveicoli, ma con la lettera "M" in ultima posizione.
Le lettere e le rispettive basi di provenienza corrispondenti erano le seguenti:
- B - Brindisi
- C - Catania
- H - Cagliari
- L - Livorno
- N - Napoli
- S - La Spezia

- U - Udine
- V - Venezia, in seguito Vicenza
- W - Verona
- X - La Maddalena
- Y - Comiso

A partire dal 2003, in seguito alla Seconda guerra del Golfo, i Comandi delle Forze USA in Italia avviarono un'ampia campagna perché il proprio personale immatricolasse i mezzi privati del proprio personale con targhe civili italiane, al fine di renderli meno riconoscibili e dunque meno soggetti agli atti vandalici che subivano con crescente frequenza o a possibili attentati terroristici. Accordi fra i comandi USA e le autorità italiane consentirono l'accelerazione della relativa procedura e l'esenzione fiscale dall'A.P.I.E.T. (Addizionale Provinciale all'Imposta Erariale di Trascrizione) ma non dal rimborso del costo della targa; i comandi USA dell'esercito e dell'aeronautica sostennero queste spese sin dall'inizio dell'innovazione, mentre i comandi della Navy seguirono con qualche ritardo.
L'adozione delle targhe di copertura suddette doveva essere completata entro il 1º giugno 2004. Un'eccezione per le autovetture meno adatte alle dimensioni delle targhe italiane era costituita dal parco mezzi della base aerea di Aviano (lettera U anche se è in provincia di Pordenone), che ebbe una proroga fino al 1º giugno 2007.
Dopo questa data le uniche targhe AFI che si incontrano sporadicamente sono quelle dei veicoli tattici NATO e quelle temporanee per veicoli nelle seguenti fasi di trasferimento: rimpatrio negli Stati Uniti, assegnazione a un'altra base NATO in Europa e, in casi eccezionali, passaggio a una targa italiana vera e propria.

## Targhe diplomatiche

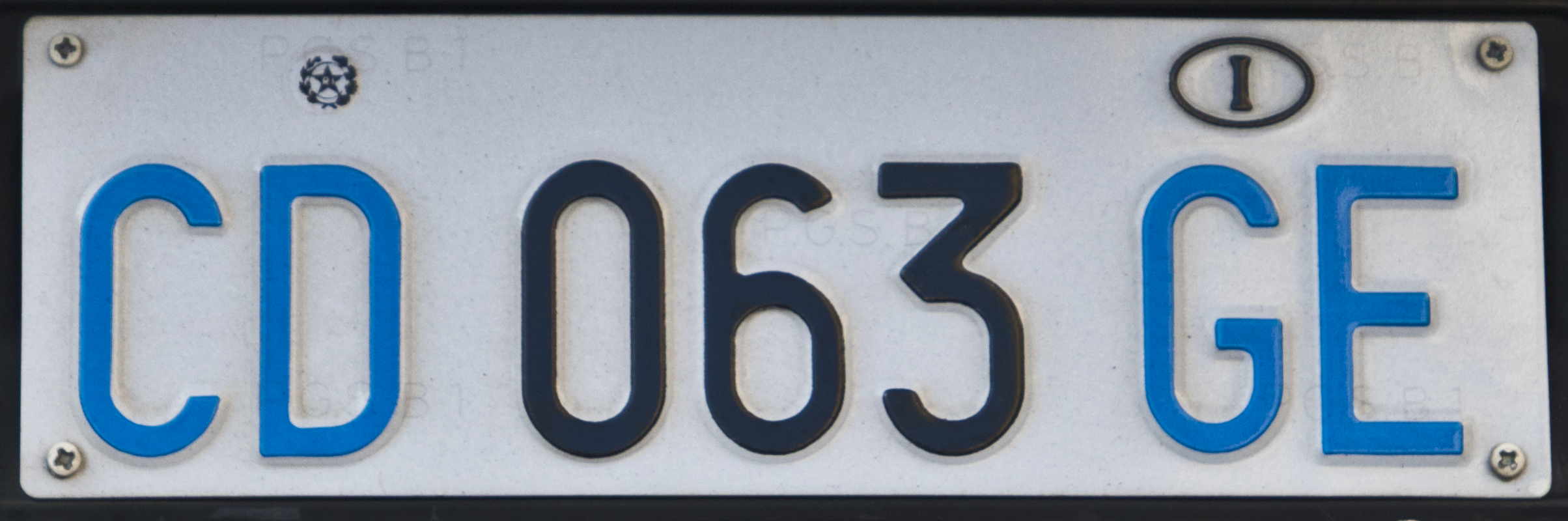
Targa di un veicolo di un Corpo diplomatico con grafica utilizzata dal 1985 al 1995

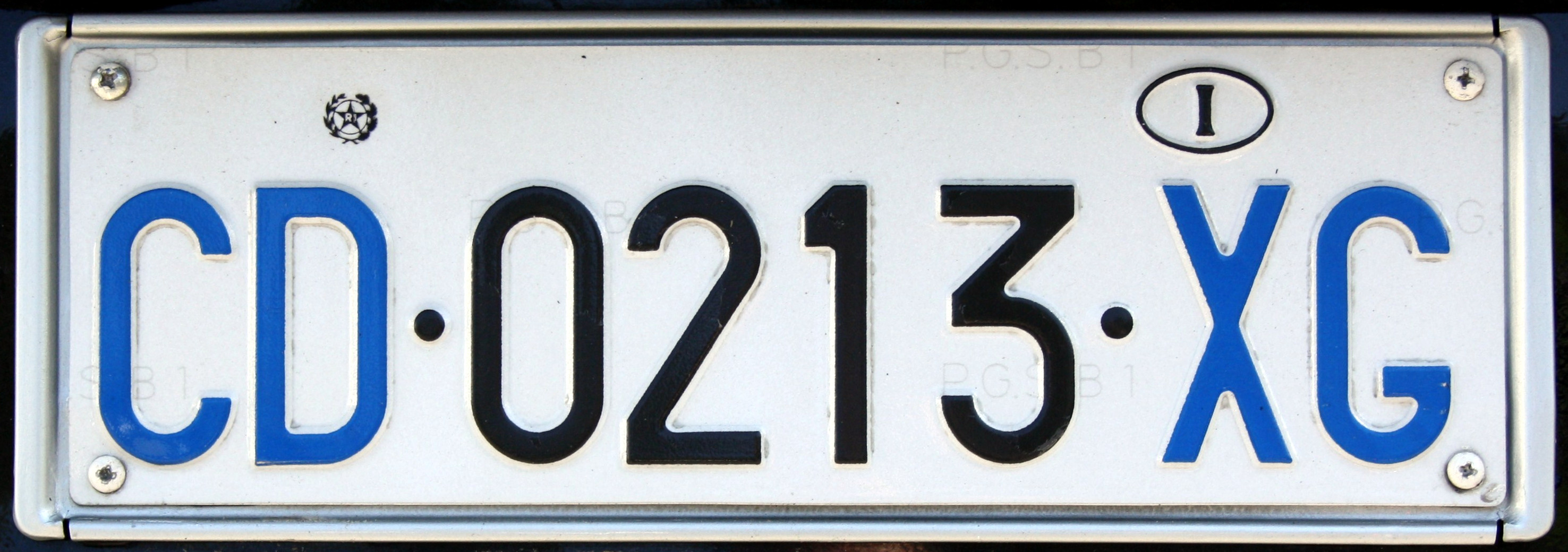
Il formato con punti e numerazione a quattro cifre emesso dal 1995 a febbraio 2024

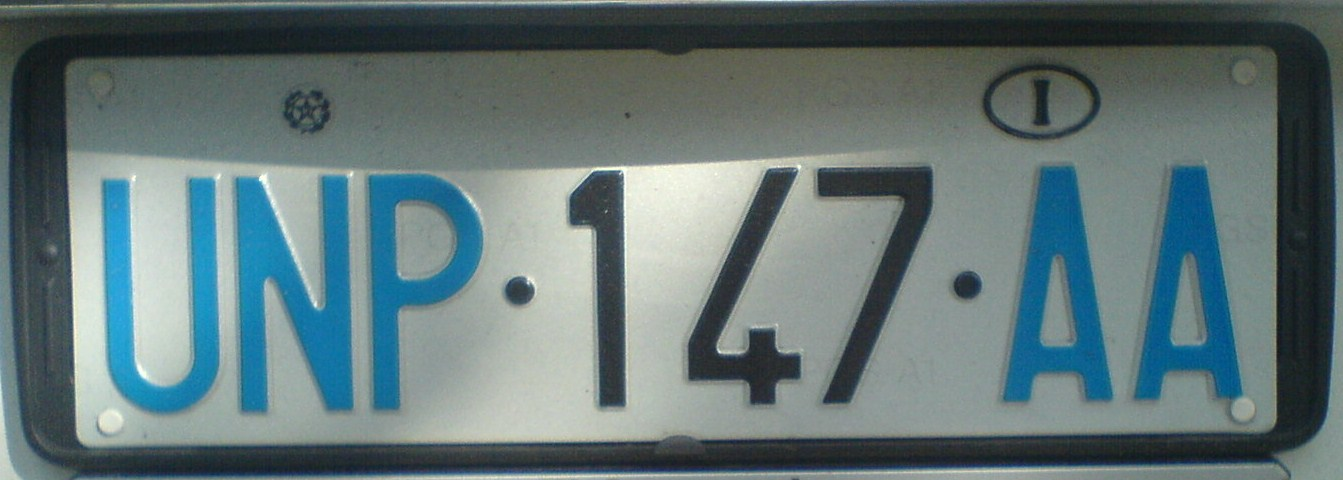
Targa di un veicolo privato del personale delle Nazioni Unite

Le targhe diplomatiche hanno sempre seguito un sistema di numerazione distinto da quelle ordinarie.
A partire dal 1936 erano di metallo; presentavano la scritta Roma e uno 0 davanti a un numero progressivo di 1-3 cifre per distinguerle dalle targhe civili.
Dal 1944 le targhe diplomatiche avevano i caratteri di colore grigio argento o bianco su fondo nero e le lettere "CD" seguite da un numero crescente, con numerazione unica per tutte le nazionalità.
Nel 1951 venne introdotto un sistema per poter distinguere la provenienza: il formato era CD 12345. La prima cifra era "1" per le vetture di un'ambasciata presso lo Stato italiano e "2" per quelle di un'ambasciata presso il Vaticano. La seconda e la terza cifra indicavano il Paese, mentre le ultime due erano assegnate serialmente da ciascuna ambasciata. Per alcuni Paesi che si erano aggiunti in un secondo momento e per quelli che necessitavano di ulteriori blocchi numerici a loro riservati, presumibilmente dal 1957 in prima posizione fu utilizzato il "5"; in alcune circostanze, per le organizzazioni internazionali venne usato il "3" e per altri funzionari con status diplomatico il "4". Le targhe d'immatricolazione posteriori erano distribuite su due righe (278 × 205 mm), mentre le anteriori su una soltanto (390 × 86 mm).
Dal 1976 queste targhe divennero di plastica, con caratteri bianchi e le lettere "CD" sovrapposte anziché affiancate; le prime due cifre (tre solo nei numeri 533, 581 e in quelli compresi fra 500 e 516) identificavano il Paese della rappresentanza ed erano seguite da un numero progressivo come nel sistema precedente. Le dimensioni delle targhe posteriori diventarono di 340 × 115 mm.
Nel 1985 fu emesso un nuovo formato per i veicoli dei Corpi diplomatici: non vi era più la distinzione tra le targhe delle ambasciate presso lo Stato italiano e quelle presso il Vaticano e il sistema di numerazione avanzava da 000 AA fino a tutto il 1994 e da 0000 AA a partire dal 1995, anno in cui sono stati introdotti i punti tra lettere e cifre. I caratteri iniziali "CD" e le due lettere a destra della numerazione erano di colore azzurro, mentre le cifre erano nere. In alto si trovavano a sinistra l'emblema ufficiale della Repubblica Italiana e a destra un piccolo ovale su cui era stampata la sigla internazionale I dell'Italia sopra le due lettere finali della serie, indicanti il Paese della rappresentanza o l'organizzazione internazionale.
Sempre nel 1995 era incominciata l'emissione delle targhe per i Corpi consolari, del tutto identiche a quelle dei Corpi diplomatici tranne che per la sigla "CC" anziché "CD", e per le Nazioni Unite, la cui serie era iniziata da 000 AA (le due lettere dopo le tre cifre erano progressive fino a ZZ e non identificavano nessuno Stato).
Nel 2002 alcune targhe diplomatiche con sigla "CD" vennero immatricolate con identiche lettere e cifre, anche se con diverso formato, il che comportò problemi per l'identificazione dei veicoli, ad esempio in seguito a un'infrazione del Codice della Strada.
A differenza di quanto avviene in altri Stati, in Italia non sono mai esistite targhe diplomatiche per motocicli.
Da febbraio 2024 il codice azzurro indicante lo status diplomatico è seguito solo da cinque cifre dello stesso colore che avanzano progressivamente; non sono più presenti i punti né (per ragioni di sicurezza) le combinazioni di due lettere identificative dei Paesi o delle organizzazioni internazionali cui è intestato il veicolo. L'emblema della Repubblica Italiana e, all'interno di un'ellisse, la sigla internazionale "I" sono di colore nero come nelle serie precedenti.
Prima di diventare operativa, la modifica era già stata pubblicata nella GU n. 277 del 27 novembre 2023. Entro luglio 2024 le targhe dei formati precedenti avrebbero dovuto essere consegnate alla motorizzazione civile, sostituite con quelle nuove e radiate tramite rottamazione.
Schema esemplificativo di targa apposta sulla vettura di un Corpo diplomatico con formato introdotto nel 2024:
| CD : 01234 |

### Codici indicanti lo status diplomatico o il tipo di veicolo ONU
- CC - Corpo consolare
- CD - Corpo diplomatico
- PTA (dal 2024) - Personale tecnico-amministrativo di missioni o rappresentanze diplomatiche, impiegati consolari

- UN - Veicoli di servizio delle Nazioni Unite
- UNP - Veicoli privati del personale delle Nazioni Unite
- UNT - Veicoli delle Nazioni Unite in transito per l'Italia

### Paesi od organizzazioni internazionali e codici corrispondenti fino a febbraio 2024
I codici composti da due lettere (escluse la I e la O) posizionati a destra della numerazione e il Paese o l'organizzazione internazionale corrispondente nella serie cessata sono elencati in ordine alfabetico nella tabella seguente.
Legenda. Un codice scritto in grigio significa che era terminato prima di febbraio 2024, in grassetto che è stato emesso fino a febbraio 2024, mentre sono riportate in grassetto e corsivo le sigle che fino alla data sopra specificata sono state viste principalmente nelle targhe delle autovetture dei Corpi consolari.
| Sigla | Stato / organizz. internaz.  | Sigla          | Stato / organizz. internaz.                          | Sigla | Stato / organizz. internaz.            | Sigla          | Stato / organizz. internaz.               | Sigla | Stato / organizz. internaz.                                                       |
| ----- | ---------------------------- | -------------- | ---------------------------------------------------- | ----- | -------------------------------------- | -------------- | ----------------------------------------- | ----- | --------------------------------------------------------------------------------- |
| AA    | Albania                      | AC             | Austria                                              | AE    | Belgio                                 | AG             | Bulgaria                                  | AK    | Rep. Ceca                                                                         |
| AM    | Cipro                        | AN             | Danimarca                                            | AP    | Finlandia                              | AQ             | Francia                                   | AR    | Francia                                                                           |
| AU    | Germania                     | AV             | Germania (prima del 3 ottobre 1990 Germania Ovest)   | BA    | Germania Est                           | BB             | Croazia                                   | BC    | Regno Unito                                                                       |
| BF    | Slovenia                     | BG             | Grecia                                               | BM    | Irlanda                                | BN             | Italia                                    | BP    | Serbia                                                                            |
| BQ    | Croazia                      | BR             | Lussemburgo                                          | BS    | Malta                                  | BT             | Monaco                                    | BV    | Norvegia                                                                          |
| BX    | Paesi Bassi                  | CA             | Polonia                                              | CC    | Portogallo                             | CE             | Romania                                   | CG    | San Marino                                                                        |
| CH    | Spagna                       | CM             | Svizzera                                             | CN    | Svezia                                 | CQ             | Svizzera                                  | CR    | Turchia                                                                           |
| CX    | Ungheria                     | DA             | Russia (prima del 26 dicembre 1991 Unione Sovietica) | DC    | Ucraina                                | DD             | Uzbekistan                                | DE    | Città del Vaticano (Nunziatura apostolica)                                        |
| DF    | Estonia                      | DG             | Macedonia del Nord                                   | DH    | Bosnia ed Erzegovina                   | DL             | Slovacchia                                | DM    | Armenia                                                                           |
| DN    | Georgia                      | DP             | Kazakistan                                           | DQ    | Lettonia                               | DR             | Bielorussia                               | DS    | Lituania                                                                          |
| DT    | Moldavia                     | DV             | Islanda                                              | DZ    | Azerbaigian                            | EA             | Burkina Faso                              | EB    | Dominica                                                                          |
| EC    | Uganda                       | ED             | Burundi                                              | EF    | Ruanda                                 | EG             | Zimbabwe                                  | EH    | Qatar                                                                             |
| EL    | Ciad                         | EM             | Mauritania                                           | EN    | Eritrea                                | EP             | Mali                                      | ER    | Belize                                                                            |
| ES    | Guinea Equatoriale (c/o FAO) | ET             | Kosovo                                               | EU    | Benin                                  | GA             | Afghanistan                               | GB    | Arabia Saudita                                                                    |
| GC    | Bangladesh                   | GD             | Birmania                                             | GE    | Taiwan                                 | GF             | Cina                                      | GK    | Filippine                                                                         |
| GL    | Corea del Nord               | GM             | Corea del Sud                                        | GP    | Emirati Arabi Uniti                    | GQ             | Filippine                                 | GS    | Giappone                                                                          |
| GZ    | Giordania                    | HA             | India                                                | HC    | Indonesia                              | HE             | Iran                                      | HF    | Iraq                                                                              |
| HL    | Israele                      | HN             | Kuwait                                               | HP    | Iraq?                                  | HQ             | Kuwait                                    | HR    | Libano                                                                            |
| HS    | Malaysia                     | HT             | Oman                                                 | HV    | Pakistan                               | HX             | Siria                                     | LA    | Sri Lanka                                                                         |
| LB    | Thailandia                   | LE             | Vietnam                                              | LF    | Yemen                                  | LG             | Yemen del Sud                             | LH    | Montenegro                                                                        |
| LL    | Mongolia                     | LM             | Timor Est                                            | NA    | Algeria                                | NC             | Angola                                    | ND    | Camerun                                                                           |
| NF    | Capo Verde                   | NG             | Rep. Centrafricana                                   | NH    | Rep. del Congo                         | NL             | Costa d'Avorio                            | NM    | Egitto                                                                            |
| NR    | Etiopia                      | NT             | Gabon                                                | NX    | Ghana                                  | PA             | Guinea                                    | PB    | Kenya                                                                             |
| PC    | Lesotho                      | PD             | Liberia                                              | PE    | Libia                                  | PL             | Madagascar                                | PN    | Marocco                                                                           |
| PQ    | Nigeria                      | PR             | Tunisia                                              | PS    | Senegal                                | PT             | Sierra Leone                              | PV    | Mozambico                                                                         |
| PX    | Somalia                      | QA             | Sudafrica                                            | QC    | Sudan                                  | QE             | Tanzania                                  | QF    | Sudan del Sud                                                                     |
| QG    | Tunisia                      | QL             | RD del Congo                                         | QN    | Zambia                                 | QP             | Niger                                     | SA    | Canada                                                                            |
| SD    | Messico                      | SF SH SL SN SQ | Stati Uniti                                          | TA    | Costa Rica                             | TC             | Cuba                                      | TE    | Rep. Dominicana                                                                   |
| TF    | Ecuador                      | TG             | Giamaica                                             | TH    | Guatemala                              | TL             | Haiti                                     | TM    | Honduras                                                                          |
| TP    | Nicaragua                    | TQ             | Panama                                               | TR    | Panama                                 | TS             | El Salvador                               | UA    | Argentina                                                                         |
| UE    | Bolivia                      | UF             | Brasile                                              | UH    | Cile                                   | UL             | Colombia                                  | UN    | Paraguay                                                                          |
| UP    | Perù                         | US             | Uruguay                                              | UT    | Venezuela                              | VA             | Argentina                                 | VE    | Bolivia                                                                           |
| VF    | Brasile                      | VH             | Cile                                                 | VL    | Colombia                               | VN             | Paraguay                                  | VP    | Perù                                                                              |
| VS    | Uruguay                      | VT             | Venezuela                                            | XA    | Ordine di Malta, Lega araba, Palestina | XC XD XE XF XH | FAO, Nazioni Unite, UNIDO, Unione europea | XG    | Città del Vaticano (cardinali residenti in Italia), Ministero degli affari esteri |
| ZA    | Australia                    | ZC             | Nuova Zelanda                                        |       |                                        |                |                                           |       |                                                                                   |

## Immatricolazioni provvisorie

### Targhe Escursionisti Esteri

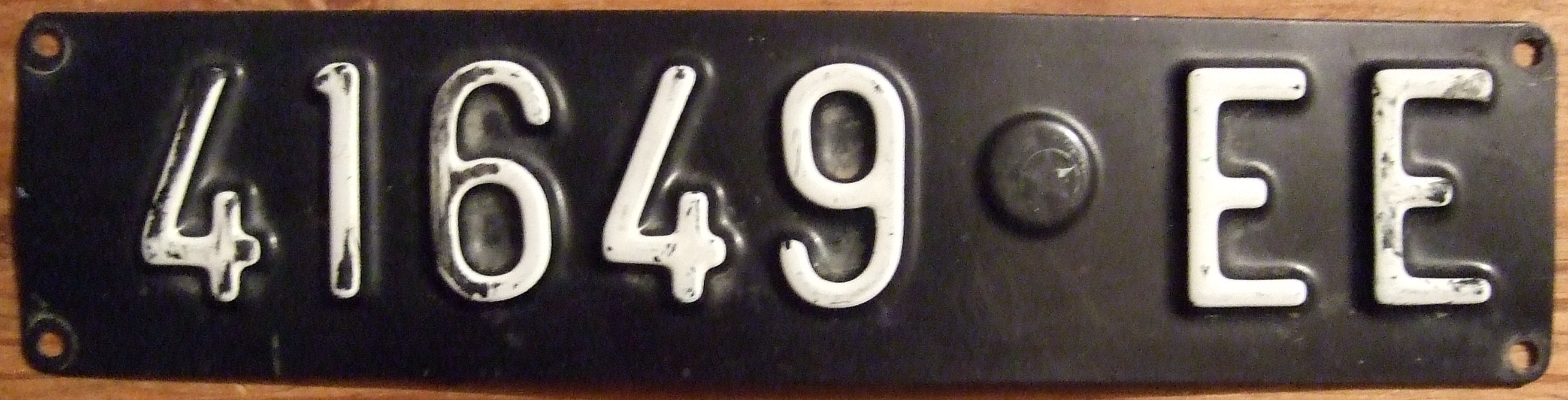
Targa anteriore Escursionisti Esteri (formato 1951–1985)

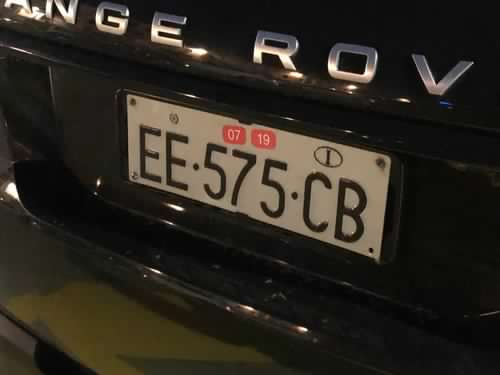
Formato di targa "EE" introdotto nel 1985

Nel 1929, con la circolare ministeriale 23 febbraio 1929, venne istituita la targa doganale a validità limitata per veicoli importati temporaneamente o acquistati nuovi in Italia da turisti stranieri o italiani residenti all'estero per successiva esportazione, contraddistinta dalla sigla fissa EE (Escursionisti Esteri).  Era rilasciata dalle prefetture con numeri assegnati a blocchi di cento. Gli esemplari conosciuti seguivano l'evoluzione di stile delle targhe normali.
A partire dal 1935 le lettere "EE" precedevano le cifre nelle targhe posteriori.
Dal 1975 queste diventarono su una riga, di dimensioni 336 × 109 mm, con le lettere "EE" allineate verticalmente a sinistra dello stemma nazionale ufficiale e del numero. Sotto l'emblema era previsto uno spazio rettangolare per un adesivo con la data di scadenza. La targa anteriore restava invece inalterata.
Dal 1985 la numerazione è del tipo EE·000·AA; tutte le scritte sono in nero. Vicino al bordo superiore, da sinistra a destra, sono impressi lo stemma della Repubblica Italiana, due adesivi rossi (non sempre presenti) con due numeri a due cifre bianchi corrispondenti al mese e all'anno di scadenza della targa (es.: 01 = gennaio, 19 = 2019) e la sigla automobilistica internazionale I dell'Italia nell'ovale. Le due lettere finali vengono assegnate a lotti a livello provinciale, per cui da esse è possibile risalire alla provincia di emissione.
I motocicli hanno sulla riga superiore la sigla, lo stemma e i due adesivi, su quella inferiore una serie alfanumerica del tipo A000.

### Targhe prova

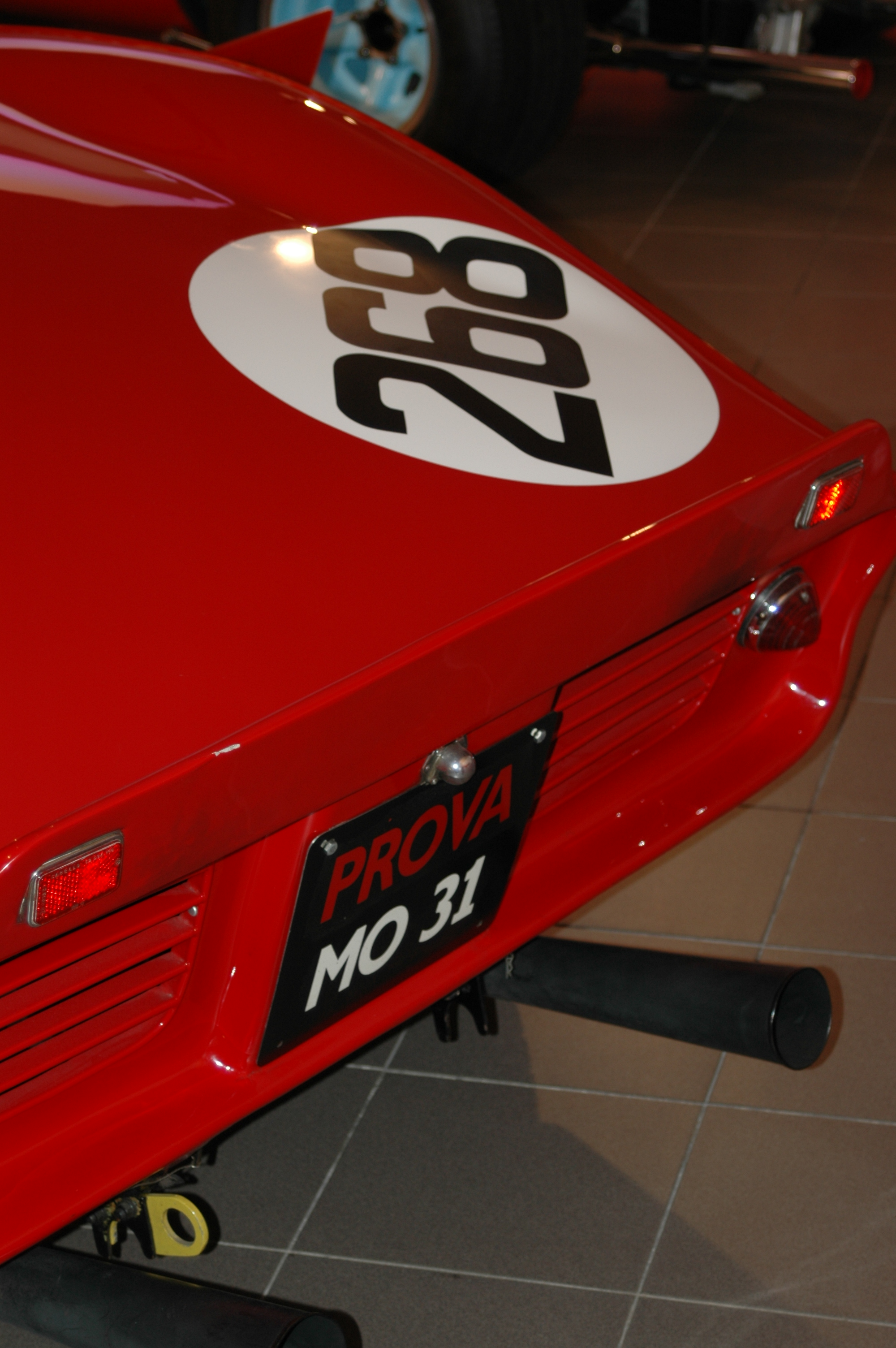
Targa prova del tipo 1951–1975 apposta su una Ferrari 268 SP

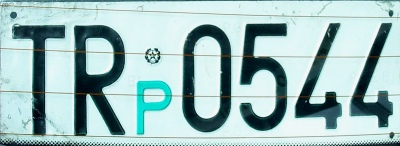
Formato con lettera "P" verde e sigla della provincia utilizzato dal 1985 al 28 febbraio 1994

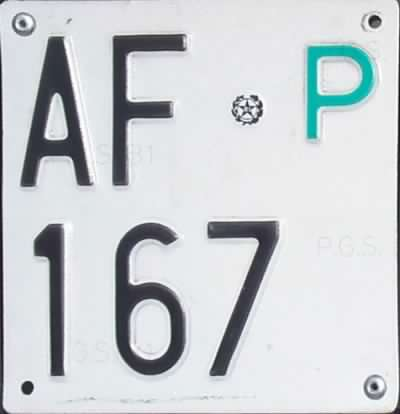
Targa prova del tipo in uso da marzo 1994 al 2004 per veicoli a due ruote, macchine agricole e operatrici

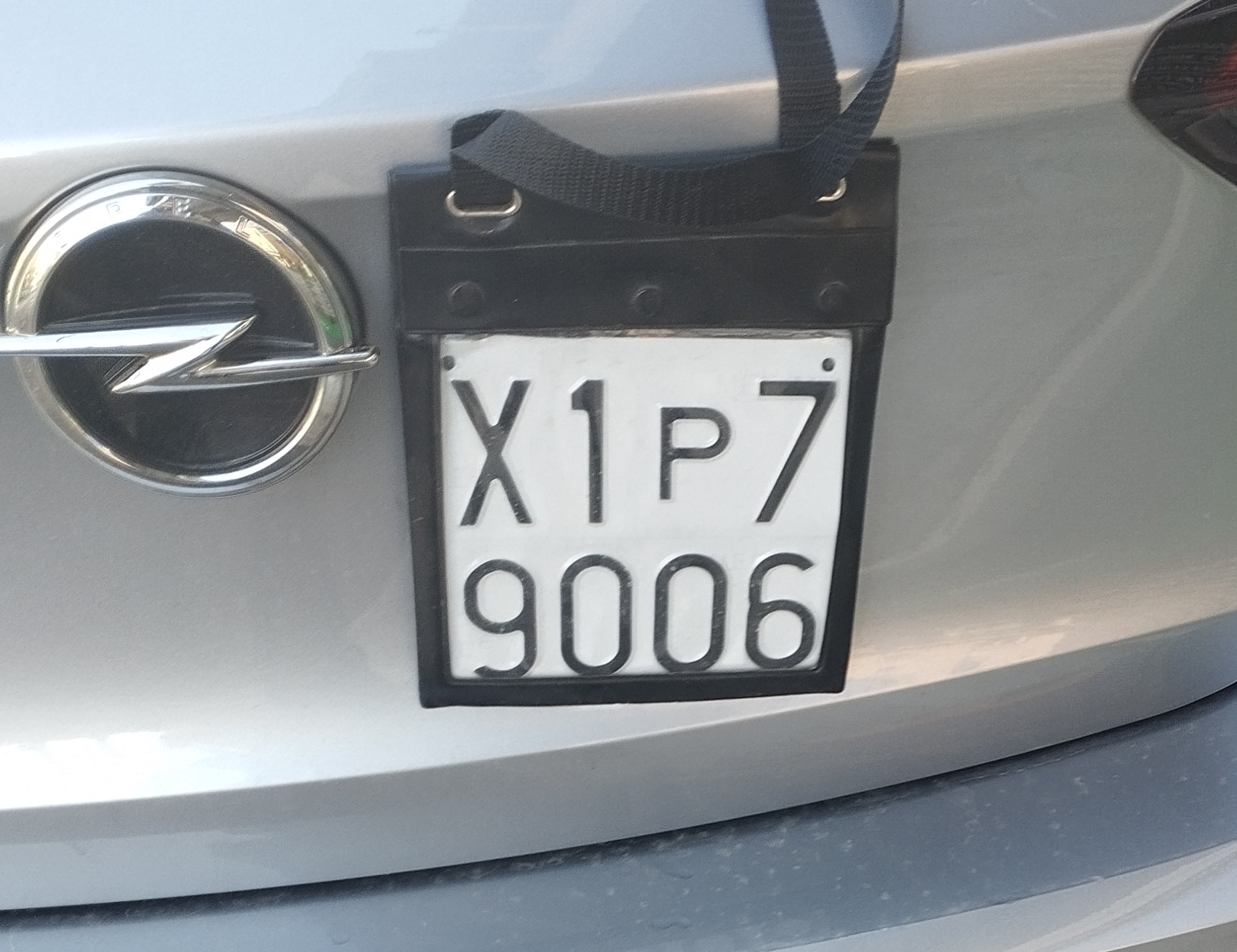
Formato standard su doppia linea prodotto dal 2004

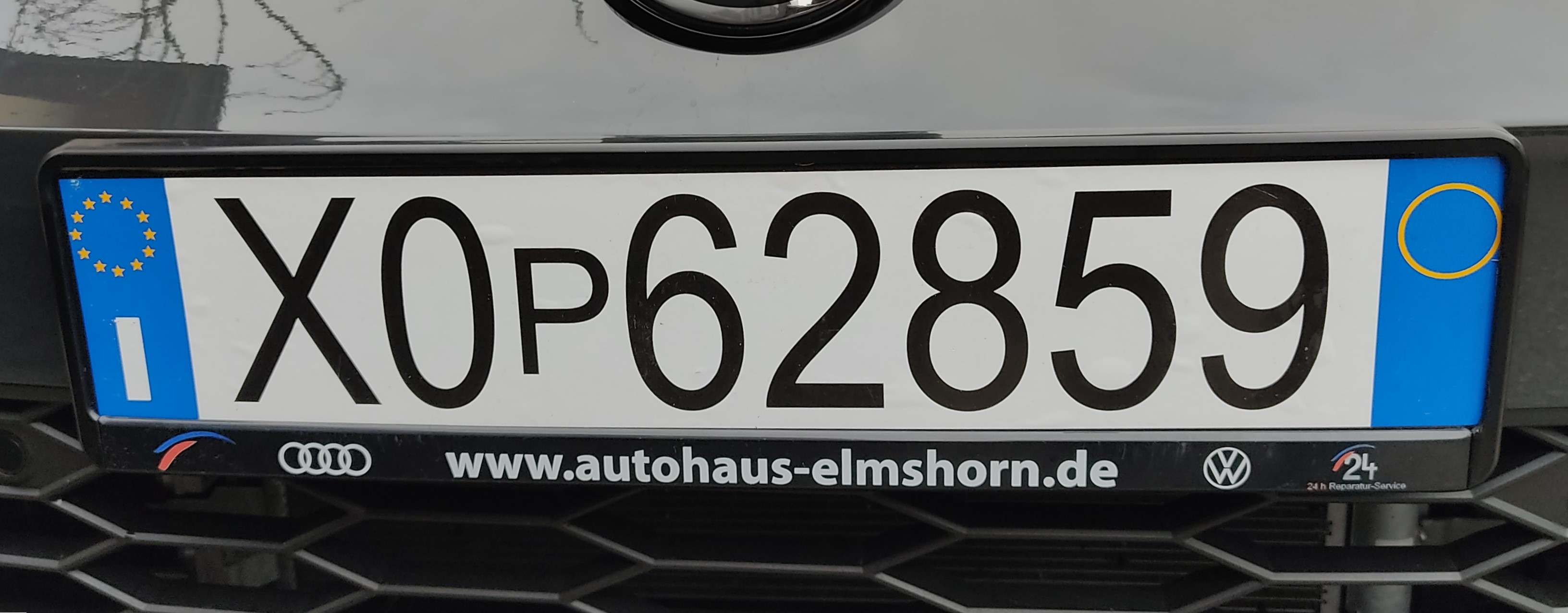
Formato su un'unica linea con bande blu

Dal 1928 fino al 1945 le targhe prova erano uguali a quelle del periodo 1951–1976, pur usando caratteri diversi e lo stemma del fascio littorio al posto di quello della Repubblica; dal 1945 al 1948 il fascio venne rimpiazzato dallo stemma dell'Associazione Invalidi e Mutilati di Guerra, mentre dal 1948 al 1951 comparve l'emblema della Repubblica Italiana.
Dal 1951 al 1975 le targhe prova misuravano 275 × 200 mm; stile e caratteri non si differenziavano da quelli delle targhe normali con fondo nero. Sulla riga superiore la dicitura PROVA era scritta in rosso, su quella inferiore si trovavano la sigla, lo stemma nazionale e non più di quattro cifre di colore bianco. Le targhe più vecchie avevano il numero sopra la sigla, le più recenti viceversa. Non è noto l'anno del cambiamento.
Esisteva anche un formato a fondo bianco e caratteri azzurri di 165 × 165 mm per motocicli, con la scritta "PROVA" rossa in alto, la sigla e il bollo ufficiale sulla riga centrale e un numero fino a quattro cifre in basso.
Le targhe prova dei mezzi agricoli fino al 1985 erano uguali a quelle delle auto, ma avevano lo sfondo verde e caratteri bianchi sotto la parola "PROVA" di colore rosso.
Dal 1975 al 1985 le dimensioni erano 336 × 109 mm; il fondo era nero con la sigla a caratteri bianchi, seguita dalla dicitura PROVA in rosso ruotata di 90° in senso antiorario e da una numerazione di non più di quattro cifre, anch'esse bianche. Il materiale era plastica stampata in rilievo.
Dal 1985 al 2004 le targhe prova per autoveicoli e rimorchi, sempre su un'unica linea, avevano il fondo bianco riflettente; erano composte da due lettere nere (dalla sigla della provincia fino al 28 febbraio 1994) in ordine seriale partendo da "AA", anteposte alla lettera P, generalmente verde, di dimensioni 28 × 38 mm e sormontata dall'emblema della Repubblica Italiana, e a un numero nero di quattro cifre. Le dimensioni complessive erano 340 × 115 mm.
Le targhe su due linee per motocicli, ciclomotori, macchine agricole e macchine operatrici misuravano 165 × 165 mm; le lettere e la "P" occupavano la riga superiore, un numero di tre cifre quella inferiore. Le targhe prova per le macchine agricole si differenziavano per le lettere MA verdi (dal 1982 al 1994 erano nere) su fondo bianco e allineate verticalmente sotto la "P", mentre quelle per le macchine operatrici dal 1984 si contraddistinguevano per le lettere MO, anch'esse verdi e allineate in verticale sotto la "P" ma su fondo giallo.
Dal 15 marzo 2004 è stata liberalizzata la stampa delle targhe di prova, che è consentita anche agli studi di consulenza automobilistica abilitati, con combinazioni alfanumeriche scelte dal possessore.
Sempre dal 2004 la targa prova, la cui durata massima è di un anno, è identica per ogni categoria di veicolo e trasferibile con la relativa autorizzazione.

La serie non personalizzata è composta da una lettera seguita da sei cifre che avanzano in progressione da 000001; la prima e la seconda cifra nelle targhe quadrate (che sono le più diffuse) sono impresse sulla riga superiore rispettivamente a sinistra e a destra di una P (iniziale di "prova") di dimensioni più piccole, mentre le quattro restanti sono posizionate sulla linea inferiore. Il colore delle lettere e delle cifre è nero. La prima lettera è di solito una X, ma è possibile richiedere combinazioni a piacere, ad esempio con lettere che formano il nome della concessionaria o autofficina.
La realizzazione dei caratteri alfanumerici (inclusa la lettera "P") avviene mediante azione meccanica di imbutitura di un supporto metallico piano in lamiera di alluminio, dello spessore di 1,00±0,1 mm, ricoperto di pellicola retroriflettente autoadesiva.
Le targhe attuali su doppia linea sono quadrate, misurano infatti 165 × 165 mm, mentre il formato su una riga (meno diffuso) ha bande blu e dimensioni uguali alle targhe d'immatricolazione ordinarie, sia posteriori che anteriori.
La produzione e la circolazione delle targhe di prova avvengono a cura del Ministero delle infrastrutture e dei trasporti e, senza oneri per lo Stato, possono essere affidate a soggetti che ne facciano richiesta, purché le targhe suddette siano coperte da assicurazione per la responsabilità civile verso terzi.
L'obbligo di munire della carta di circolazione i veicoli che circolano su strada per esigenze connesse con prove tecniche, sperimentali e costruttive, dimostrazioni o trasferimenti, anche per ragioni di vendita o di allestimento, non sussiste per i seguenti soggetti:
- fabbriche costruttrici di veicoli a motore e di rimorchi, i loro rappresentanti, concessionari, commissionari e agenti di vendita;
- istituti universitari, enti pubblici e privati di ricerca che conducono sperimentazioni sui veicoli;
- fabbriche costruttrici di carrozzerie e pneumatici, fabbriche di sistemi o dispositivi di equipaggiamento di veicoli a motore e di rimorchi;
- esercenti di officine di riparazione e trasformazione, anche per proprio conto.

Secondo la Circolare del Ministero dell'Interno, diramata il 30 maggio 2018 e con oggetto "utilizzo della targa prova su veicoli immatricolati", essa poteva essere impiegata solo su veicoli non ancora targati oppure in attesa di revisione della carta di circolazione; non poteva invece essere apposta su automezzi già immatricolati ma privi di assicurazione e/o revisione. La nuova sentenza della Corte di cassazione, III Sezione Civile, nr. 17665 del 25 agosto 2020, ha tuttavia ribadito che non si procederà ad attività sanzionatorie nei confronti di chi utilizza questo tipo di targa sui veicoli immatricolati.

### Targhe di transito con sigla alfanumerica della provincia

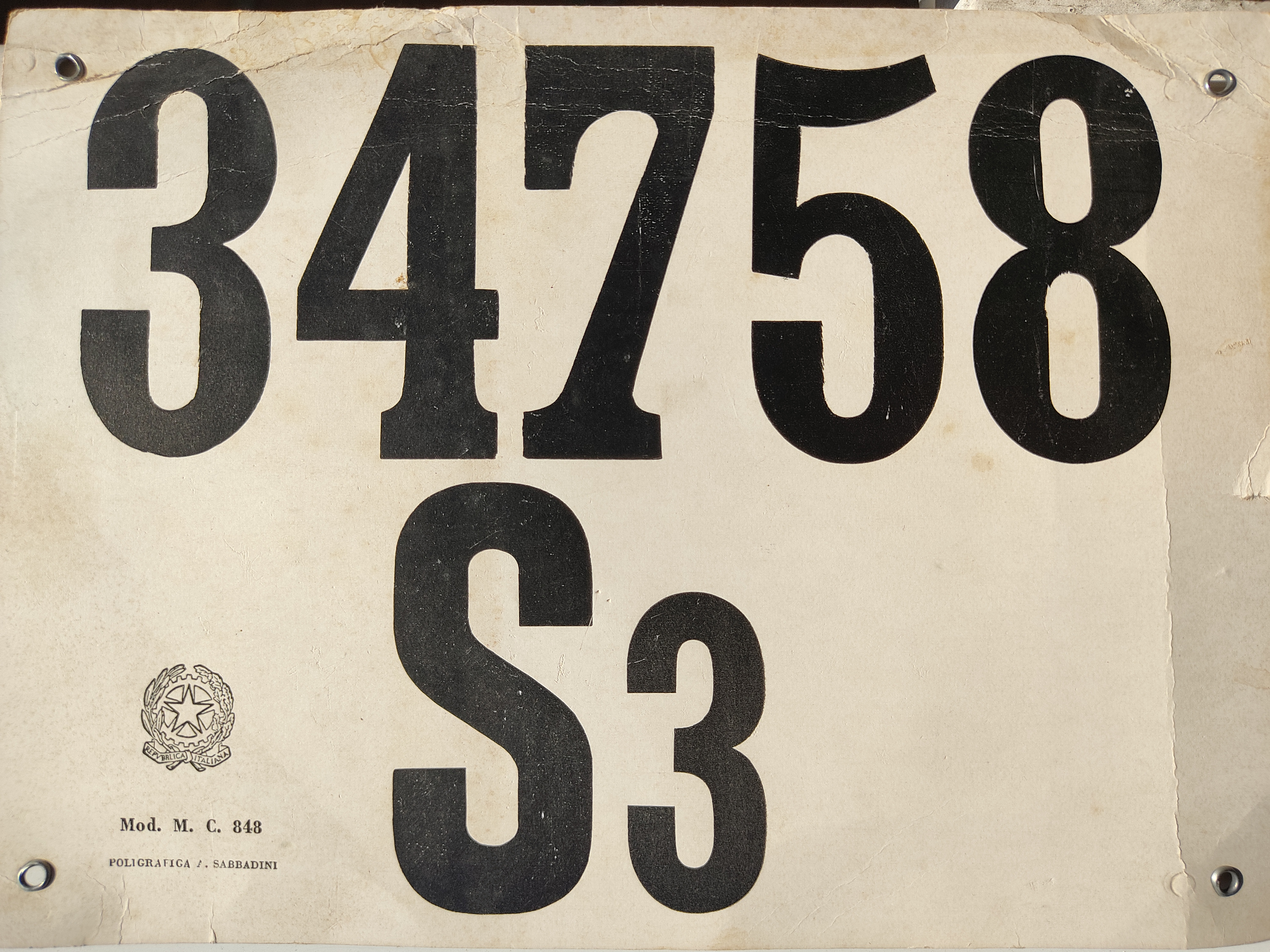
Targa di transito standard, con durata massima di 60 giorni, fissata su un veicolo della provincia di Caserta (sigla S3)

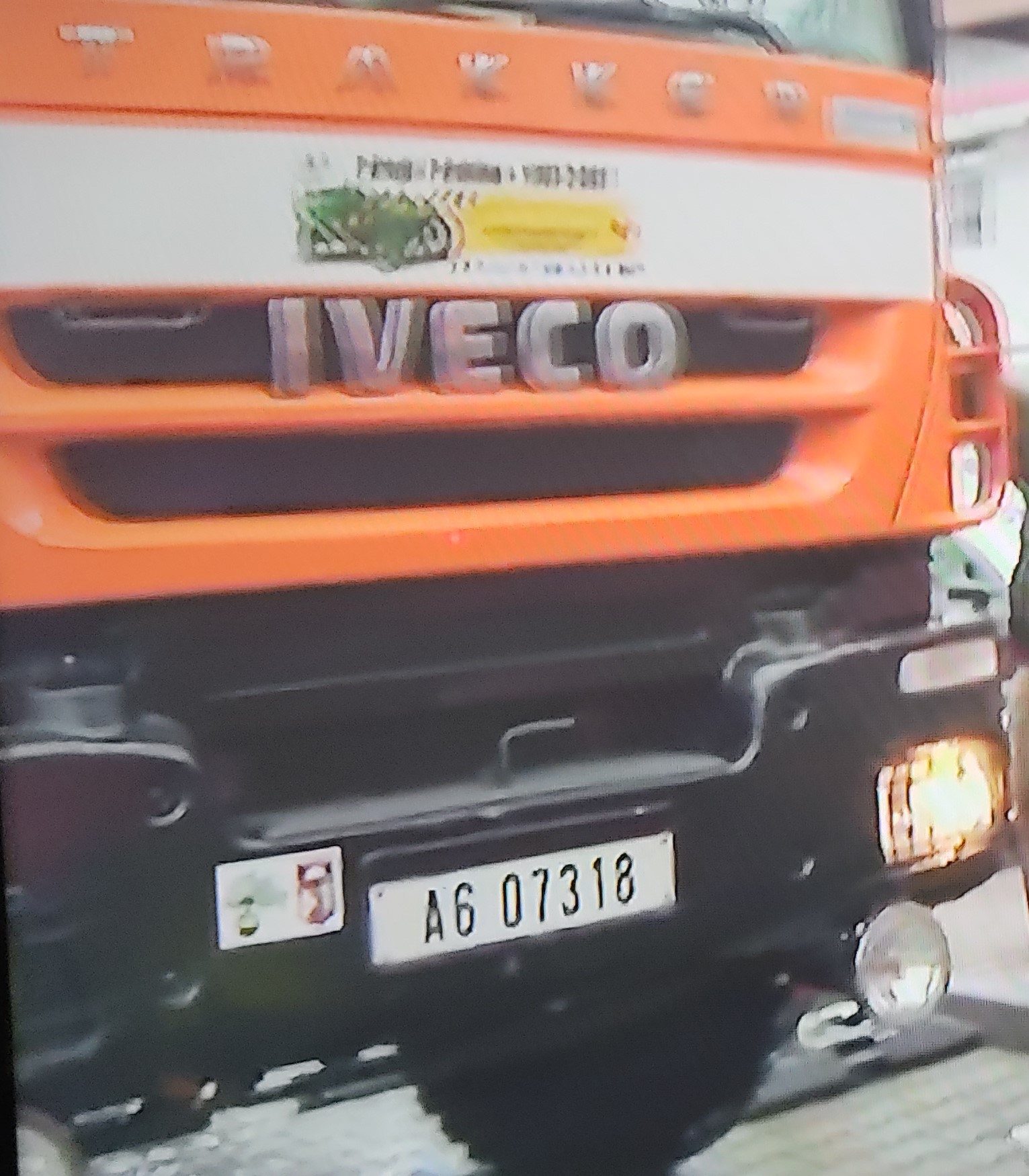
Targa di transito in stile francese montata nel 2007 su un camion Iveco della spedizione Overland da Parigi a Pechino (A6 = città metropolitana di Torino)

Secondo l'art. 99 del Codice della strada, gli autoveicoli, i motoveicoli e i rimorchi che circolano per le operazioni di accertamento e di controllo della idoneità tecnica, per recarsi ai transiti di confine per l'esportazione, per partecipare a riviste prescritte dall'autorità militare, a mostre o fiere autorizzate di veicoli nuovi e usati, devono essere muniti di foglio di via e di una targa provvisoria rilasciati da un ufficio competente del Dipartimento per i trasporti terrestri. Il foglio deve indicare il percorso, la durata e le eventuali prescrizioni tecniche. La durata non può eccedere i sessanta giorni. Tuttavia, per particolari esigenze di sperimentazione di veicoli nuovi non ancora immatricolati, l'ufficio competente del Dipartimento per i trasporti terrestri può rilasciare alla fabbrica costruttrice uno speciale foglio di via, senza limitazioni di percorso, della durata massima di centottanta giorni.
Le targhe temporanee di questo tipo sono sempre state di cartone, a fondo bianco e caratteri neri; misuravano 200 × 200 mm fin da quando vennero istituite con il regio decreto 2 luglio 1914.
Con la riforma del 1927 vennero contraddistinte da un numero progressivo seguito da una sigla che identificava il Circolo Ferroviario di Ispezione (ente che a quell'epoca provvedeva ai collaudi). Le sigle erano costituite dalla lettera I e un'altra lettera maiuscola, in base alla lista notificata dal regio decreto 2 dicembre 1928, n. 3179.
La legge 1740 del 1933 confermò le funzioni dei Circoli Ferroviari di Ispezione, mantenne le targhe provvisorie per gli usi sopra specificati, ma cambiò completamente le sigle.
Con l'avvento della Repubblica (2 giugno 1946), le funzioni dei Circoli Ferroviari di Ispezione vennero assunte dagli ispettorati compartimentali della Motorizzazione Civile. Il formato della targa rimase invariato, ma la lista delle sigle venne nuovamente aggiornata.
A partire dal 1959 le targhe posteriori misurano 275 × 200 mm, recano un numero di cinque cifre (a partire da 00001) sulla riga superiore e su quella inferiore l'emblema della Repubblica anteposto a un codice alfanumerico consistente in una lettera che precede una o due cifre di dimensioni ridotte. Non vengono usate le lettere "I", "J", "K", "Q" e "Y", mentre la "Z" non seguita dalla cifra era riservata alla provincia di Trieste fino al 1994.
Dagli anni Dieci sono prodotte anche targhe di transito con il design attuale, su un'unica riga (anche se posteriori), con bande blu alle estremità e la sigla alfanumerica (costituita da una lettera e una cifra talvolta di dimensioni ridotte) sempre anteposta alla numerazione.
La lettera identifica la regione italiana partendo da Nord-Ovest (A1 = Alessandria) e terminando con le isole (X4 = Oristano), mentre la cifra, di dimensioni ridotte rispetto agli altri caratteri, corrisponde alle province di una regione in ordine alfabetico, anche se le province istituite dal 1992 in poi sono state aggiunte in coda (per esempio Lecco e Lodi sono rispettivamente B10 e B11). La Valle d'Aosta è incorporata al Piemonte, il Molise all'Abruzzo, la Basilicata alla Campania.
In zone vicine al confine con la Francia alcune targhe sono realizzate in stile francese: generalmente gialle se posteriori, bianche se anteriori e con lo stesso font in uso nel Paese transalpino fino al 15 aprile 2009; il codice della provincia può seguire o precedere il numero di cinque cifre.
L'elenco con le sigle e le province corrispondenti è in Sigle automobilistiche italiane.

### TargheCITES

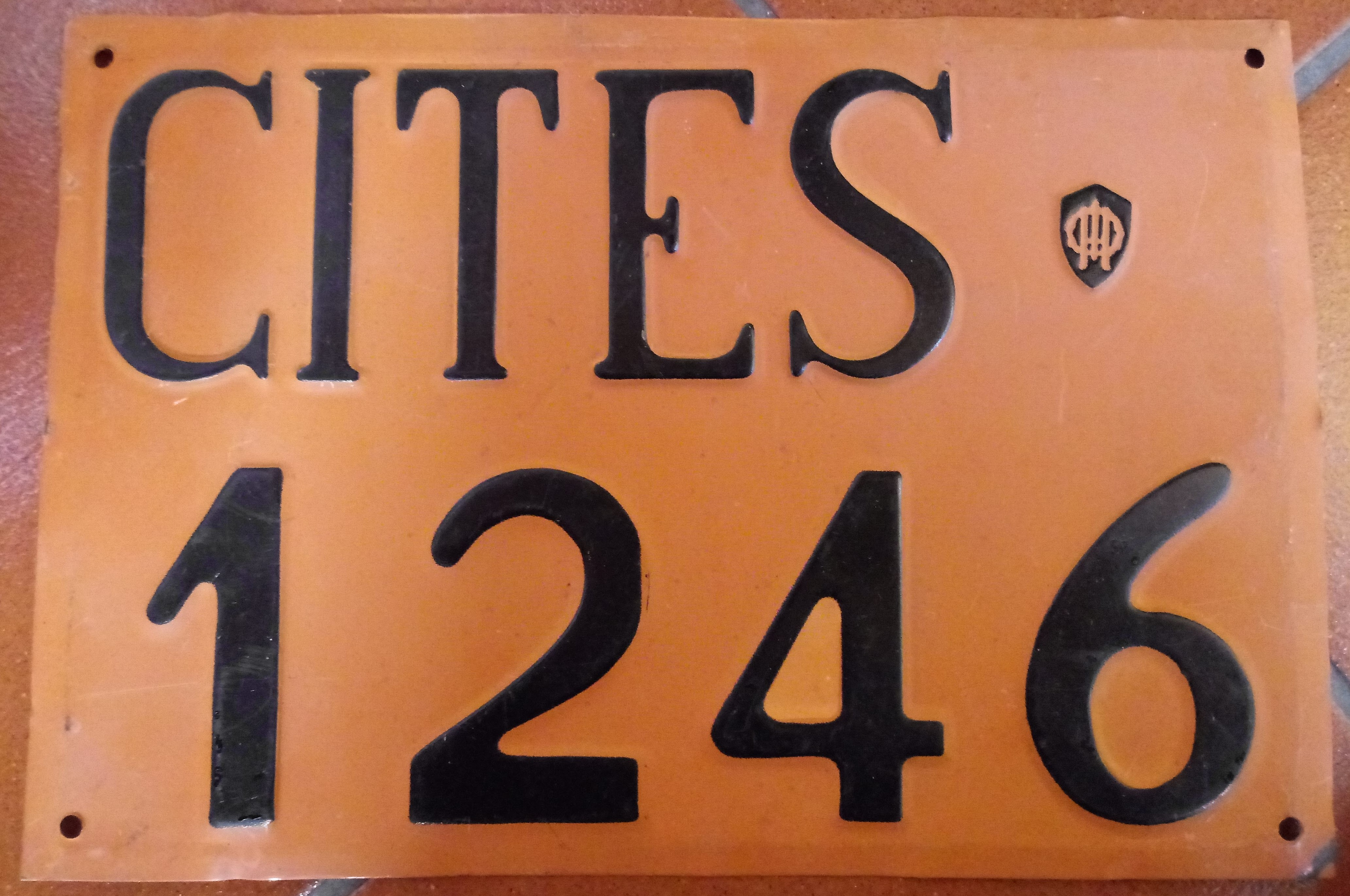
Targa posteriore CITES (giugno 1947–primi anni '50)

Le targhe d'immatricolazione CITES, sigla che sta per Circolazione Temporanea Enti Stranieri, erano rilasciate come temporanee a veicoli di enti stranieri che operavano sul territorio italiano per realizzare programmi di ricostruzione dopo la Seconda Guerra Mondiale. Il formato posteriore, le cui dimensioni erano di 320 × 220 mm, aveva caratteri neri e fondo arancione, la sigla CITES seguita dallo stemma dell'Associazione Mutilati e Invalidi di Guerra sulla riga superiore e una numerazione progressiva, in caratteri Garamond, di non più di quattro cifre (a partire da "1") su quella inferiore. Questo tipo di targhe venne prodotto e utilizzato solo dal giugno 1947 ai primi anni cinquanta.

## Veicoli storici ritargati

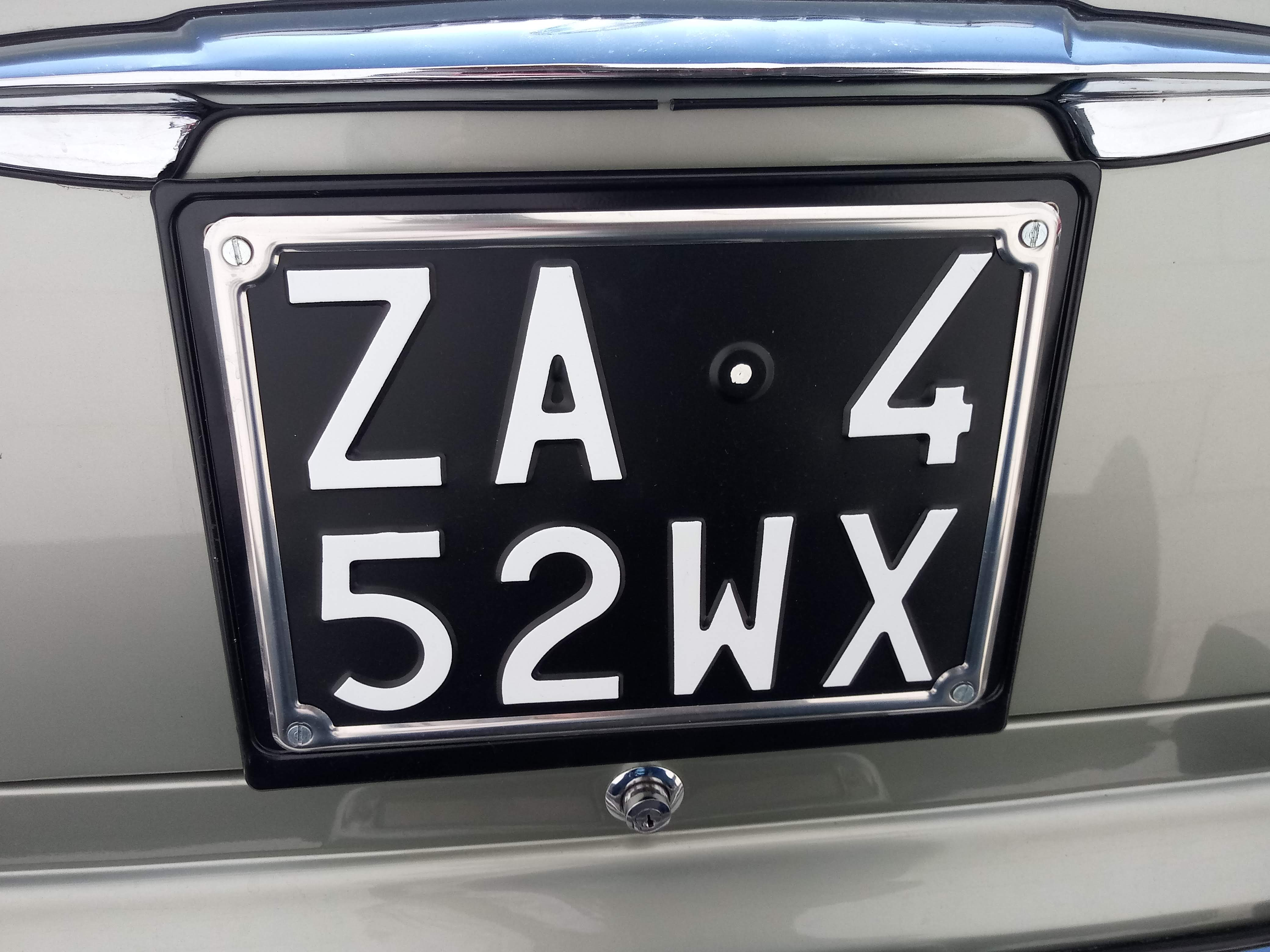
Targa posteriore antichizzata (serie "ZA") apposta su una Lancia Flaminia dei primi anni Sessanta

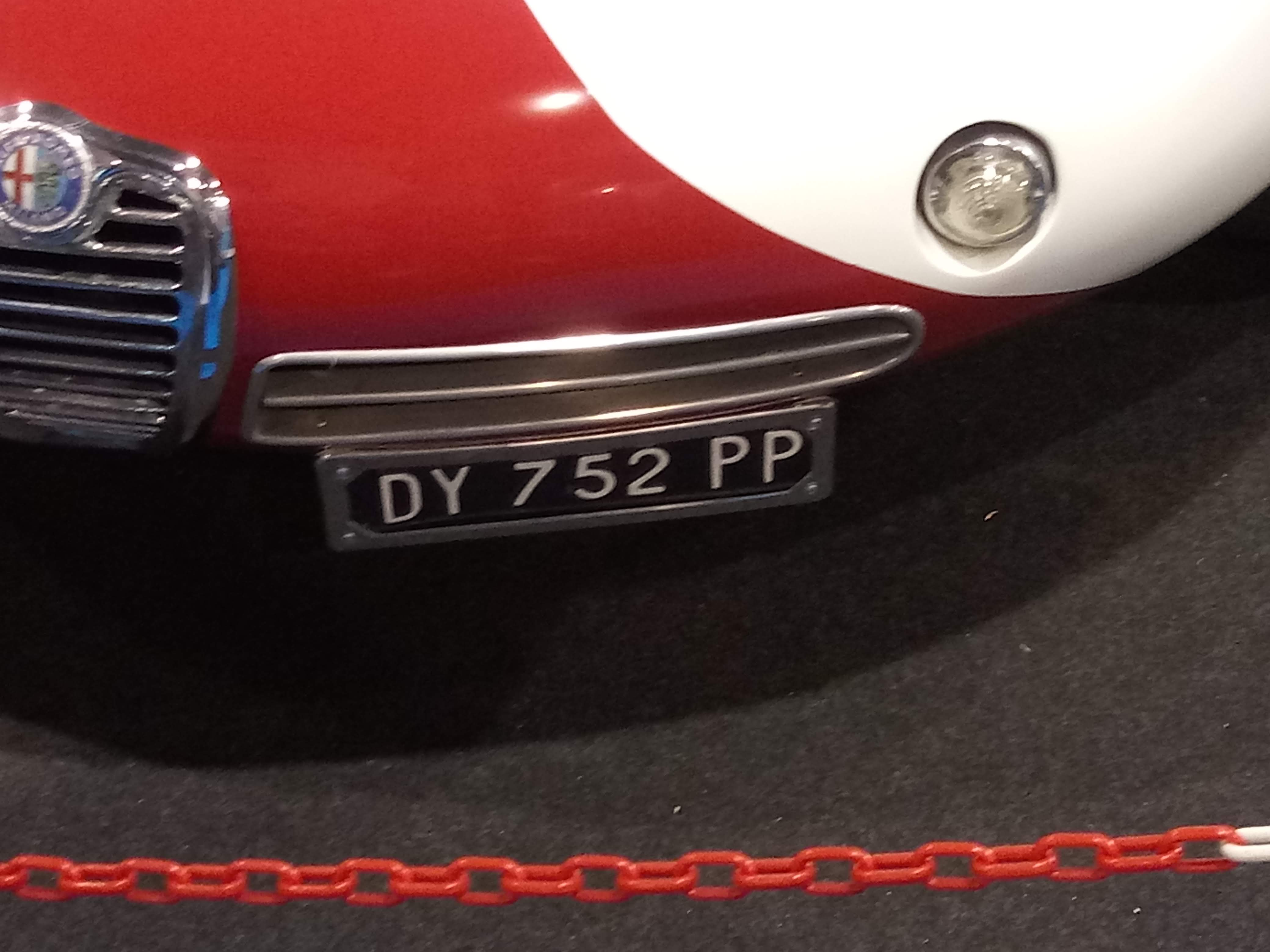
Targa d'immatricolazione anteriore, con formato antichizzato e sistema attualmente in uso, di un'Alfa Romeo Giulietta SZ "Coda Tronca" del 1962

A differenza di altri Paesi europei, in Italia è raro vedere vetture storiche dotate di targhe moderne, sia perché il loro valore inevitabilmente si riduce, sia perché la pratica per il rilascio è complessa e richiede tempi non brevi.
Nel 2010, in attuazione della direttiva europea 2000/53/CE relativa ai veicoli fuori uso, è stato emanato il decreto con le nuove norme che regolano la circolazione delle auto storiche, tra le quali la possibilità di ritargarle anche se radiate o non abbiano più i documenti. 
La targa storica può essere rilasciata:
- ai veicoli già immatricolati in Italia e radiati d’ufficio ai sensi dell’articolo 96 c.d.s.;
- a quelli radiati per esportazione ai sensi dell’articolo 103 c.d.s.;
- agli esemplari radiati per ritiro su area privata, ai sensi della previgente legislazione, su richiesta presentata per la prima volta entro il 26 aprile 2006;
- ai veicoli radiati per demolizione, ai sensi della previgente legislazione, prima del 30 giugno 1998, ad esclusione di quelli per i quali siano stati erogati contributi statali alla rottamazione;
- ai veicoli immatricolati in Italia e mai dismessi dalla circolazione, per i quali venga richiesta una reimmatricolazione con targa storica;
- ai veicoli privi di targhe e di documenti di circolazione, quando non risultino radiati né successivamente reimmatricolati in Italia.

Già dal 2004 è consentita la reimmatricolazione agli automezzi d'epoca in dotazione all'Esercito Italiano privi di targa originale, che si contraddistinguono per le lettere VS (iniziali di "veicolo storico") di colore verde dopo la sigla "EI" rossa e prima della serie numerica (vd. supra).
Per circolare con un veicolo storico occorre prima iscriverlo al registro Automotoclub Storico Italiano (ASI), sottoporlo a una verifica sulla funzionalità e autenticità delle parti meccaniche e del telaio, farsi rilasciare una dichiarazione e autocertificare la corretta conservazione della vettura. Con questa documentazione si fa revisionare il veicolo inoltrandone la domanda al Centro Prova Autoveicoli (CPA) per le vetture costruite prima del 1º gennaio 1960, all'Ufficio della Motorizzazione Civile (UMC) per quelle costruite in data successiva. 
Se il collaudo è superato, la Motorizzazione rilascia al proprietario la carta di circolazione e le targhe nuove, nel caso in cui i documenti e le targhe originali non siano più presenti.
Il design generalmente corrisponde a quello attuale introdotto nel 1999. Tuttavia molti proprietari fanno realizzare da aziende private una targa in formato "antichizzato", privo di bande blu e con caratteri bianchi su fondo nero, a imitazione di quello usato dal 1963 a giugno del 1976 per le targhe posteriori e dal 1963 al 1985 per quelle anteriori. Si tratta di una pratica diffusa, ma non prevista dal Codice della Strada, e quindi passibile di sanzioni.
Nel caso di radiazione, oltre alla dichiarazione di avvenuto "restauro e collaudo", nell'autocertificazione sulla buona conservazione del veicolo occorre indicare gli anni trascorsi dalla data di cancellazione dal Pubblico Registro Automobilistico.
Se la vettura, invece, è stata custodita in un'area privata, ritirata dalla circolazione o portata in demolizione, si deve presentare l'estratto cronologico del PRA o il certificato di cancellazione; per i veicoli radiati dal 30 giugno 2008 è necessario indicare il "centro di raccolta o demolitore" al quale erano stati consegnati.
Qualora infine l'auto o moto storica sia stata importata, affinché si possa procedere alla nazionalizzazione del veicolo, bisognerà avere i documenti esteri originali e informare lo Stato di provenienza dell'avvenuta immatricolazione in Italia.

### Esplicative
1. ↑  In ossequio alla politica generale dei governi liberali verso i territori conquistati con la guerra, anche per le targhe si procedette a una pura italianizzazione del lessico, lasciando inalterata la sostanza. A quel tempo l'Austria utilizzava un sistema di numerazione su base provinciale e l'Italia, subentrando nella sovranità in quelle zone, nelle targhe dei veicoli di nuova immatricolazione fece solo cambiare la E, che identificava il Tirolo, con una T per indicare il Trentino e la K, che identificava il Kustenland, con una VG per indicare la Venezia Giulia, continuando peraltro la numerazione in atto: se ad esempio l'ultima targa austriaca fosse stata E 945, la prima italiana sarebbe stata T 946. Fu il fascismo a giudicare questo meccanismo antipatriottico e a voler applicare anche alle nuove province il sistema italiano d'immatricolazione.
2. ↑  Nel formato emesso da maggio 1951 e in quelli successivi, queste lettere verranno scritte in maiuscoletto.
3. ↑  Eccettuate le targhe del Regio Corpo Truppe Coloniali, del Regio Corpo Truppe Coloniali della Libia e quelle di cartone (con la dicitura COLLAUDO sulla riga superiore) apposte sui veicoli in prova, che presentavano tutte caratteri neri su fondo bianco. Le targhe per le immatricolazioni provvisorie, anch'esse di cartone, si contraddistinguevano invece per i caratteri rossi e le lettere T.P. (che stanno, appunto, per "targa provvisoria") in alto a sinistra.
4. ↑  I codici E e, E m e L dopo la numerazione stavano rispettivamente per carrello elevatore elettrico, carrello elevatore a motore e locomotiva.
5. ↑  Le lettere rosse VA, di dimensioni molto ridotte dopo il codice CF, stanno per "Vigilanza Ambientale" e sono state introdotte nel 2001.
6. ↑  La prima targa documentata CRI 1 fu apposta quel giorno su un veicolo immatricolato a Bergamo, cfr. http://www.targheitaliane.it.
7. ↑  Non mancano però casi di veicoli immatricolati con targa italiana.
8. ↑  Dal 1992 al 2003 i veicoli in dotazione alla Polizia Penitenziaria avevano la dicitura "POLIZIA PEN." con la seconda parola abbreviata.

### Bibliografiche
1. ↑  Carlo Bellini, Marcello Gallina, Marcello Taverna, Un secolo di targhe, De Ferrari Editore, 2000, ISBN 88-7172-303-1, pp. 8-9.
2. ↑  (EN) Jean-Emmanuel Chevry, FRANCOPLAQUE, su francoplaque.fr.
3. ↑  AA. VV., Europlate, Newsletter No. 206 (August 2023), Editor A. Barragán, p. 7.
4. 1 2 3 4   Targhe automobilistiche del primo periodo (PDF), su targheitaliane.it. URL consultato il 4 maggio 2018 (archiviato dall'url originale il 24 settembre 2015).
5. ↑   Tabelle per targhe italiane, su targheitaliane.com. URL consultato il 2 gennaio 2020 (archiviato dall'url originale il 2 gennaio 2020).
6. ↑  Dal quotidiano  "La Provincia di Bolzano" (archiviato dall'url originale il 23 aprile 2021). di sabato 23 aprile 1927 p. 2 prima colonna in alto a sinistra, che riporta l'elenco delle nuove targhe.
7. ↑  Le nuove disposizioni per le targhe, R.A.C.I., n.1 del 1927, p. 5.
8. ↑   Alfa Romeo Giulia TI MI A00000, su patrimonioalfaromeo.blogspot.com. URL consultato il 30 settembre 2018.
9. ↑   Siamo al milione, in Stampa Sera, 6 aprile 1968,  p. 2. URL consultato il 20 gennaio 2018.
10. ↑  Roma 1 milione, L'Automobile n. 48 (1966).
11. ↑   Sigle di provenienza tra il 1905 e il 1927.
12. ↑  Decreto del presidente della Repubblica 28 settembre 2012, n. 198, in materia di "Regolamento recante modifiche al decreto del Presidente della Repubblica 16 dicembre 1992 n. 495, in materia di variazione dell'intestatario della carta di circolazione, intestazione temporanea di autoveicoli, motoveicoli e rimorchi e di targhe dei rimorchi"
13. ↑   Targhe a Roma, su targheitaliane.it. URL consultato il 4 dicembre 2022.
14. ↑   Tecnoprogress.net, motore agricolo, su Targhe e Targhe. URL consultato il 22 novembre 2021.
15. ↑   Avellino, il 3 aprile la prima corsa della “metro leggera”: il bus che attraversa la città, su Napoli Fanpage, 28 marzo 2023. URL consultato il 28 dicembre 2023.
16. ↑   Decreto Capo Dipartimento n. 210 del 27/06/2025, su Ministero delle infrastrutture e dei trasporti, 1º luglio 2025. URL consultato il 4 luglio 2025.
17. ↑  (EN) Hans Stedehouder, PLATE-PLANET (GIF), su plate-planet.com.
18. ↑  Mario Mariani, La Croce Rossa Italiana - L'epopea di una grande istituzione, Milano, Mondadori, 2006, ISBN 88-04-55124-0, cap. VI, p. 97, cap. VII, p. 109.
19. ↑  R.D. 29 luglio 1927, n° 1814 pubblicato sulla G.U. n° 230 del 05/10/1927.
20. ↑  R.D. 29 luglio 1909, n° 710.
21. ↑  (ES) Matriculasdelmundo,  https://matriculasdelmundo.com/italia.html. URL consultato il 30 giugno 2024.
22. ↑  https://www.lapiualtaditalia.it/category/targhe-speciali/vigili-del-fuoco/rimorchi-vvf/
23. ↑   Gazzetta Ufficiale n. 134 del 12 giugno 2006.
24. ↑   Angelo Petrucci, Lo sapevate che a Milano gira (poco) una Ferrari della Polizia Locale?, su Autoappassionati.it, 8 marzo 2023. URL consultato il 24 aprile 2023.
25. ↑   Disposizioni del Comando del 31º Stormo da caccia USAF (Aviano) sulle targhe simili a quelle civili italiane (paragrafo 3.1). (PDF) (archiviato dall'url originale il 1º novembre 2004).
26. ↑   Kent Harris, Aviano says Italian plates for all by June 1, Stars and Stripes 17 maggio 2007..
27. ↑  Cfr. la tabella in https://www.targheitaliane.com/sigle-e-codici/codici-in-uso-sulle-targhe-diplomatiche-e-consolari/ Archiviato il 19 dicembre 2018 in Internet Archive.
28. ↑   *** ATTO COMPLETO ***, su gazzettaufficiale.it. URL consultato il 3 agosto 2024.
29. ↑   Il Giornale dei Comuni, su gdc.ancidigitale.it. URL consultato il 3 agosto 2024.
30. ↑   CD and CC registration plates, su easydiplomacy.com. URL consultato il 24 aprile 2016.
31. ↑  Il codice veniva assegnato alle autovetture dell'ambasciata italiana presso la Santa Sede.
32. 1 2  Il codice identificava i veicoli dell'ambasciata di questa repubblica presso la Santa Sede.
33. ↑  Bellini C. - Gallina M. - Taverna M., pp. 95-96.
34. ↑  Nei primi anni di emissione di questa serie la "P" era rossa, non si conosce l'anno del cambiamento.
35. ↑   LA CIRCOLAZIONE DEI VEICOLI CON TARGA PROVA, su dati.asaps.it. URL consultato il 2 gennaio 2020.
36. ↑   Circolare del Ministero dell'Interno sulla targa prova, su newsauto.it, Newsauto.
37. ↑   Studio di consulenza automobilistica Agenzia Gallia, Targa provvisoria di cartone, su Agenzia Gallia Roma. URL consultato il 2 gennaio 2020.
38. ↑   Targhe storiche: possono essere usate per la re-immatricolazione?, su Auto Yes. URL consultato il 2 gennaio 2020.